# Zamość
Zamość (łac. Zamoscia) – miasto na prawach powiatu w Polsce w południowej części województwa lubelskiego, siedziba władz powiatu zamojskiego i gminy wiejskiej Zamość. Jest jednym z większych ośrodków kulturalnych, edukacyjnych i turystycznych województwa, a zwłaszcza Zamojszczyzny. Za sprawą unikatowego zespołu architektoniczno-urbanistycznego Starego Miasta bywa nazywany „perłą renesansu”, „miastem arkad” i „Padwą północy”. Pod względem powierzchni plasuje się na 10. miejscu w województwie. W 1992 r. zamojskie Stare Miasto zostało wpisane na listę światowego dziedzictwa UNESCO.
Według danych GUS z 31 grudnia 2020 r., Zamość liczył 62 785 mieszkańców i był pod względem liczby ludności drugim (po Lublinie) miastem w województwie lubelskim, a także 63. spośród najludniejszych miast w Polsce.
Zamość leży na historycznej Rusi Czerwonej, w dawnej ziemi chełmskiej stanowiącej od XIV wieku część Królestwa Polskiego, a dawniej (w X-XI wieku) będącej częścią Grodów Czerwieńskich, które stanowiły część Polski wczesnopiatowskiej. Prywatne miasto szlacheckie, założone w oparciu o prawo lokacyjne w 1580 roku, położone było w XVI wieku w województwie ruskim.

## Położenie
| Rodzaj                  | Powierzchnia | %     |
| ----------------------- | ------------ | ----- |
| użytki rolne:           | 13,87 km²    | 45,7% |
| grunty orne             | 9,02 km²     | 29,7% |
| sady                    | 0,15 km²     | 0,5%  |
| łąki                    | 4,26 km²     | 14,0% |
| pastwiska               | 0,44 km²     | 1,5%  |
| lasy                    | 0,64 km²     | 2,1%  |
| pozostałe grunty        | 15,83 km²    | 52,2% |
| Powierzchnia miasta (Σ) | 30,34 km²    | 100%  |

Zgodnie z podziałem fizycznogeograficznym Polski J. Kondrackiego, Zamość leży w obniżeniu Padołu Zamojskiego, w mezoregionie stanowiącym południowy fragment Wyżyny Lubelskiej (makroregion). Na północ i południe od miasta znajdują się tereny o nieco większej wysokości – Działy Grabowieckie i Roztocze.

## Środowisko naturalne
Miasto w większości położone jest na wysokości od ok. 210 do 220 m n.p.m. Najniżej, bo ok. 204 m n.p.m., usytuowane są okolice Łabuńki i Czarnego Potoku (północna część Zamościa), zaś na Os. Słoneczny Stok we wschodniej części miasta znajdują się miejsca położone najwyżej, ok. 237 m n.p.m. (przy ul. Hrubieszowskiej).
Rzeźba terenu nie jest zbytnio zróżnicowana. Wyraźne, większe nachylenia i spadek wysokości widoczne są jedynie w kierunku rzeki Łabuńki, szczególnie na Nowym Mieście (na południe od ulic Partyzantów i Hrubieszowskiej) i Os. Promyk, oraz w zachodniej części Os. Orzeszkowej-Reymonta. Wyraźnie niżej położone są także południowe i zachodnie fragmenty miasta.

### Wody

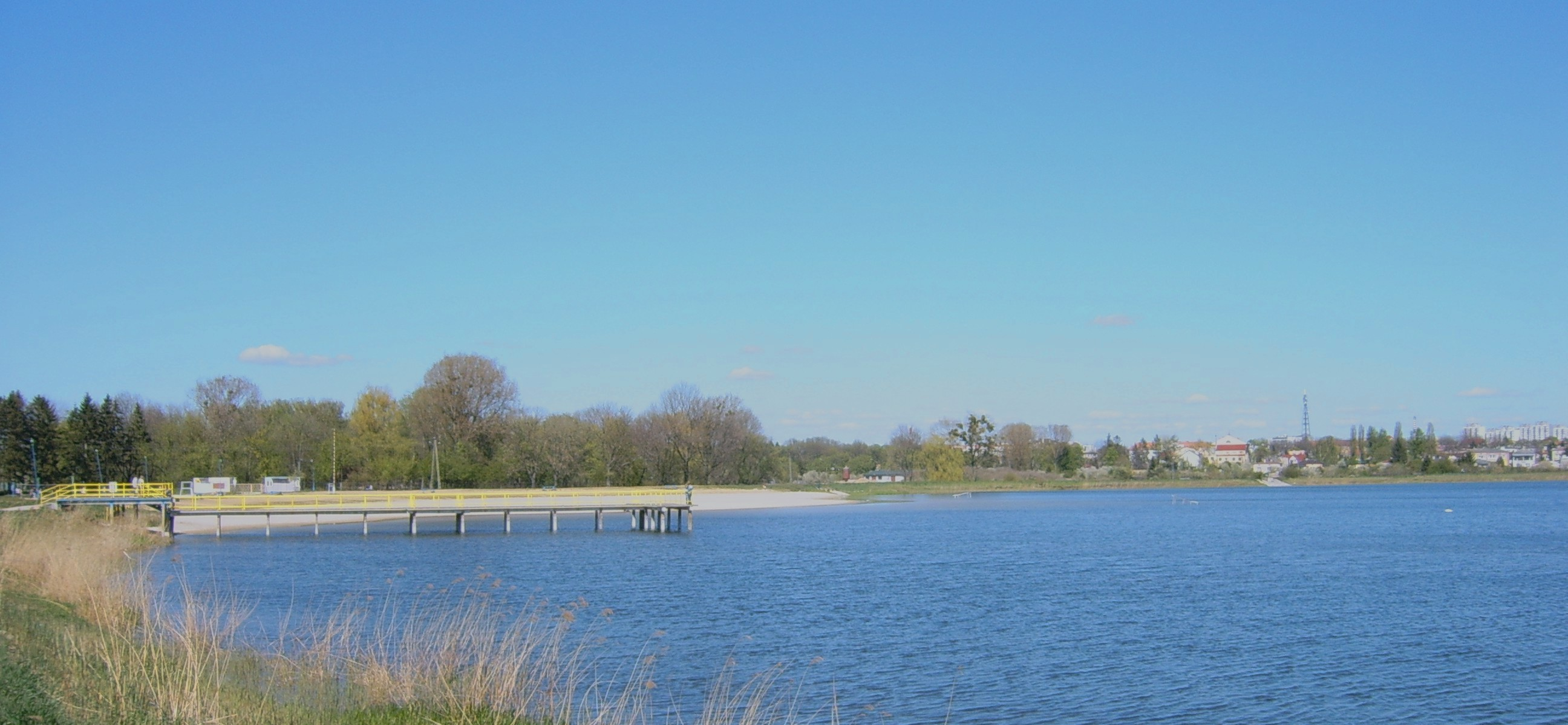
Północno-zachodni brzeg zalewu

Od południowego wschodu w kierunku północnym przez Zamość przepływa będąca dopływem Wieprza rzeka Łabuńka. Do niej, jeszcze w obrębie miasta, wpada płynąca od południowego zachodu Topornica (oraz jej stare koryto) i płynąca przez Osiedle Karolówka Świnia. Płynący od wschodu wzdłuż północnej granicy Czarny Potok łączy się z Łabuńką już poza miastem. W granicach miasta płynie także Rów Kryniczny, który jest dopływem Czarnego Potoku i jest nazywany „Majdanką”, ponieważ przepływa przez Osiedle Majdan.
W południowej części Zamościa, na os. Zamczysko znajduje się zalew zbudowany w latach 1961–1963, o powierzchni ok. 18 ha. Został podzielony groblą na dwa osobne zbiorniki, z których południowy przeznaczony jest do hodowli ryb i wędkarstwa, a północny, położony bliżej centrum miasta, jest wykorzystywany jako sezonowe kąpielisko.

### Klimat
Klimat umiarkowany wyróżnia się tu większym stopniem kontynentalizmu, na co wskazuje dość wysoka roczna amplituda temperatury – najchłodniejszym miesiącem jest styczeń (–4,4 °C), natomiast najcieplejszym lipiec (+17,4 °C). Średnia temperatura roczna wynosi ok. 7,2 °C.
Roczna suma opadów, przeważających w ciepłym półroczu (maj – sierpień), nie przekracza 600 mm. Na rok przypada tu spora liczba dni bezchmurnych (ok. 55, jedna z największych w kraju) oraz ok. 25–30 dni z burzami.

### Przyroda

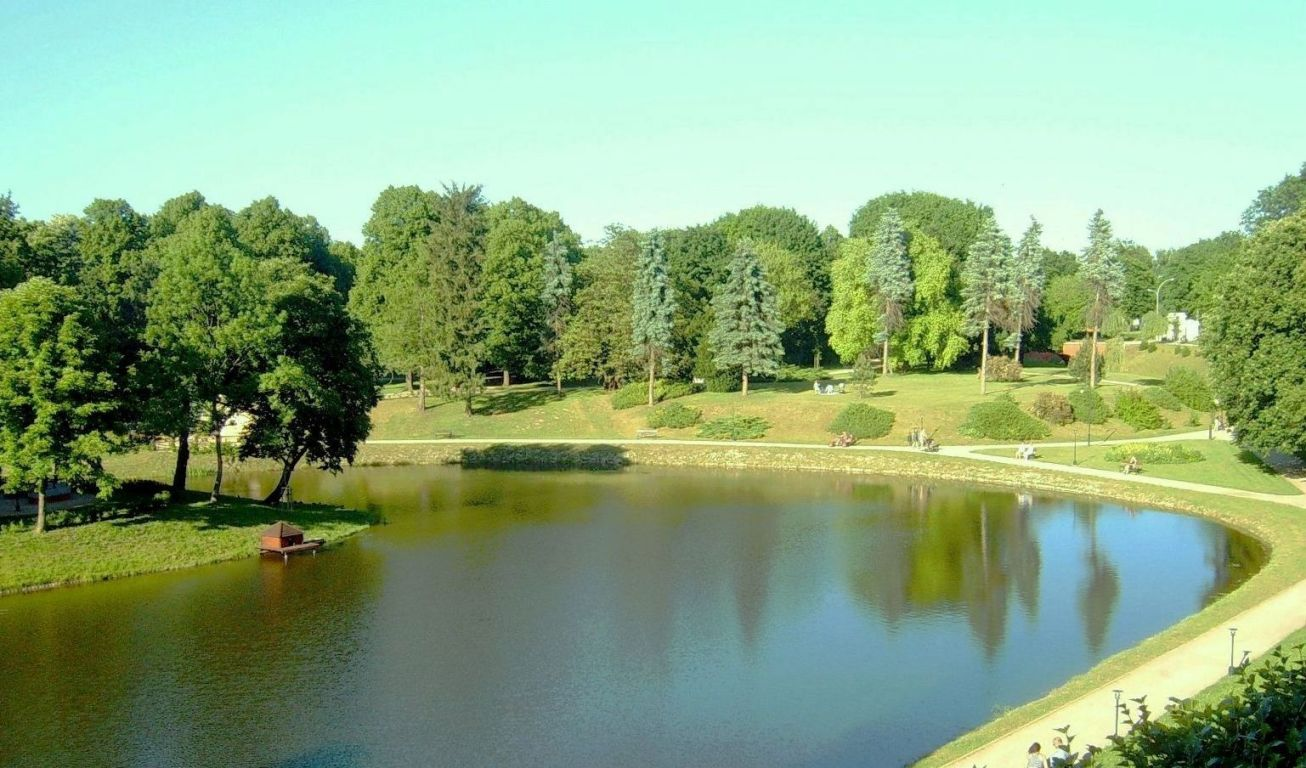
Park Miejski

W obrębie miasta za pomniki przyrody uznano 11 zespołów drzew. Południowo-wschodnia część Zamościa pokrywa się z fragmentem obszaru specjalnej ochrony ptaków Natura 2000 o nazwie „Dolina Górnej Łabuńki”. Spośród występujących tam ponad 20 gatunków ptaków, 3 posiadają ostoje w obszarze miasta. Tereny zielone to w większości łąki, zajmujące głównie obszary przy granicach miasta oraz ogrody działkowe skupiające się w jego południowej części.
Zieleń miejską stanowią położone w bezpośrednim sąsiedztwie Starego Miasta: od strony północno-zachodniej Park Miejski ze stawem (założony w okresie międzywojennym), skwery od południa i zachodu (dawny „Małpi Gaj”) oraz słabiej zadrzewione „Planty” (głównie skwery) położone po wschodniej i północnej stronie. Większe skupiska zieleni, poza centrum miasta, znajdują się ponadto w Koszarach, przy jednostce wojskowej oraz przy ul. Dzieci Zamojszczyzny, wzdłuż której ciągnie się szeroki pas drzew. Niewielkim parkiem jest także tzw. Ogródek Jordanowski położony między Starym a Nowym Miastem.
Duży obszar (ok. 45–50 ha) zajmuje jedyny miejski las komunalny, położony między zalewem a południową granicą miasta. Można tam spotkać chronione gatunki zwierząt, takie jak: rzekotka drzewna, traszki, ślimak żółtawy oraz różnego rodzaju storczyki. W zamojskim ogrodzie zoologicznym od niedawna jest także niewielka część botaniczna, poświęcona roślinności.
Do terenów zielonych zalicza się również skwery przebiegające wzdłuż rzeki Łabuńki, na których wyznaczono bulwary Miast Partnerskich Zamościa (są to bulwary Loughborough, Schwäbisch Hall oraz Żółkiewski).
W bezpośrednim sąsiedztwie miasta (na południowy zachód od jego granic) znajdują się rezerwaty „Hubale” (z susłami perełkowanymi) i „Wieprzec” (niskie torfowiska). Nieco dalej, w tym samym kierunku położony jest Roztoczański Park Narodowy, a bliżej na północ Skierbieszowski Park Krajobrazowy.

## Historia

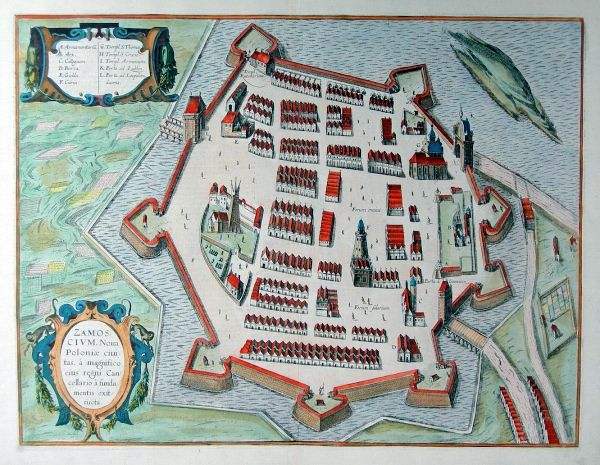
Zamość na sztychu z dzieła Georga Brauna i Franza Hogenberga z 1617

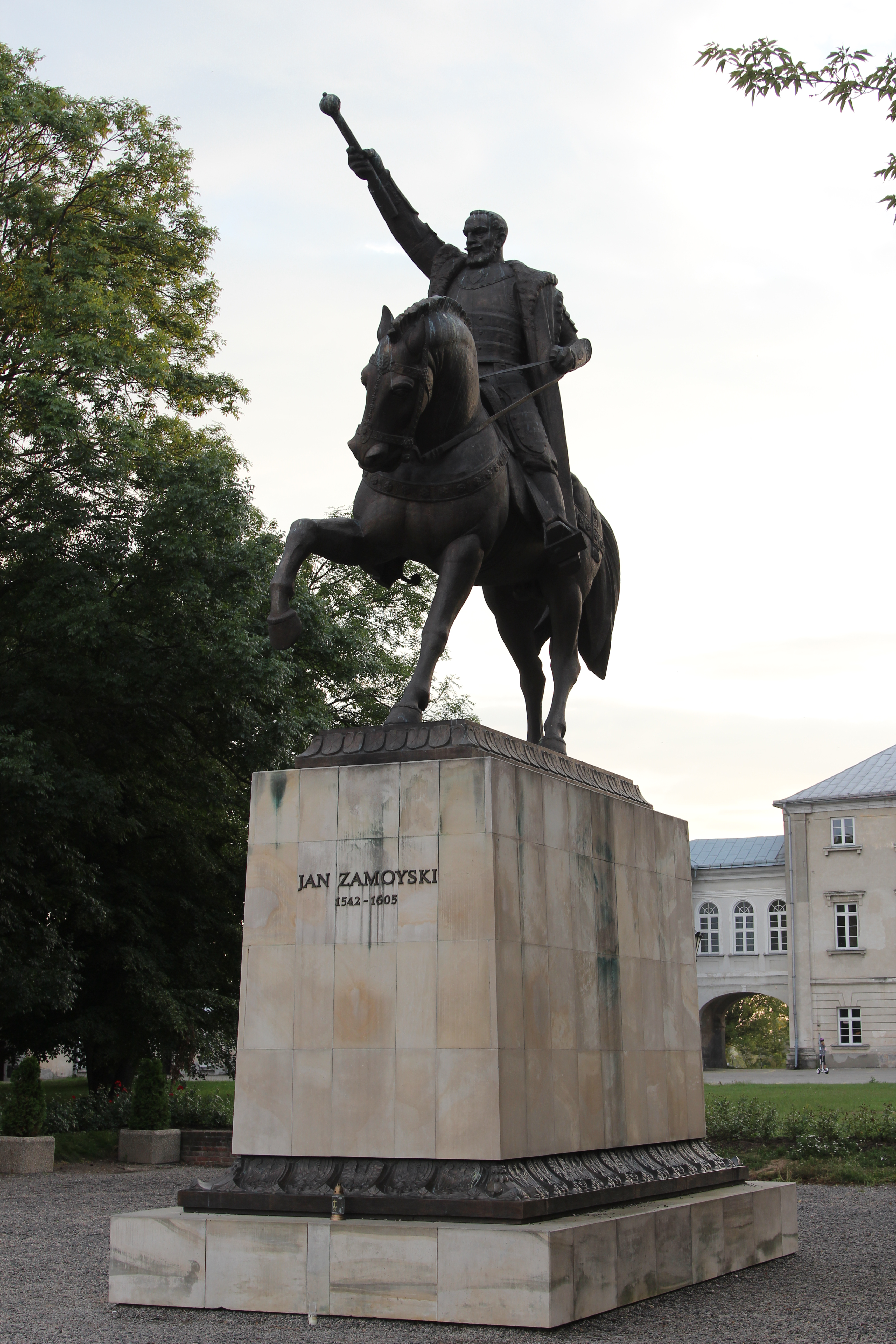
Pomnik Jana Zamoyskiego przed Pałacem Zamoyskich

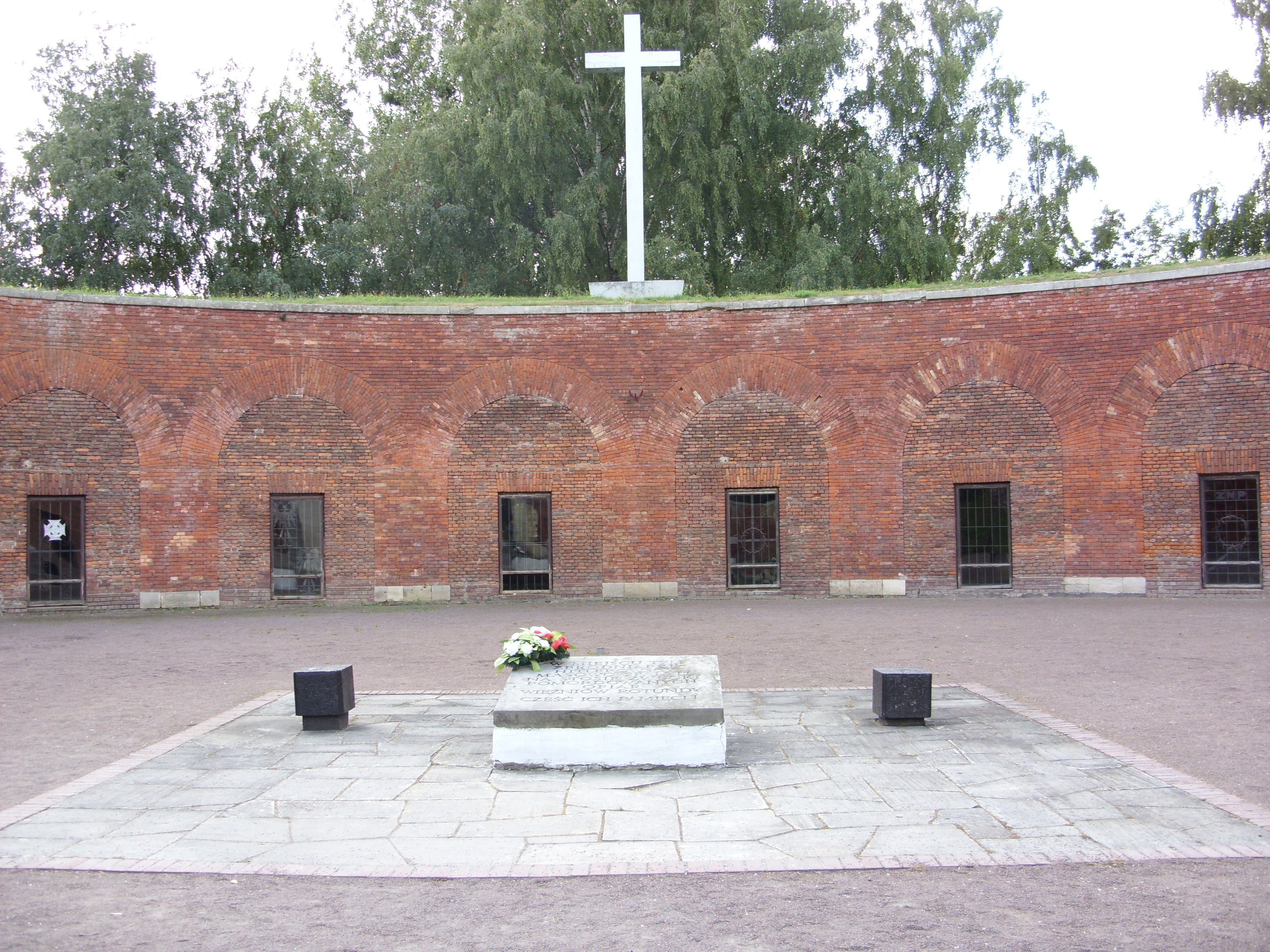
Rotunda Zamojska miejsce martyrologii ludności Zamojszczyzny 1940–1944

Zamość prawa miejskie uzyskał w 1580 r., na mocy przywileju lokacyjnego wystawionego przez kanclerza i hetmana wielkiego koronnego Jana Zamoyskiego. W 1589 r. miasto zostało stolicą założonej przez jego właściciela Ordynacji Zamojskiej.
XVII wiek był okresem największego i najszybszego rozwoju miasta. Osiedlała się tu nie tylko ludność polska, ale również wielu innych narodowości. Miasto musiało się jednak zmagać z licznymi najazdami, m.in. Kozaków pod dowództwem Bohdana Chmielnickiego w 1648 r. oraz podczas potopu w 1656 r. przez wojska szwedzkie, którym podobnie jak Kozakom nie udało się zdobyć miasta. Dopiero podczas wielkiej wojny północnej Zamość został zajęty przez wojska szwedzkie i saskie.
W połowie XVIII w. przeprowadzono reformę założonej już w 1594 r. Akademii Zamojskiej (wykładał na niej m.in. Stanisław Staszic), ale po zajęciu miasta przez Austriaków w wyniku I rozbioru (1772 r.) została zamknięta (1784 r.).
W 1809 r. Zamość przyłączono do Księstwa Warszawskiego, a po kongresie wiedeńskim w 1815 roku do Królestwa Polskiego, uzależnionego od Rosji. W 1821 r. rząd ówczesnego królestwa odkupił miasto i zmodernizował zamojską twierdzę. Dokonano wówczas przebudowy wielu budynków, przez co utraciły one w dużym stopniu swój pierwotny wygląd i styl. Zmodernizowana Twierdza Zamość odegrała dużą rolę w trakcie powstania listopadowego i skapitulowała jako ostatni polski punkt oporu przeciwko rosyjskiemu zaborcy. Po stwierdzeniu nieprzydatności twierdz z działami obronnymi, w 1866 r. skasowano twierdzę zamojską, co dało początek przestrzennemu rozwojowi miasta. W okresie I wojny światowej do Zamościa doprowadzono linię kolejową (1916 r.).
W okresie od 28 do 30 grudnia 1918 roku Zamość był miejscem tzw "powstania zamojskiego" wywołanego przez miejscowych działaczy SDKPiL oraz kaprala Piotra Grabczaka. Na czele części zbuntowanego pułku stacjonującego w mieście organizatorzy buntu zajęli miasto, rozbroili żandarmerię i przejęli broń z magazynów. Żądających uwłaszczenia chłopów poparła miejscowa PPS oraz żydowski BUND. Wrzenie rewolucyjne zostało krwawo stłumione przez przybyłe z Lublina oddziały wojskowe pod dowództwem majora Lisa-Kuli.
W trzydniowej bitwie w sierpniu 1920 r. wojska polskie i ukraińskie powstrzymały wszystkie ataki bolszewików.
Dwudziestolecie międzywojenne to okres rozwoju miasta, poszerzano jego granice, powstawało wiele nowych instytucji i ośrodków, szczególnie związanych z życiem kulturalnym i oświatowym. W Zamościu stacjonował 9 Pułk Piechoty Legionów, z którego utworzeniem związana była wizyta w 1922 r. marszałka Józefa Piłsudskiego. Dowódcą 9 Pułku Piechoty Legionów od 1937 r. był (późniejszy generał) płk Stanisław Sosabowski znany z czasów II wojny światowej z obrony Warszawy (odcinek Grochów) oraz bitwy o Arnhem z udziałem 1 Samodzielnej Brygady Spadochronowej.
W czasie kampanii wrześniowej 9 i 12 września 1939 niemieckie samoloty zbombardowały Zamość. Zginęło ponad 250 osób, wiele było rannych, przede wszystkim cywilów. 

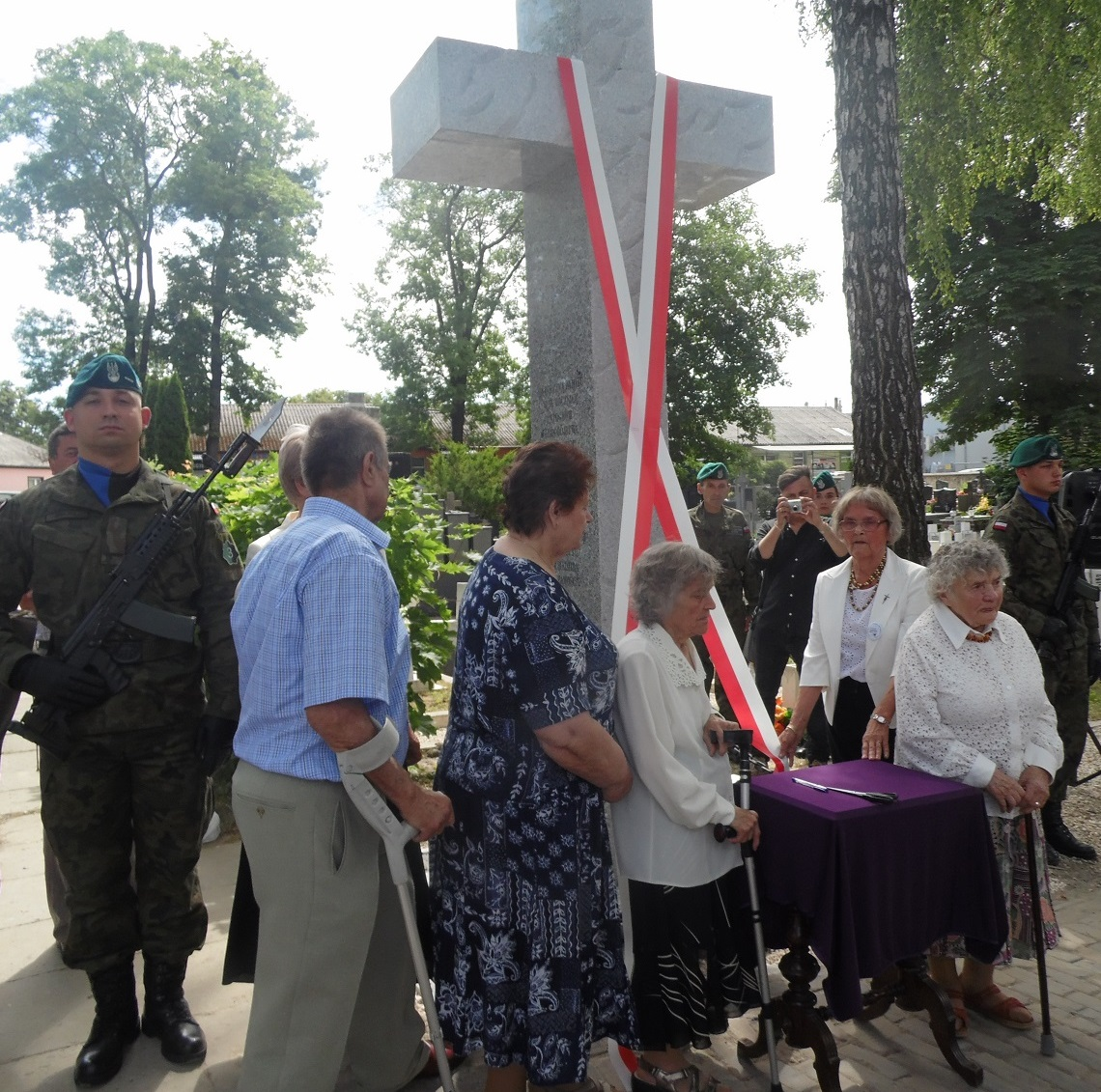
Odsłonięcie Pomnika Ofiar Ludobójstwa Polaków na Wołyniu i w Małopolsce Wschodniej (Zamość, 10 czerwca 2018).

13 września wojska niemieckie wkroczyły do Zamościa. Dotrzymując Paktu Ribbentrop-Mołotow, 25 września Niemcy opuścili Zamość, a ich miejsce zajęła Armia Czerwona. Na mocy Traktatu o granicach i przyjaźni III Rzesza – ZSRR wojska sowieckie opuściły Zamość 6 października. Od 8 października 1939 do lipca 1944 miasto znalazło się w Generalnym Gubernatorstwie w rękach Niemiec hitlerowskich (okupacja niemiecka). Podczas II wojny światowej na Rotundzie utworzono obóz zagłady, gdzie zginęło ponad 8 tysięcy ludzi, oraz obozy jeńców radzieckich i obóz tymczasowy dla wysiedlonych mieszkańców Zamojszczyzny (w tym dla licznych dzieci Zamojszczyzny). W czasie okupacji niemieckiej na Zamojszczyźnie miała miejsce masowa akcja wysiedleńcza Polaków i pacyfikacyjna Aktion Zamość prowadzona przez Niemców, dążących do stworzenia tu niemieckiego osadnictwa jako przyczółka do germanizacji Wschodu, dlatego okolice Zamościa były terenem wielu walk partyzantów AK, BCh, GL/AL (powstanie zamojskie). W latach 1943–1944, w czasie ludobójstwa dokonywanego przez nacjonalistów ukraińskich z OUN-UPA, Zamość stał się też schronieniem dla ludności polskiej uciekającej z Wołynia i Małopolski Wschodniej. Miasto zostało zdobyte przez wojska radzieckie i przez współdziałających z nimi żołnierzy Armii Krajowej w lipcu 1944 r. 
W 1946 r. został odznaczony Orderem Krzyża Grunwaldu III klasy.
Po wojnie nastąpił dynamiczny rozwój miasta, w latach 1975–1998 Zamość był stolicą województwa zamojskiego, a od 1999 r. ponownie stał się miastem powiatowym w województwie lubelskim.

### Historia Żydów w Zamościu

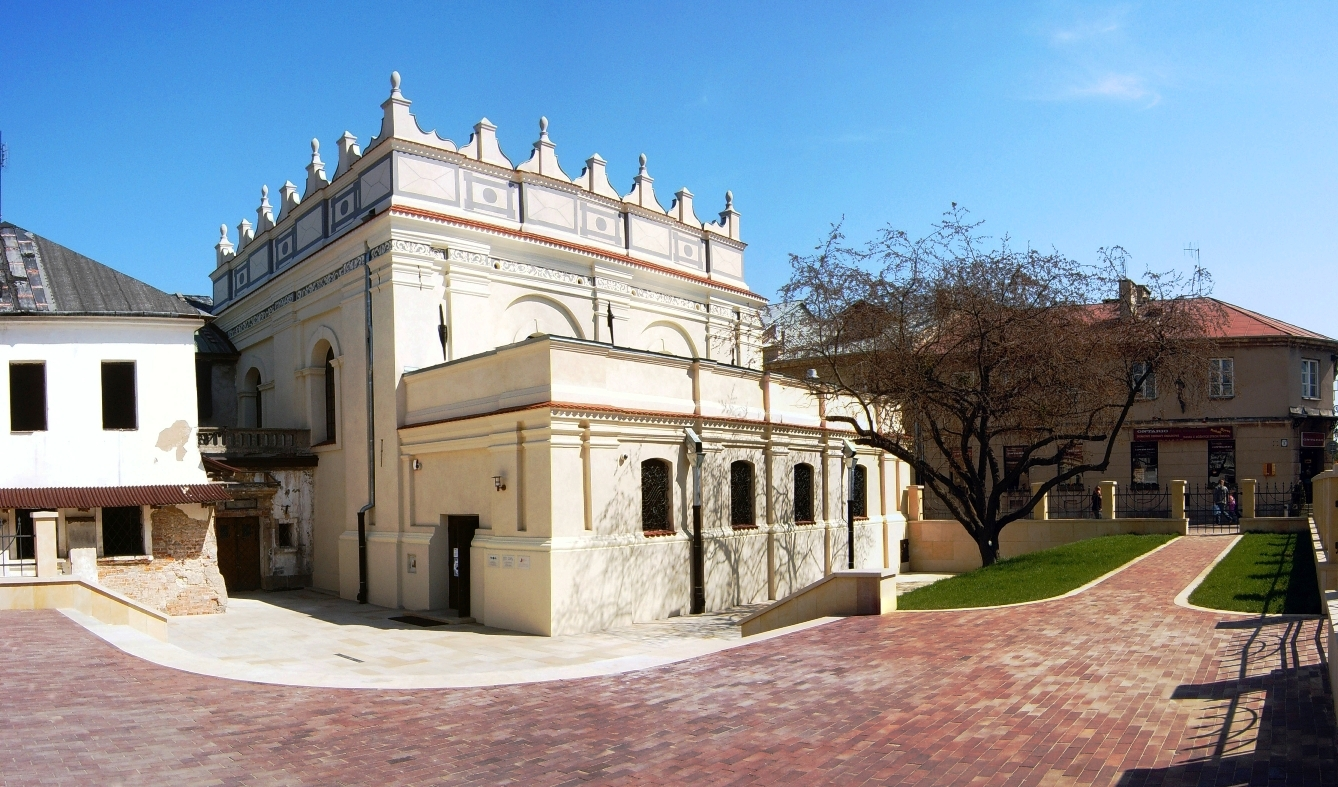
Synagoga w Zamościu

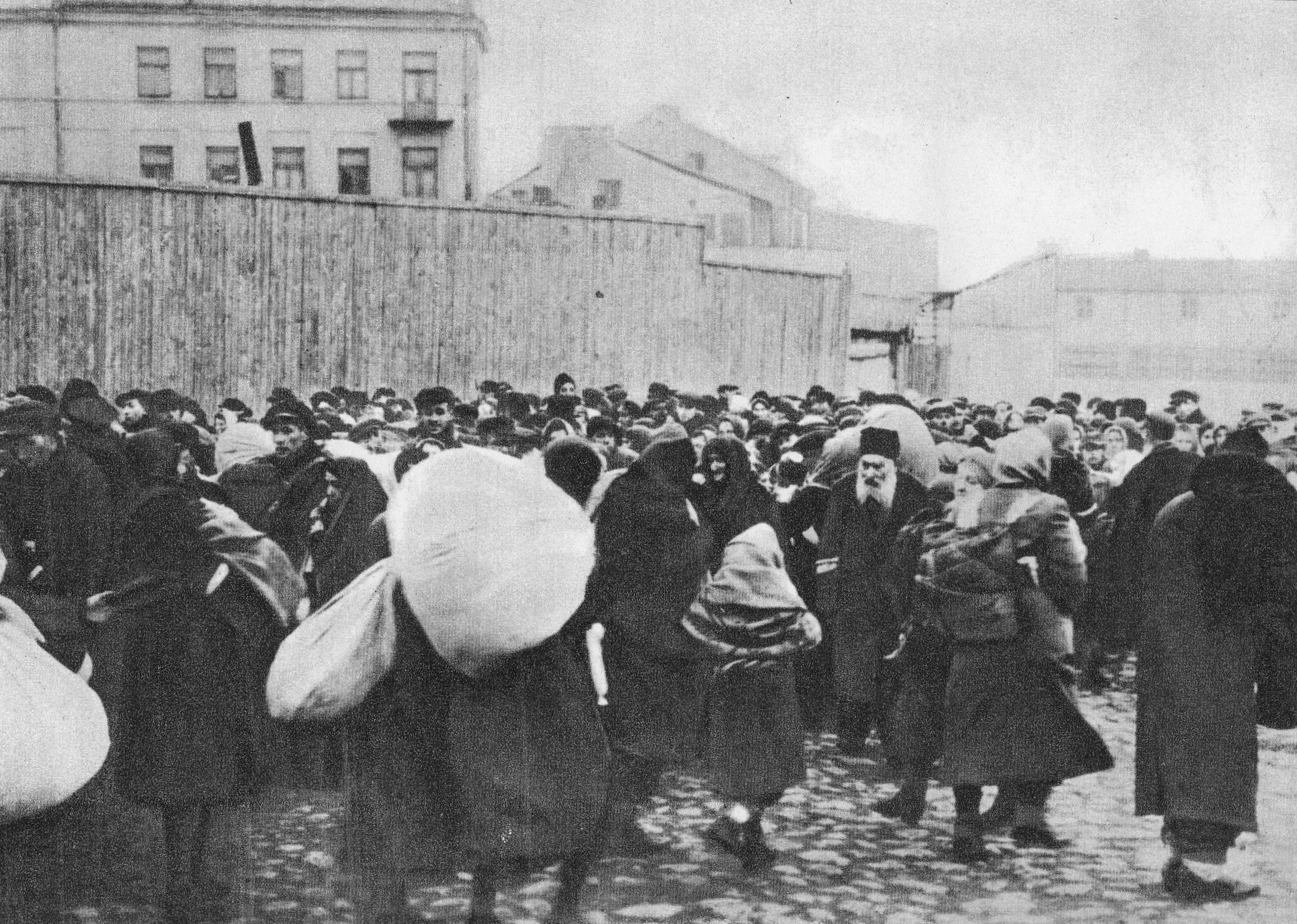
Deportacja zamojskich Żydów do obozu zagłady w Bełżcu w kwietniu 1942

Kahał zamojski powstał w 1588 r., gdy Jan Zamoyski wyraził zgodę na osiedlanie się Żydów w obrębie miasta. Początkowo osiedlali się Żydzi sefardyjscy z Włoch, Hiszpanii, Portugalii i Turcji. W XVII w. dołączyli do nich Żydzi aszkenazyjscy i wkrótce zdobyli w mieście przewagę liczebną. W 1684 r. przywilej Jana Zamoyskiego dla gminy żydowskiej jeszcze raz potwierdził Marcin Zamoyski.
Na przełomie XVIII i XIX w. silne wpływy miał tutaj nurt oświecenia żydowskiego – Haskala. W końcu XIX w. zaczął rozprzestrzeniać się chasydyzm. W Zamościu istniała synagoga, 2 domy modlitwy oraz szpital żydowski.
W 1827 roku mieszkało tu 2874 Żydów, w 1921 r. – 9383 (49,3% ludności miasta).
W Zamościu żył i tworzył poeta Salomon Ettinger (1799–1855), pisarz Icchak Lejb Perec (1852–1915), urodziła się też przyszła rewolucjonistka Róża Luksemburg (1870–1919).
Przed wojną ukazywało się czasopismo Zamoscer Sztyme. W drugiej połowie lat 30. w mieście rozpoczęła się akcja antyżydowska. Kierował nią gen. Bruno Olbrycht - dowódca 3 Dywizji Piechoty Legionów. Do akcji wciągnięto całe wojsko i znaczną część społeczności cywilnej miasta. Wojskowym rozkazem ogłoszono bojkot sklepów żydowskich. Młodzież gimnazjalna organizowała pikiety przed sklepami żydowskimi nie dopuszczając do nich klientów. Generał w związku ze swą walką z mniejszością żydowską oraz patronatem nad miejscowych harcerstwem zyskał dużą popularność w mieście i otrzymał honorowe obywatelstwo Zamościa.
Tuż przed wybuchem wojny mieszkało w Zamościu około 12 000 Żydów. W październiku 1939 r. Niemcy powołali Judenrat, a wiosną 1941 r. utworzyli getto. Od kwietnia do września 1942 r. około 4 tys. osób wywieźli do obozu zagłady w Bełżcu. W październiku 1942 r. na miejscu rozstrzelali 500 osób, pozostałe 4 tys. poprzez punkt etapowy w Izbicy wywieźli także do Bełżca. Przewożonych Żydów zamykano w nieogrzewanych, towarowych wagonach, z reguły nie dawano im jeść i pić, a w czasie mrozów często polewano wodą. Bywało, że przejazd kilkudziesięciu kilometrów zajmował 3 dni, a transportowane osoby przybywały już martwe.

## Architektura i urbanistyka

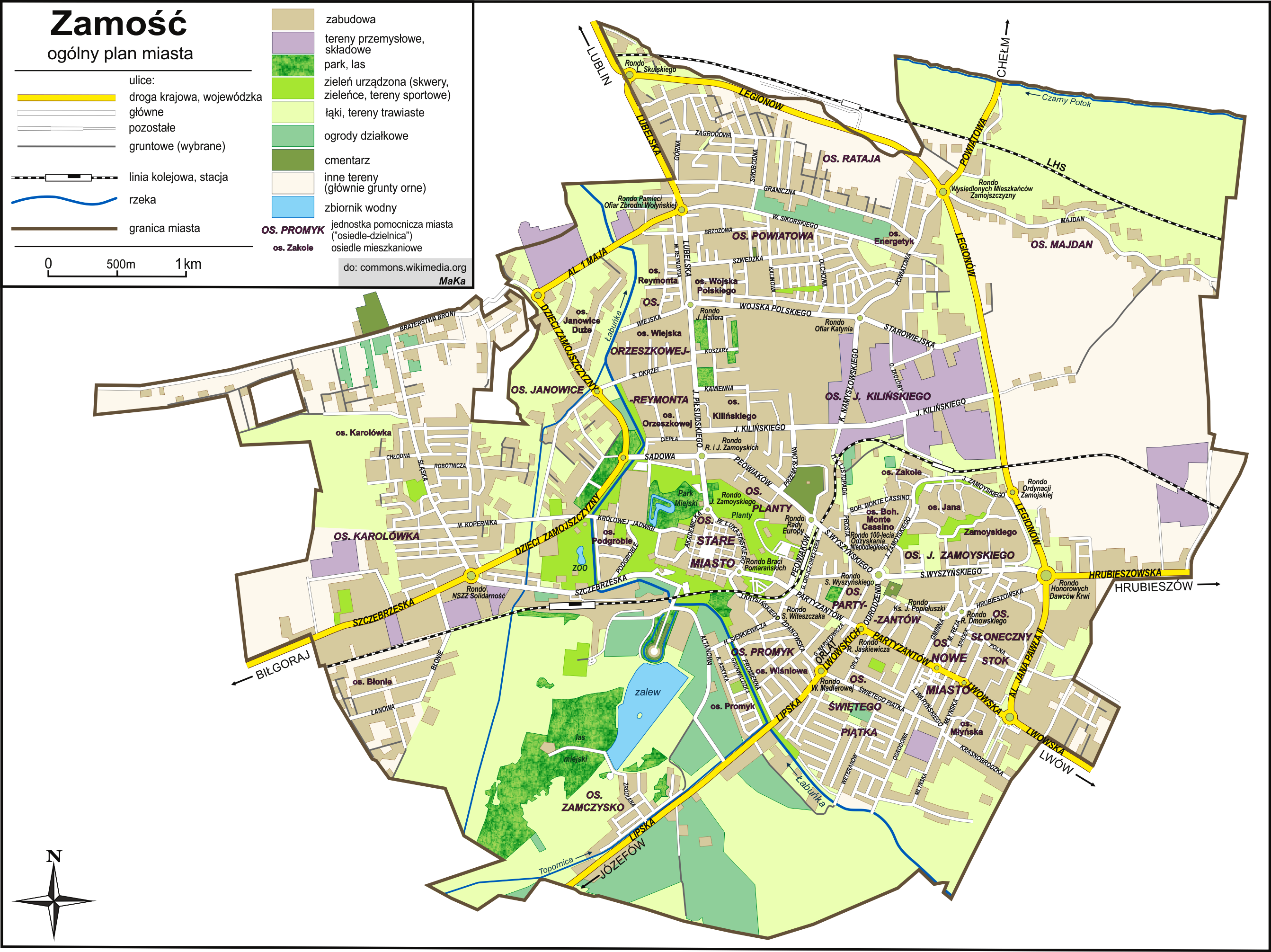
Ogólny plan miasta z użytkowaniem terenu

### Układ przestrzenny
Większość zwartej zabudowy Zamościa skupia się w postaci klinów ciągnących się na północ i wschód od położonego w centrum Starego Miasta. Sama starówka, dzięki otaczającej ją zieleni (Park Miejski, Planty, dawny „Małpi Gaj”) w dużym stopniu zachowała swą odrębność, co jest związane z jej pierwotnie naturalnym odizolowaniem, głównie terenami zalewowymi i fosami, niesprzyjającymi dawniej nowemu osadnictwu.
Znacznie mniej powierzchni zajętej zabudową występuje w zachodniej części miasta (os. Karolówka) oraz położonym na południe od centrum os. Zamczysko, gdzie zdecydowanie przeważają tereny zielone – ogrody działkowe, las, łąki, trawiaste nieużytki oraz zalew.
Obecnie miasto ma układ osadnictwa w znacznym stopniu zgodny z jego „klinowym” modelem, w którym od centrum po niemal granice występują tereny o konkretnym typie zabudowy i użytkowania, związanymi ściśle z ciągami komunikacyjnymi.
Biorąc jednak pod uwagę osiedla Karolówka i Zamczysko, które wciąż zachowują odrębność od pozostałych części miasta (ze względu na nisko położone tereny, w dalszym ciągu oddzielające je od centrum) oraz oddalone na wschód Nowe Miasto (dawniej odrębna osada), z położonym w jego centrum Nowym Rynkiem, wskazywałoby to na „policentryczny” model miasta. Było to charakterystyczne i wyraźnie widoczne w okresie pod zaborem rosyjskim (XIX w.), jednak warunki tej części miasta nie stwarzały problemów dla dalszego rozwoju osadnictwa, co wpłynęło na to, iż układ taki nie został w pełni zachowany.
W zabudowie miasta, osiedla domów jednorodzinnych zajmują w przybliżeniu podobny obszar jak osiedla z zabudową wielorodzinną. Bloki znacznie gęściej występują w południowo-wschodnim fragmencie Zamościa (na Nowym Mieście), zwłaszcza na północ od ul. Partyzantów, gdzie położonych jest wiele osiedli z zabudową przede wszystkim wielorodzinną (w tym liczne wieżowce), natomiast na południe od tej ulicy przeważają domy jednorodzinne. Na północ od centrum podobnie; pasem wzdłuż ul. J. Piłsudskiego (od zachodu ograniczonego rzeką Łabuńką) występują osiedla z blokami wielorodzinnymi (os. Planty, os. Orzeszkowej, os. Kilińskiego, os. Reymonta), zaś dalej na północ i północny wschód (ul. Lubelska – ul. Wojska Polskiego – ul. Powiatowa) już znacznie większy obszar zajmują domy jednorodzinne, przy których występują jeszcze osiedla z blokami, ale znacznie mniejsze. Wspomniane południowe i zachodnie fragmenty Zamościa (Os. Karolówka, Os. Zamczysko) to tereny, na których zabudowa mieszkalna składa się niemal wyłącznie z domów jednorodzinnych.
Największe tereny przemysłowe i magazynowo-składowe skupiają się we wschodniej części miasta, w obrębie os. Kilińskiego, gdzie sięgają po niezabudowane tereny przy wschodniej granicy. Podobne, ale mniejsze, są także na Os. Karolówka (zachodnia część Zamościa), ciągnące się wzdłuż ul. Szczebrzeskiej. Sporo nieużytków i gruntów ornych znajduje się na wschód od obwodnicy miasta oraz na zachód i południe od zabudowy na Os. Karolówka.
Charakterystyczny, promienisty przebieg mają także główne ulice miasta, które zbliżają się do centrum, lecz go nie przecinają: ulice J. Piłsudskiego i Lubelska (na jednej linii) zapewniają komunikację w kierunku północnym, ulice Partyzantów i S. Wyszyńskiego na wschód i południowy wschód, a ulice Lipska i Szczebrzeska na południowy zachód.
Normalnotorowa linia kolejowa na kierunku wschód-zachód przebiega przez centrum miasta i ma szereg bocznych odgałęzień do zakładów w dzielnicy przemysłowej. Przy północnej granicy miasta przebiega także linia szerokotorowa (LHS).

### Zabytki

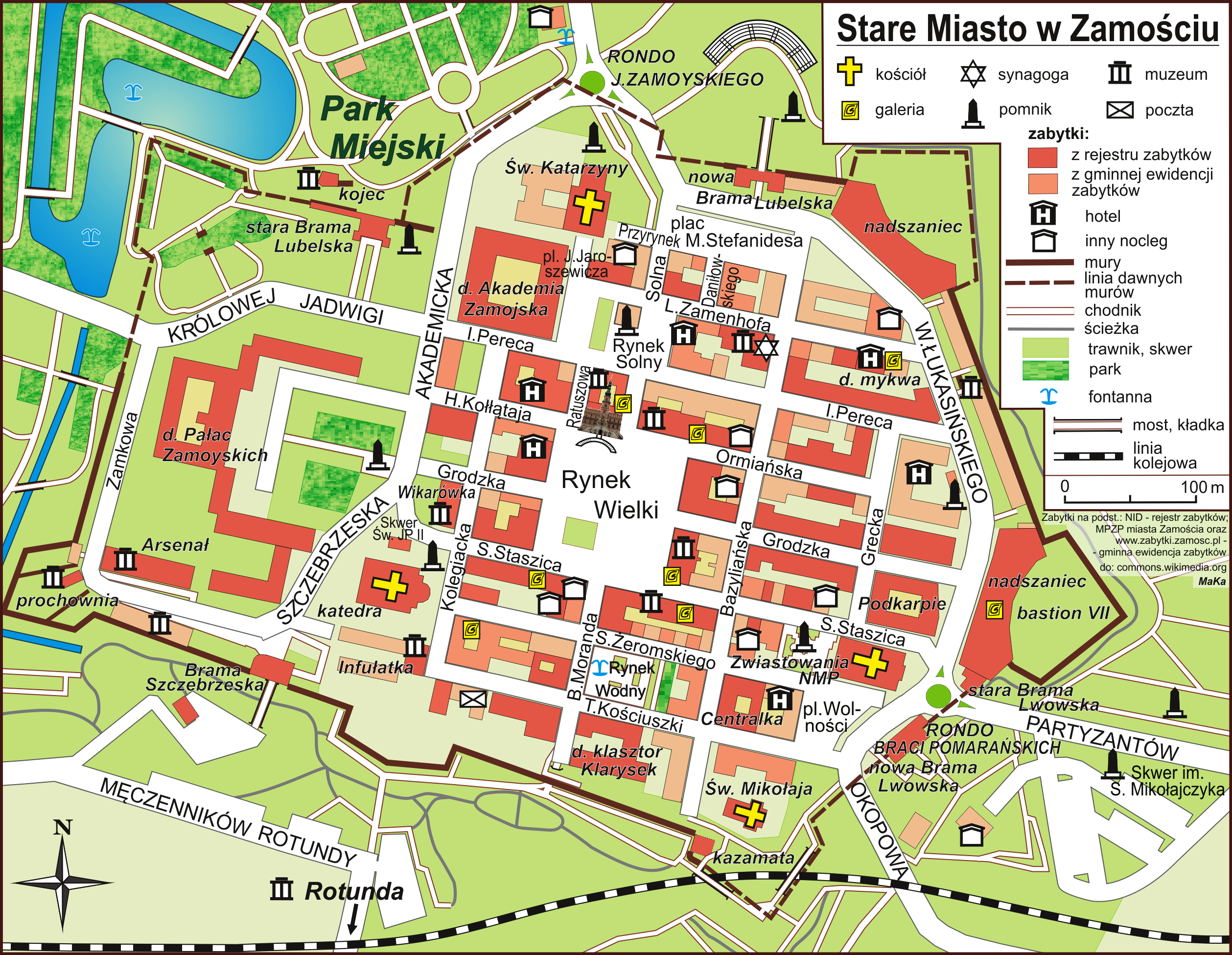
Plan Starego Miasta

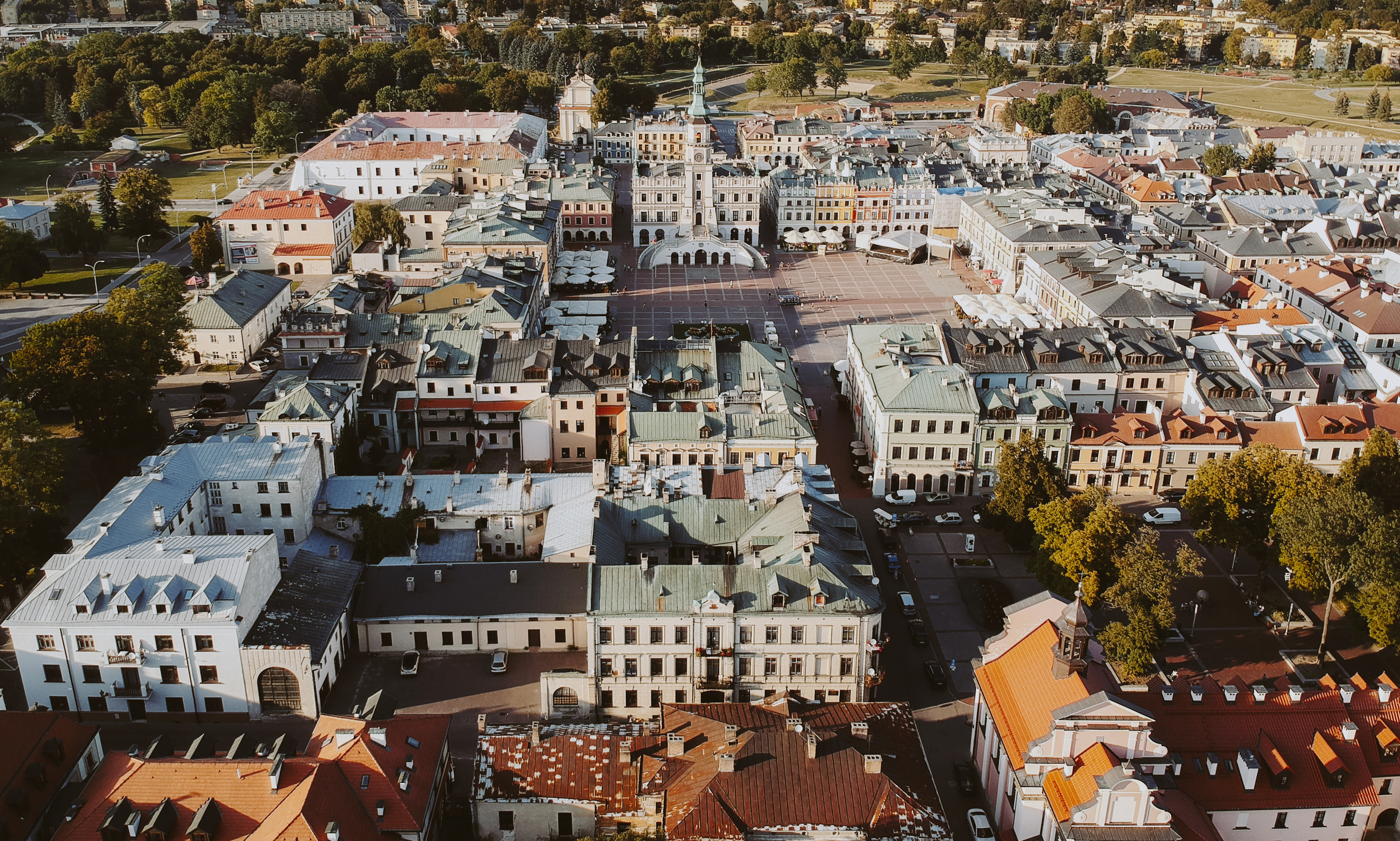
Widok Starego Miasta z wysokości 100 metrów

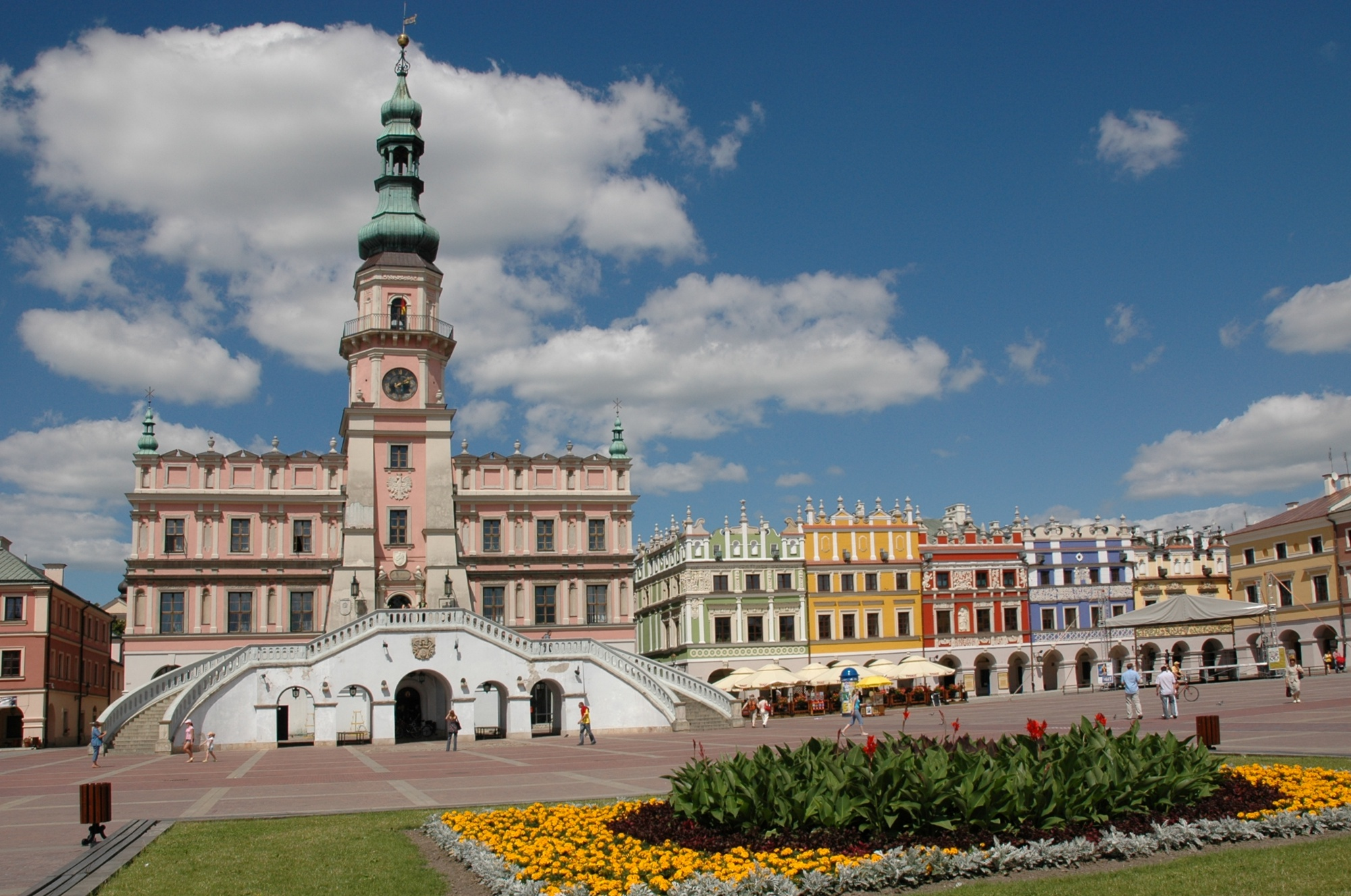
Ratusz na Rynku Wielkim; po prawej stronie kamienice ormiańskie

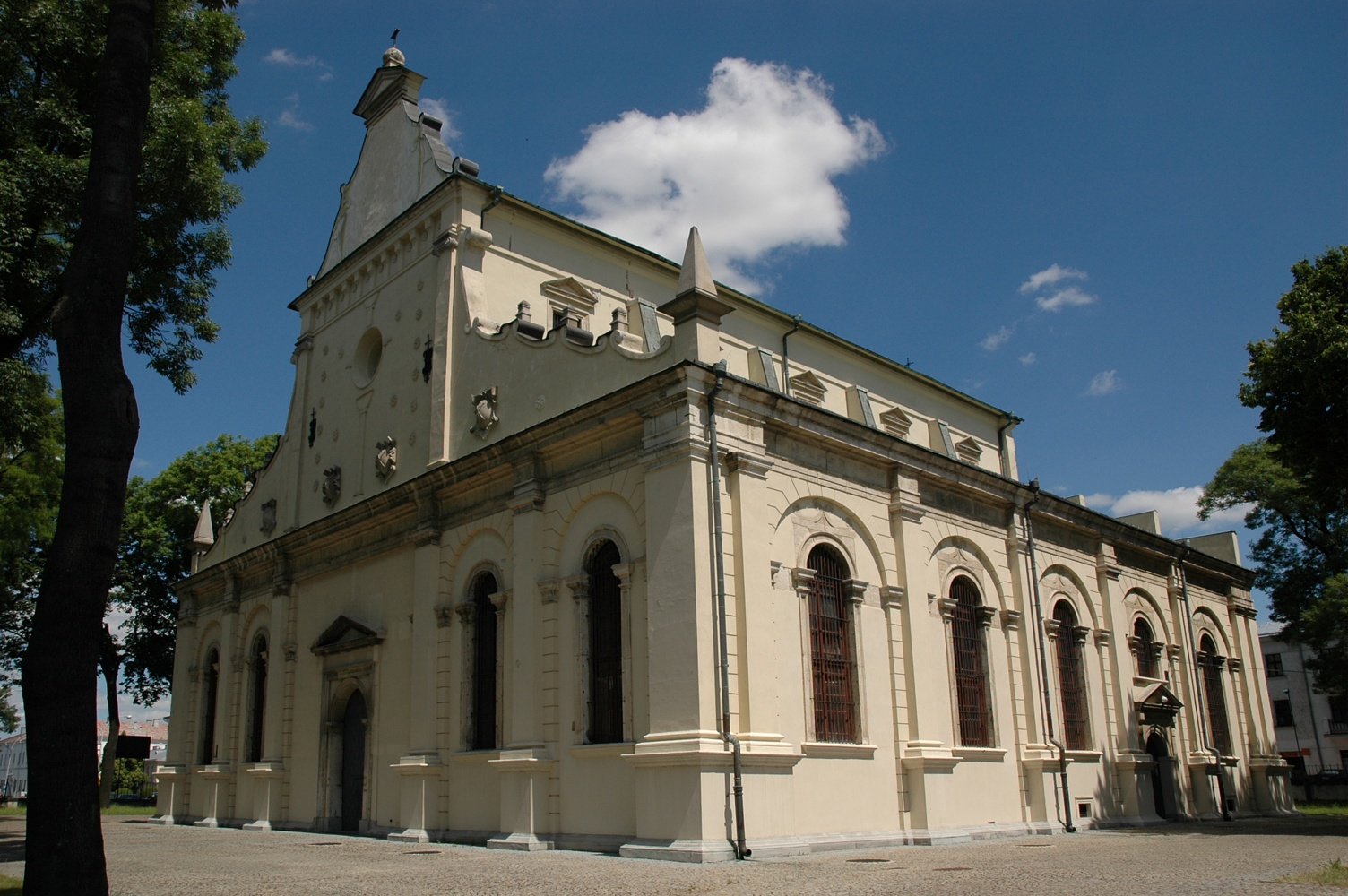
Katedra w Zamościu

Najwięcej obiektów zabytkowych skupia się na Starym Mieście. Główne cechy, wyróżniające zamojskie Stare Miasto, to: zachowany od czasu powstania układ urbanistyczny, regularny Rynek Wielki o wymiarach 100 × 100 metrów z ratuszem i tzw. kamienicami ormiańskimi, a także fragmenty umocnień obronnych wraz z pochodzącymi z okresu zaboru rosyjskiego nadszańcami.
Pierwszy „Pan na Zamościu”, Jan Zamoyski, zlecił zaprojektowanie miasta architektowi Bernardo Morando, który nawiązał do koncepcji antropomorficznych. Głową miał być pałac Zamoyskich, kręgosłupem ulica Grodzka, przecinająca Rynek Wielki ze wschodu na zachód w kierunku pałacu, a ramiona to ulice poprzeczne, z głównymi jakie stanowią położone na jednej linii ul. Solna (na północ od Rynku Wielkiego) oraz ul. B. Moranda (na południe od Rynku). Przy tych ulicach wyznaczono także inne rynki: Rynek Solny i Rynek Wodny, uchodzące jako organy wewnętrzne miasta. Bastiony to z kolei ręce i nogi służące do obrony.
Układ ten przetrwał do dzisiaj w stanie praktycznie nie zmienionym. To on stanowi główną atrakcję dla odwiedzających licznie Zamość urbanistów i architektów, jest dowodem jak starano się zrealizować koncepcję miasta idealnego.

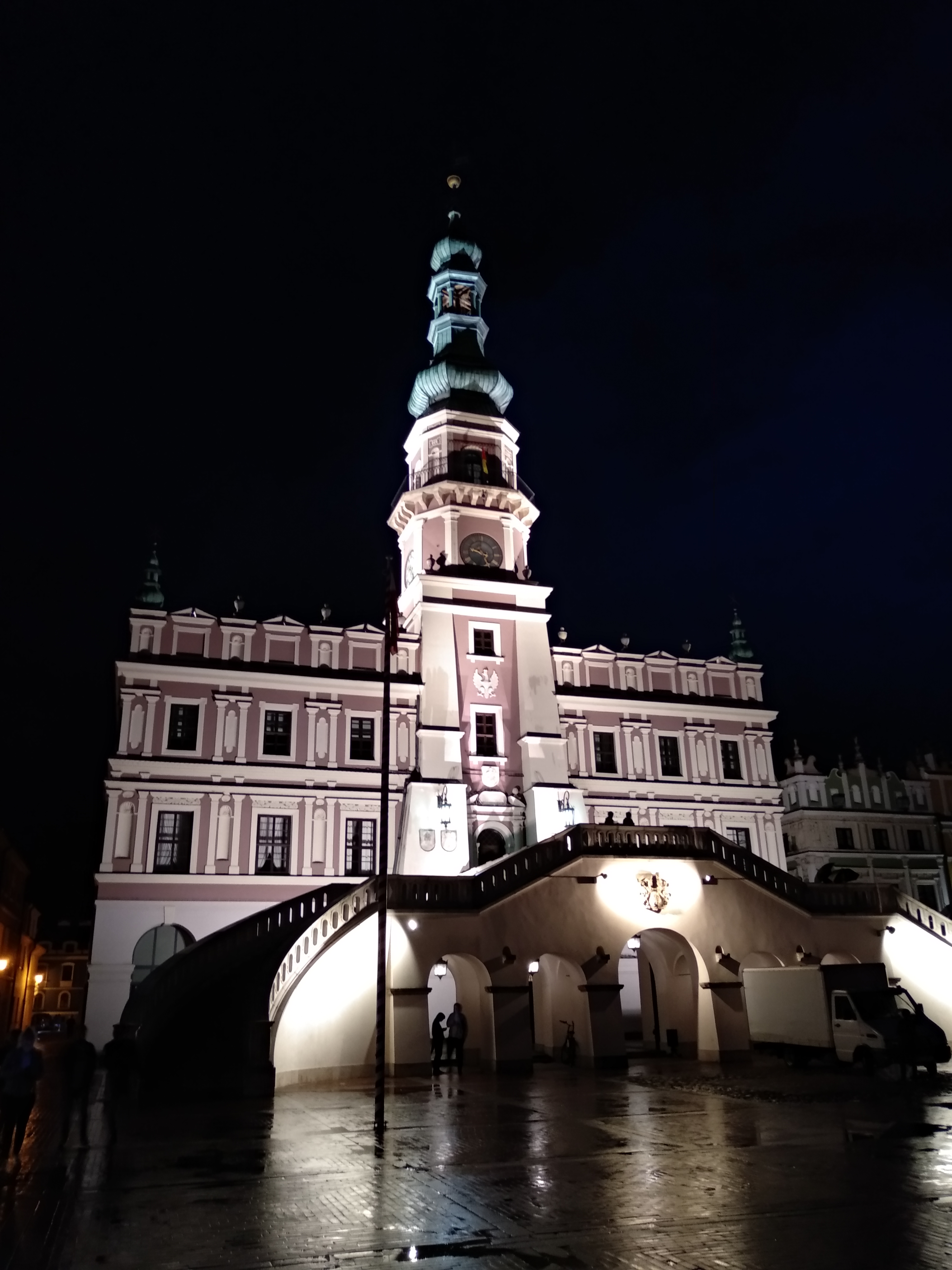
Ratusz nocą

Rosyjski zaborca w 1866 r. wysadził większość umocnień obronnych, które wcześniej poważnie rozbudował. Pozostał jedynie bastion VII z fragmentem murów oraz dwa nadszańce, dające wyobrażenie o ówczesnych umocnieniach. W jednym z nadszańców władze rosyjskie utworzyły więzienie, w którym był więziony Walerian Łukasiński (przy ul. W. Łukasińskiego).
W 1992 r. zamojskie Stare Miasto, stanowiące przykład renesansowej zabudowy miejskiej, zostało wpisane na listę światowego dziedzictwa Kultury UNESCO.
Wśród wielu zabytków, do których zaliczane są budynki świeckie (Biblioteka Akademii Zamojskiej), kościoły i dawne budynki sakralne, budynki dawnej ludności żydowskiej oraz fragmenty dawnej Twierdzy Zamość, na uwagę zasługują m.in. manierystyczno-barokowy ratusz, symbol miasta, kilkakrotnie przebudowywany, ze schodami wachlarzowymi z XVIII w. oraz kamienice z podcieniami przy Rynku Wielkim (m.in. kamienice ormiańskie z XVII w. z attykami).
Większe budynki to Pałac Zamoyskich, z końca XVI w., licznie przebudowywany w kolejnych stuleciach, oraz Akademia Zamojska (obecnie liceum i szkoła wyższa) z XVII w. Wśród zabytkowych kościołów znajduje się katedra pw. Zmartwychwstania Pańskiego i św. Tomasza Apostoła (z końca XVI w.) w stylu renesansowym, wraz z odrębną dzwonnicą, pełniącą także funkcję wieży widokowej. Inne to barokowe kościoły z XVII w.: św. Katarzyny i franciszkanów Zwiastowania NMP oraz dawna, renesansowo-barokowa cerkiew greckokatolicka (kościół św. Mikołaja).
O obecności i historii Żydów w Zamościu najwyraźniej przypomina dawna późnorenesansowa synagoga z pocz. XVII w., a o umocnieniach obronnych miasta zachowane fragmenty zamojskiej twierdzy, w tym nadszańce z XIX wieku, jedyny bastion VII spośród siedmiu powstałych na przełomie XVI i XVII wieku, 5 bram (Lubelska, Lwowska, Szczebrzeska), Rotunda Zamojska oraz wiele innych.
Nieliczne zabytki występują także poza Starym Miastem, a są to głównie budynki z przełomu XIX i XX w., kiedy po likwidacji twierdzy miasto otrzymało możliwość rozwoju i rozbudowy na nowych terenach.

## Turystyka

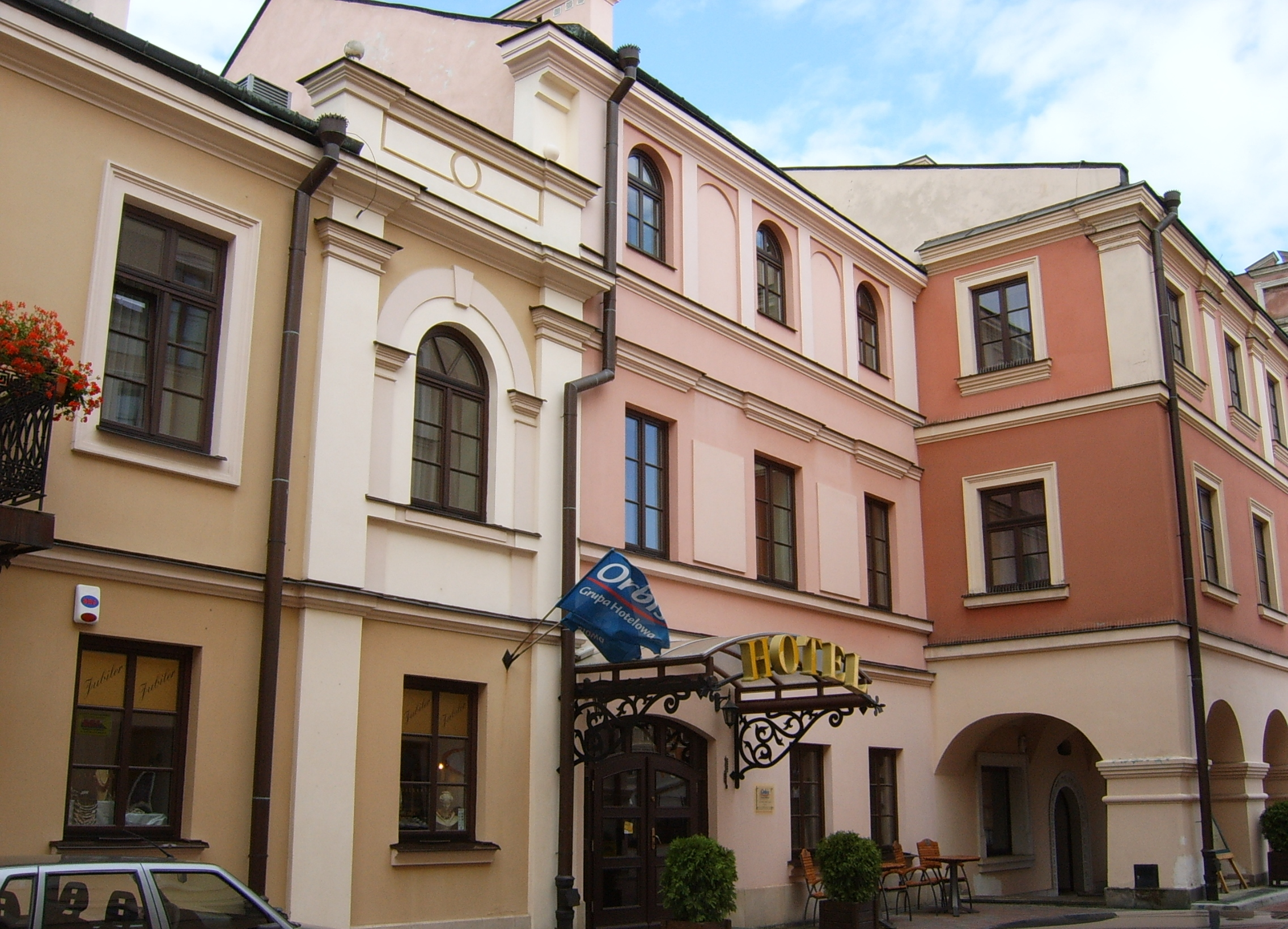
Hotel „Zamojski” (dawniej Orbis i Mercure) w bloku kamienic po zachodniej stronie ratusza

Zamojskie Stare Miasto, z racji dużego znaczenia dla kultury i dziedzictwa ludzkości, wpisano na prestiżową listę światowego dziedzictwa Kulturowego UNESCO.
26 czerwca 2004 r., na „II Forum Polskich Miast i Miejsc UNESCO”, miasta i obiekty w Polsce, znajdujące się na Liście Światowego Dziedzictwa Kulturowego UNESCO, w celu przekazywania informacji, współpracy i promocji skupiły się w Ligę Polskich Miast i Miejsc UNESCO.
Zabytkowe Stare Miasto i pobliski pas wzniesień Roztocze sprawiają, że rolę odgrywa tu turystyka, jaka rozwinęła się w mieście po tym wydarzeniu. Miasto dysponuje rozwiniętą infrastrukturą turystyczną, posiada wiele obiektów noclegowych (11 hoteli, liczne motele, pokoje gościnne, zajazdy i inne) i gastronomicznych oraz przeznaczony zwłaszcza dla turystów, Zamojskie Centrum Informacji Turystycznej i Historycznej (w dwóch obiektach: w ratuszu i na Plantach), ułatwiający pobyt i zwiedzanie miasta. Zamość stanowi też bazę wypadową na Roztocze.

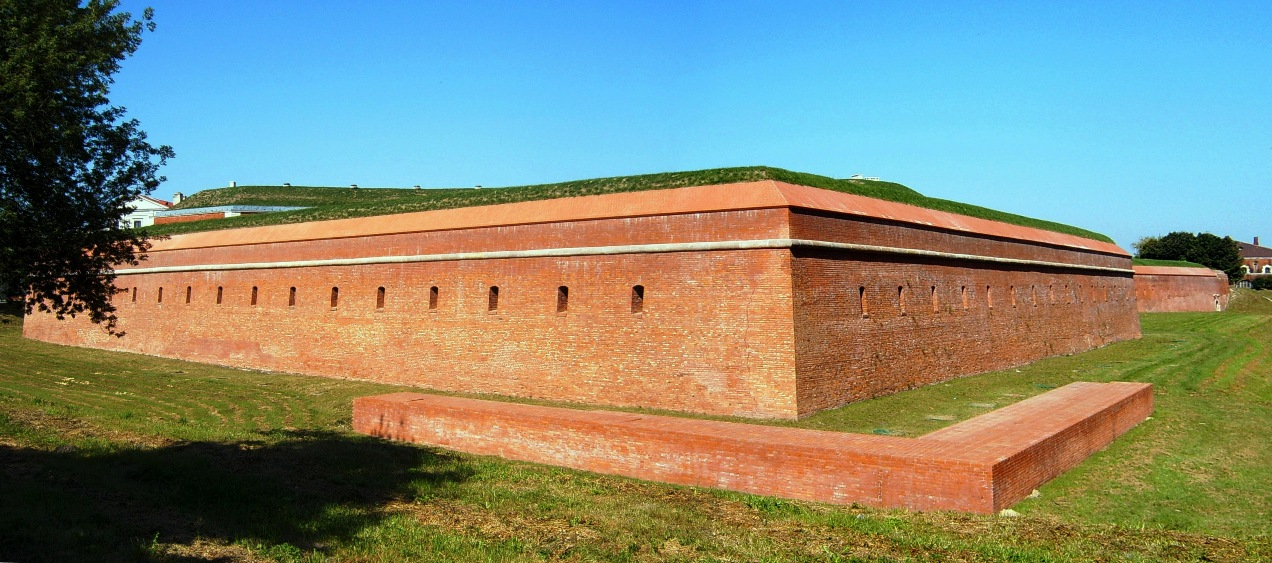
Jedyny zachowany bastion VII z trasą turystyczną

Mieści się tu również oddział Polskiego Towarzystwa Turystyczno-Krajoznawczego (na Starym Mieście).
Oprócz zabytkowego Starego Miasta i Rotundy z muzeami oraz galeriami, ciekawa atrakcja miasta to także jedyny w województwie lubelskim (jeden z trzech po wschodniej stronie Wisły, poza Warszawą i Płockiem) ogród zoologiczny.
Na stacji kolejowej bierze początek  Szlak Turystyczny im. Władysławy Podobińskiej prowadzący przez Roztocze Środkowe: Krasnobrodzki Park Krajobrazowy, Krasnobród, wzniesienie Wapielnia, do Suśca, przy którym znajduje się Park Krajobrazowy Puszczy Solskiej. Na Starym Mieście zaczyna się szlak rowerowy czerwony, jakim można dojechać do Nielisza, gdzie przebiega Wschodni Szlak Rowerowy Green Velo.
Atrakcyjność Zamościa podkreśla także uznanie Starego Miasta, jako jednego z „Siedmiu cudów Polski”, wybieranych w 2007 r. w plebiscycie ogłoszonym przez dziennik „Rzeczpospolita”, spośród 27 obiektów nominowanych w Polsce.

### Szlaki turystyczne
- Szlak im. Władysławy Podobińskiej
- Szlak Renesansu Lubelskiego

### Trasy rowerowe
- Zamość – Nielisz (Green Velo)
- Trasa rowerowa gminy Zamość (Na skraju Roztocza): Mokre – Hubale – Wychody – Skaraszów – Wólka Wieprzecka – Wierzchowiny – Zarzecze – Lipsko-Polesie – Lipsko – Lipsko-Kosobudy – Białowola – Pniówek – Zwódne – Skokówka[29]

## Kultura i sztuka

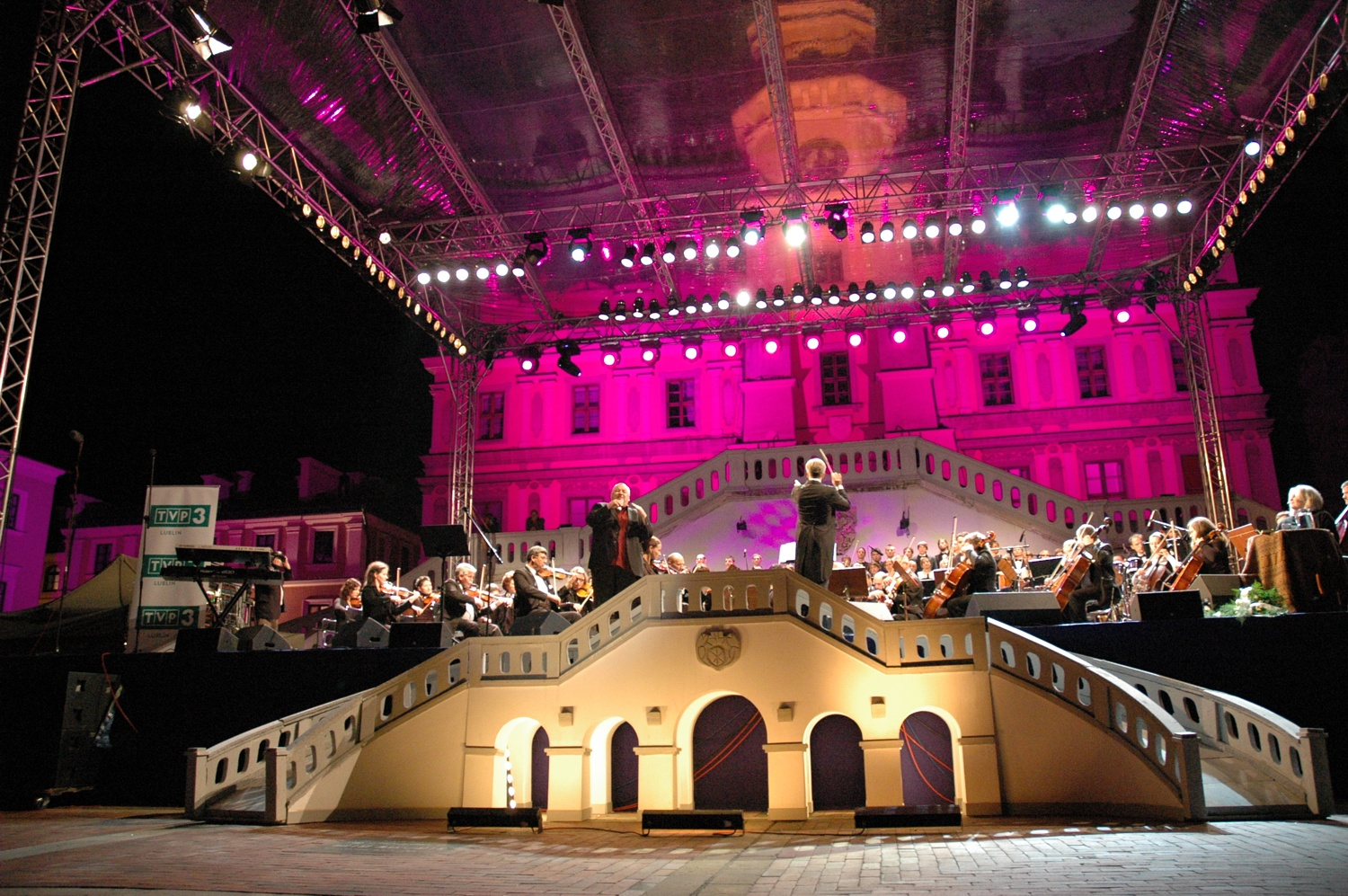
I Zamojski Festiwal Kultury im. Marka Grechuty

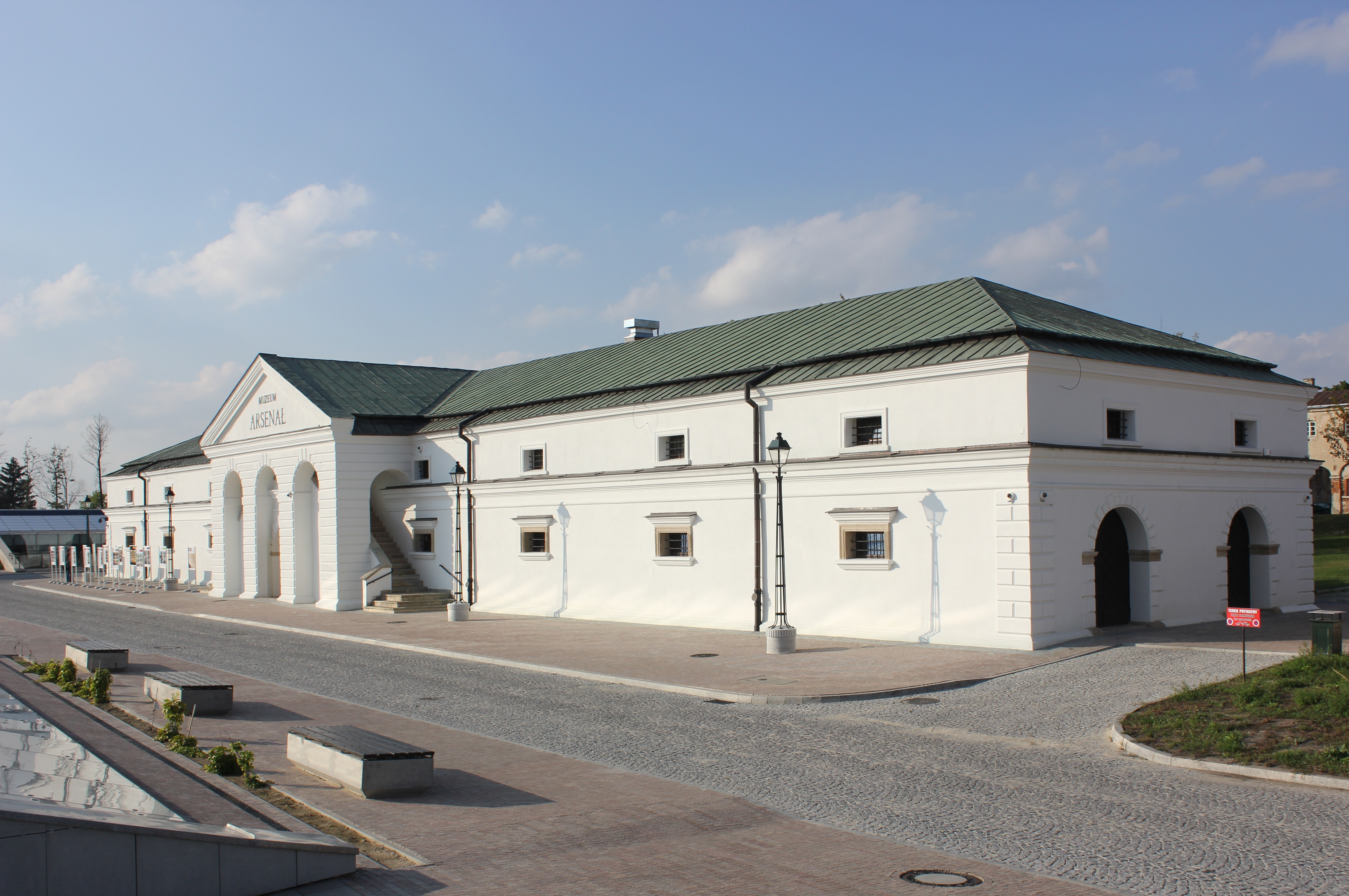
Muzeum Fortyfikacji i Broni „Arsenał”

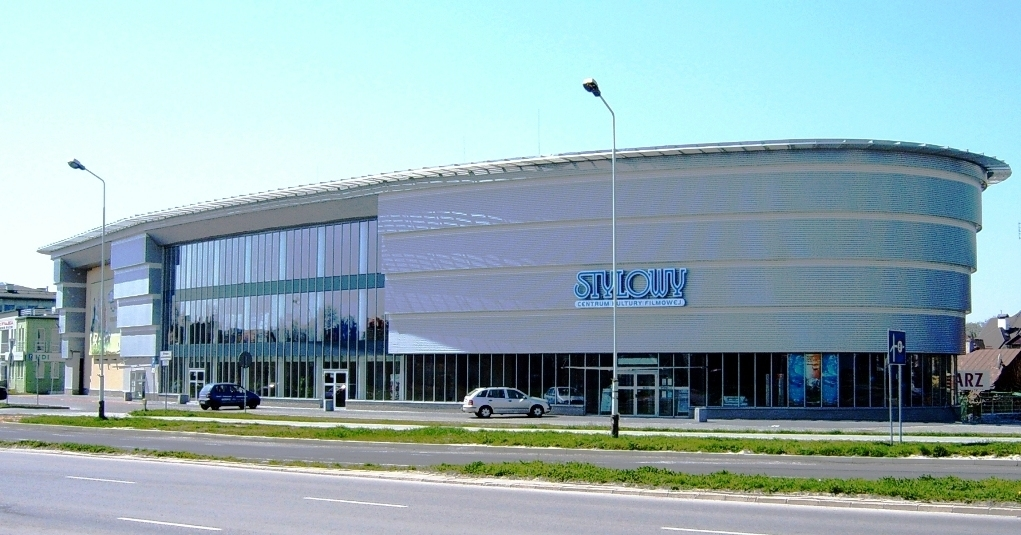
Centrum Kultury Filmowej (kino) „Stylowy”

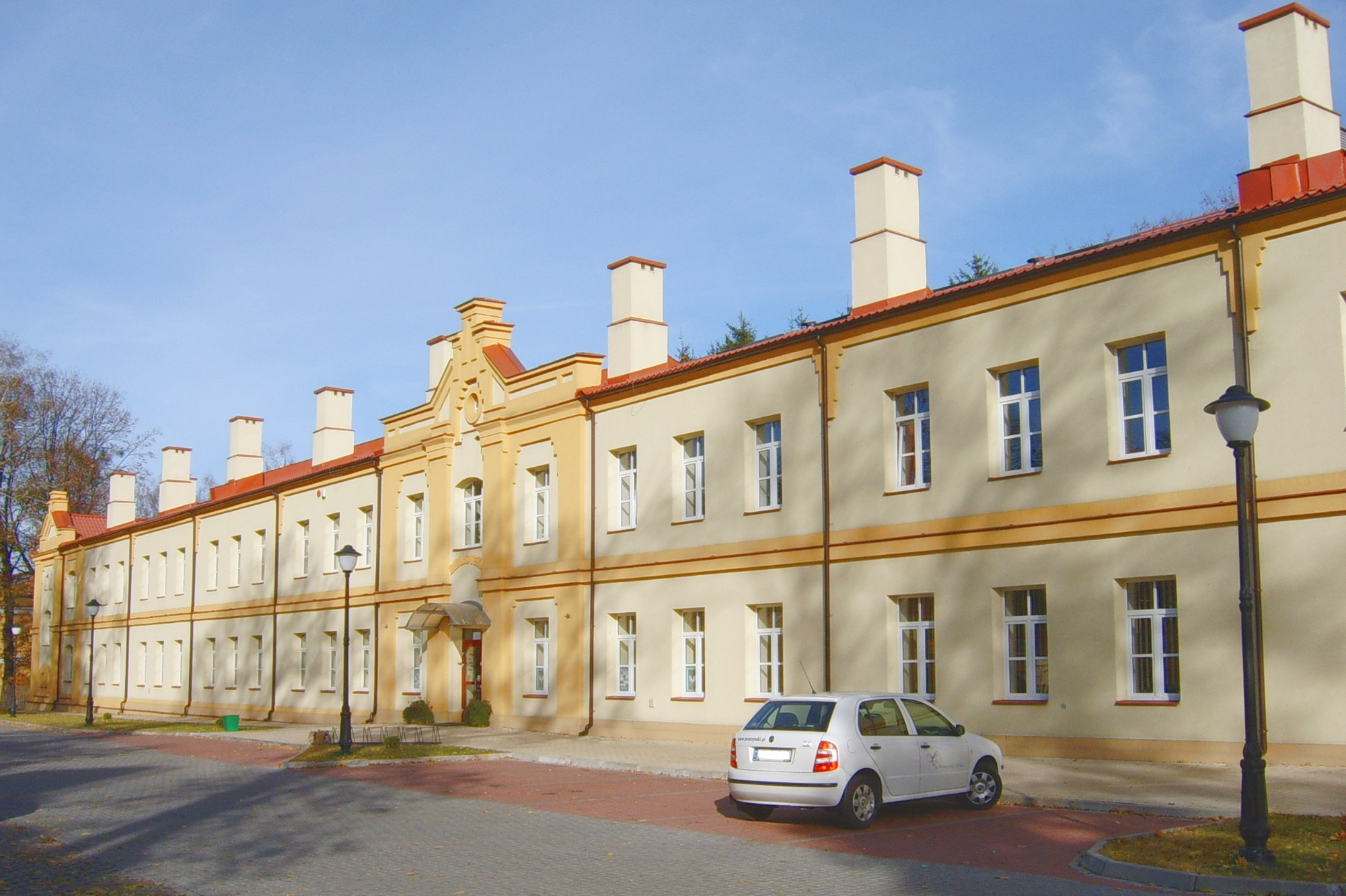
Książnica Zamojska oraz Młodzieżowy Dom Kultury

### Życie kulturalne
Kultura była dziedziną życia miasta od jego założenia, podobnie jest współcześnie – Zamość stanowi także ośrodek kulturalny regionu. Jego funkcję kulturotwórczą podkreślają działające tu różne organizacje i instytucje kultury, dzięki którym odbywają się liczne imprezy krajowe i międzynarodowe, związane z teatrem, folklorem, muzyką, historią czy innymi dziedzinami sztuki. Bardziej znane w mieście, odbywające się cyklicznie co rok, to m.in.: Zamojskie Lato Teatralne, ze spektaklami m.in. na Rynku Wielkim (od 1976 r.), Międzynarodowy Festiwal Sztuk Intuitywnych „Fortalicje”, Międzynarodowy Festiwal Folklorystyczny „Eurofolk”, „Jazz na Kresach”, nowy (od 2007 r.) Zamojski Festiwal Kultury, Międzynarodowe Dni Filmu Religijnego „Sacrofilm” (festiwal filmowy), czy „Szturm Twierdzy Zamość”, podczas którego przedstawiana jest inscenizacja zwycięstwa w bitwie z Tatarami i Kozakami w 1648 r.
Na terenie działa także
Wśród organizacji związanych zwłaszcza z muzyką, istnieją tu Zespół Pieśni i Tańca „Zamojszczyzna” oraz Orkiestra Symfoniczna im. K. Namysłowskiego (dawniej Polska Orkiestra Włościańska). Zamość to ponadto ośrodek utrwalania miejscowej kultury ludowej (Zamojszczyzny), o czym świadczą lokalne stowarzyszenia i wydarzenia, m.in. „Jarmark Hetmański”, jaki promuje także regionalną kuchnię, typową dla Zamojszczyzny i Lubelszczyzny.
W Zamościu od 1992 r. działa Stowarzyszenie Upamiętniania Polaków Pomordowanych na Wołyniu, które upamiętnia ofiary ludobójstwa dokonanego przez nacjonalistów ukraińskich z OUN-UPA oraz organizuje spotkania i zjazdy dawnych mieszkańców Kresów Wschodnich i ich potomków.

### Obiekty kulturalne
W Zamościu znajdują się liczne ośrodki utrzymujące życie kulturalne miasta, takie jak domy kultury, muzea, galerie, kino i biblioteki. Głównym ośrodkiem kultury jest funkcjonujący od 1964 r. Zamojski Dom Kultury, prowadzący działalność w wielu dziedzinach kultury. Ponadto są tu Młodzieżowy Dom Kultury im. K. Makuszyńskiego, przeznaczony głównie dla dzieci i młodzieży, Osiedlowy Dom Kultury „Okrąglak” działający przy osiedlach jednej ze spółdzielni mieszkaniowych oraz Klub Garnizonowy przy jednostce wojskowej.
Wśród muzeów są tu dostępne: Muzeum Zamojskie, które zajmuje Kamienice Ormiańskie (obok ratusza, w północnej pierzei Rynku Wielkiego), jego oddział Muzeum Fortyfikacji i Broni „Arsenał” z pawilonem wystawowym ze sprzętem bojowym, Muzeum Sakralne Katedry Zamojskiej w dwóch budynkach - w domu wikariuszy oraz Infułatce koło katedry, Muzeum Diecezjalne przy kurii biskupiej, Muzeum Martyrologii „Rotunda”, niewielkie, ale jedno z nielicznych w Polsce, Okręgowe Muzeum Techniki Drogowej i Mostowej Okręgu Lubelskiego oraz związane z tematyką wojskową Muzeum 3 Dywizji Piechoty Legionów. W 2011 r. miasto wzbogaciło się o kolejne – Centrum „Synagoga” z Multimedialnym Muzeum Żydów Zamościa i Okolic, mieszczące się w dawnej synagodze, która w ostatnich latach została objęta rewitalizacją. Kolejne nowe muzeum, jakie otwarto w Zamościu w 2020 roku to Roztoczańskie Muzeum PRL.
Po pracach remontowych można zwiedzać także wnętrze bastionu VII, przyległego do niego nadszańca oraz połączonej z nimi kurtyny, przez które dostępne jest przejście łączną trasą turystyczną – w samym nadszańcu mieści się ponadto bogata wystawa dotycząca „rozwoju fortyfikacji”. Nową trasę turystyczną utworzono także w podziemiach oficyny ratusza.
Galerie to przede wszystkim „Biuro Wystaw Artystycznych – Galeria Zamojska” na Starym Mieście, niewielka Galeria Fotografii „Ratusz” oraz Galeria Liceum Plastycznego „Pod Madonną” i Galeria Młodych „Okrąglak”, prezentujące prace głównie dzieci i młodzieży. Ponadto w 2014 r. otwarto unikatową wystawę prywatnej kolekcji szachów „Szachy Świata”.
Miasto posiada obecnie tylko jedno kino, ale z czterema salami projekcyjnymi – jest to Centrum Kultury Filmowej „Stylowy” (oddane do użytku w 2010 r.), zastępujące dotychczasowe kino o tej samej nazwie, jakie mieściło się w Klubie Garnizonowym, gdzie z kolei dawniej było wojskowe kino „Dedal”. Przy kinie dodatkowo działa dyskusyjny klub filmowy. Wśród wydarzeń związanych z filmografią w Zamościu, kręcono tu film Przypadek Pekosińskiego o Bronisławie Pekosińskim – zamościaninie, który zagrał w nim siebie samego.
Funkcjonuje tu kilka bibliotek, w tym Książnica Zamojska im. Stanisława Zamoyskiego, która poza głównym budynkiem (przejętym przez miasto z sąsiednich Koszar) posiada jeszcze 6 filii na terenie Zamościa. Inne to Biblioteka Pedagogiczna, Archiwum Państwowe oraz niewielka biblioteka w Klubie Garnizonowym.

### Lokalne media
Wśród miejscowych gazet wydawane są takie jak Tygodnik Zamojski, Kronika Tygodnia oraz bezpłatny tygodnik Nowy Kurier Zamojski. Działa tu także zamojski oddział Dziennika Wschodniego, a co 3 miesiące wydawany jest Zamojski Kwartalnik Kulturalny. Lokalne stacje radiowe to Katolickie Radio Zamość, Radio Eska Zamość (na zasadzie franczyzy) oraz Radio Złote Przeboje Zamość, a telewizyjne to Telewizja Zamość Tele-Top oraz Telewizja Zamość „zamosc.tv”. Funkcjonują też miejscowe portale internetowe (m.in. roztocze.net, ezamosc.pl, zamosconline.pl, portalzamojski.pl, gazetamiasta.pl, zamosc.naszemiasto.pl, zyciezamoscia.pl).

## Wspólnoty wyznaniowe

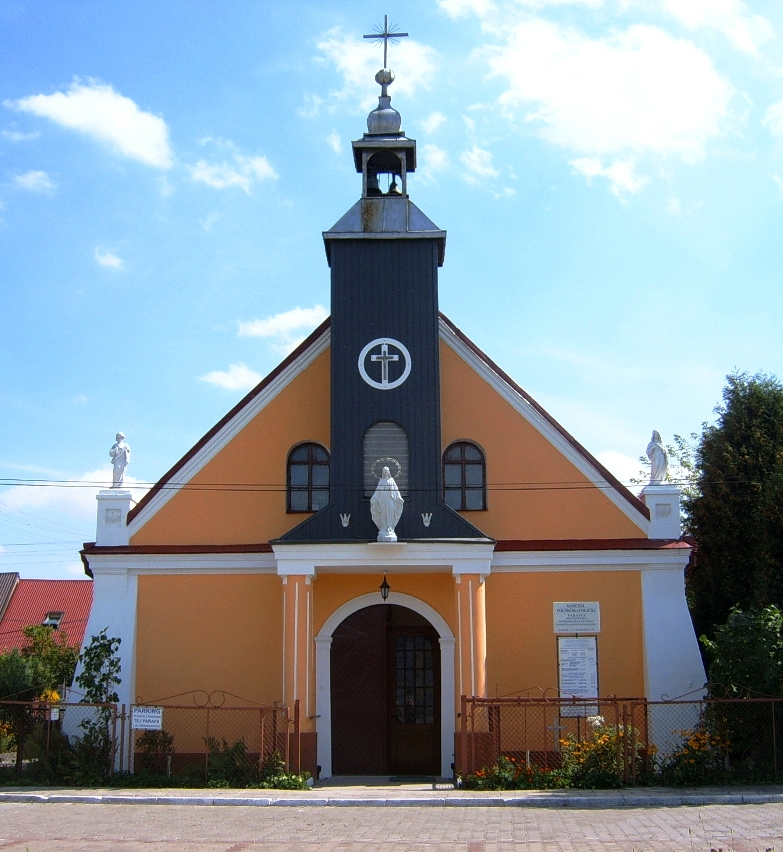
Kościół polskokatolicki pw. Najświętszego Serca Jezusowego i Narodzenia NMP

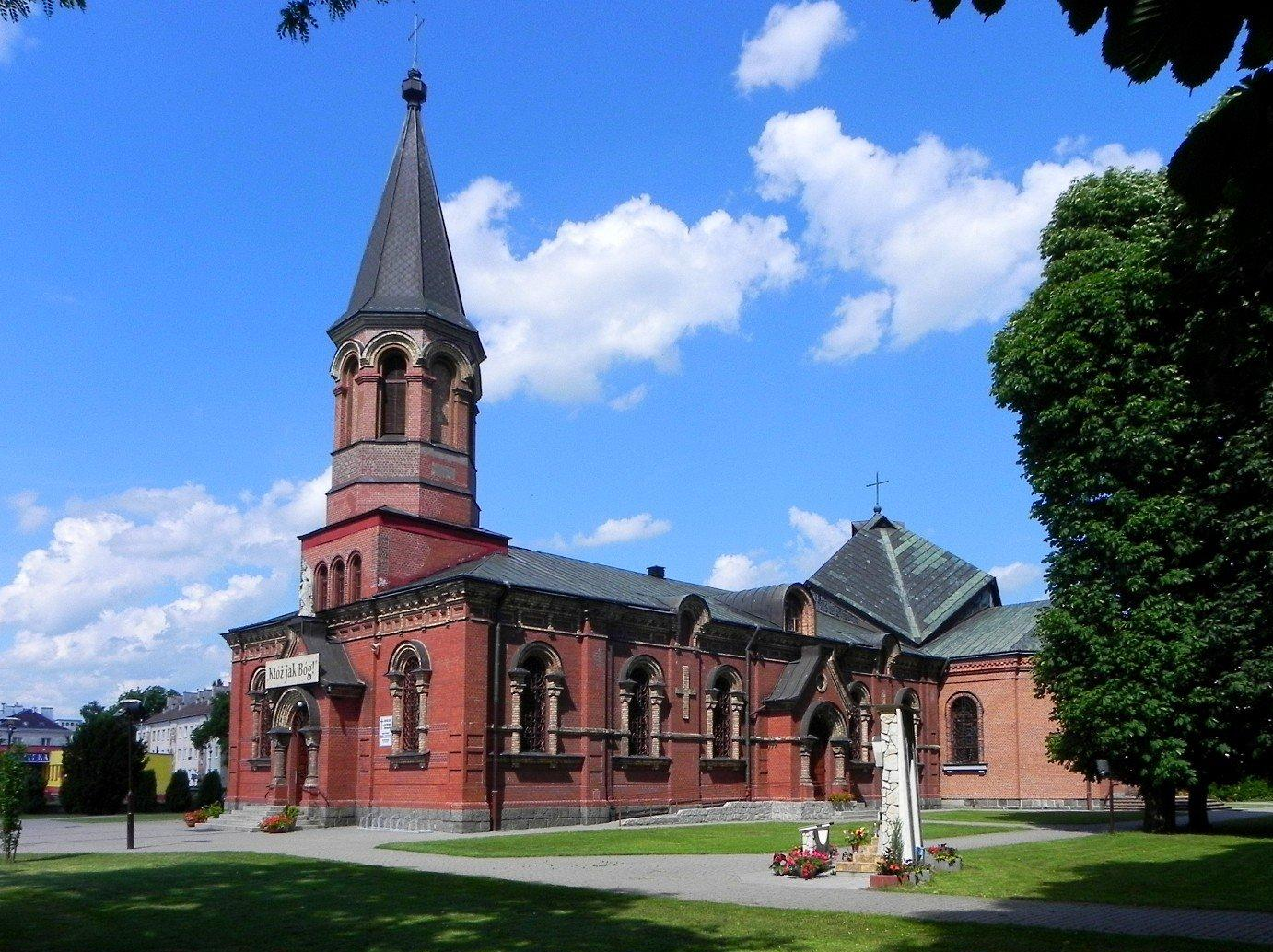
Kościół św. Michała Archanioła (dawna cerkiew garnizonowa)

### Katolicyzm
- Kościół greckokatolicki:
  - ośrodek duszpasterski w Zamościu, nabożeństwa prowadzone są w rzymskokatolickim kościele św. Mikołaja[40]
- Kościół rzymskokatolicki (dekanat Zamość)[41]:
  - parafia św. Brata Alberta
  - parafia wojskowa św. Jana Bożego
  - parafia Świętego Krzyża
  - parafia Matki Bożej Królowej Polski
  - parafia św. Michała Archanioła
  - parafia Miłosierdzia Bożego
  - parafia Świętej Bożej Opatrzności
  - parafia Zmartwychwstania Pańskiego i św. Tomasza Apostoła
  - parafia Zwiastowania Najświętszej Maryi Panny
- Bractwo Kapłańskie Świętego Piusa X:
  - kaplica św. Antoniego Padewskiego[42]
- Kościół Polskokatolicki w RP:
  - parafia Najświętszego Serca Jezusowego i Narodzenia NMP[43]

### Prawosławie
- Polski Autokefaliczny Kościół Prawosławny:
  - parafia św. Mikołaja Cudotwórcy[44]

### Protestantyzm
- Chrześcijańska Wspólnota Ewangeliczna:
  - placówka misyjna Zamość[45]
- Kościół Adwentystów Dnia Siódmego:
  - zbór Kościoła Adwentystów Dnia Siódmego[46]
- Kościół Chrześcijan Wiary Ewangelicznej:
  - Kościół Ewangeliczny Zgromadzenia Bożego w Zamościu[47]
- Kościół Ewangelicznych Chrześcijan:
  - zbór Kościoła Ewangelicznych Chrześcijan[48]
- Kościół Zielonoświątkowy:
  - zbór w Zamościu[49]

### Świadkowie Jehowy
4 zbory korzystające z Sal Królestwa przy ul. Korczaka 6 i przy ul. Granicznej 5A:
- Zamość-Południe (w tym grupa ukraińskojęzyczna)
- Zamość-Północ
- Zamość-Wschód
- Zamość-Zachód

### Pozostałe
Dawniej znajdował się w Zamościu kościół ormiański, w miejscu obecnego hotelu „Renesans” na Starym Mieście, przy ul. Greckiej. Powstał pod koniec XVI wieku, ale w okresie zaborów (w I połowie XIX wieku) został rozebrany.
Zachowane dawne synagogi (na Starym i Nowym Mieście) nie są już używane jako domy modlitwy dla wyznawców judaizmu.
W mieście znajduje się również ośrodek buddyzmu Diamentowej Drogi.

### Cmentarze
Wśród cmentarzy, największy, z najstarszymi nagrobkami i pomnikami to parafialny cmentarz rzymskokatolicki przy ul. Peowiaków, powstały na pocz. XIX wieku. Łącznie z kaplicą, domem grabarza i drzewostanem znajduje się na liście zamojskich zabytków.
Pozostałe to: cmentarz komunalny przy ul. Braterstwa Broni (założony w 1978 r.), niewielki cmentarz prawosławny i rzymskokatolicki przy ul. M. Bołtucia (wraz z niewielką cerkwią), cmentarz wojenny z II WŚ żołnierzy AK, żołnierzy radzieckich i ludności żydowskiej na Rotundzie oraz mały Cmentarz Żołnierzy Radzieckich przy ul. Szwedzkiej.
Przed II wojną światową znajdował się tu także stary cmentarz żydowski (na północ od ul. Partyzantów). Nowy cmentarz żydowski w Zamościu założono w 1907 roku. Ostatni znany pochówek odbył się tam w 1941 roku – podczas wojny został zdewastowany. W 1950 roku wybudowano w jego miejscu lapidarium zwieńczone tablicą z napisem: „Nie zabijaj”.

## Administracja i samorząd

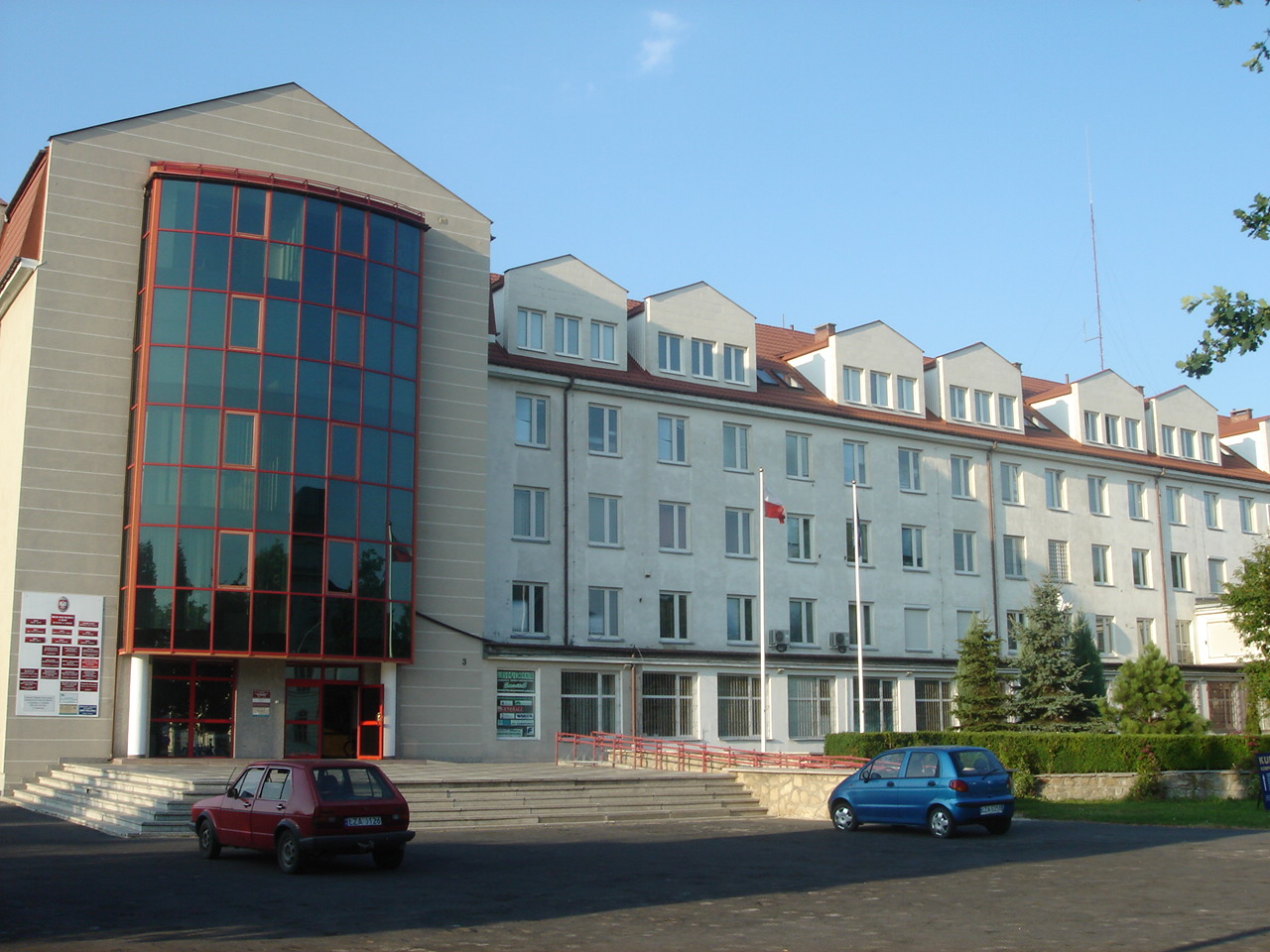
Gmach z delegaturą Lubelskiego UW i innymi instytucjami przy ul. Partyzantów

### Urzędy i instytucje
Skupiają się tu liczne urzędy i instytucje o skali lokalnej, co jest też związane z dawnym statutem Zamościa jako miasta wojewódzkiego (województwo zamojskie). Są tu m.in. delegatury Lubelskiego Urzędu Wojewódzkiego oraz urzędu marszałkowskiego, sądy oraz prokuratury okręgowe i rejonowe, Obwodowy Urząd Miar, powiatowy urząd pracy oraz filia wojewódzkiego. W związku z bliskim położeniem miasta do granicy państwa, znajduje się tu urząd celny wraz z oddziałem.
Ponadto w Zamościu funkcjonuje Wojewódzki Ośrodek Ruchu Drogowego oraz wiele pozostałych, głównie filii bądź ośrodków zamiejscowych innych instytucji wojewódzkich (Urząd Statystyczny, Urząd Kontroli Skarbowej), a także lokalnych (inspektoraty KRUS i ZUS, Urząd Skarbowy, Urząd Gminy Zamość, Starostwo Powiatowe, Stacja Sanitarno-Epidemiologiczna, 10 urzędów pocztowych, Wydział Zamiejscowy Okręgowego Urzędu Miar w Warszawie.

### Samorząd
Rada Miasta Zamościa składa się obecnie z 23 radnych.
| Ugrupowania, które weszły do Rady Miasta (kadencje od roku 2002) | Ugrupowania, które weszły do Rady Miasta (kadencje od roku 2002) | Ugrupowania, które weszły do Rady Miasta (kadencje od roku 2002) | Ugrupowania, które weszły do Rady Miasta (kadencje od roku 2002) | Ugrupowania, które weszły do Rady Miasta (kadencje od roku 2002) | Ugrupowania, które weszły do Rady Miasta (kadencje od roku 2002) | Ugrupowania, które weszły do Rady Miasta (kadencje od roku 2002) |
| Ugrupowanie                                                      | Kadencja 2002−2006                                               | Kadencja 2006−2010                                               | Kadencja 2010–2014                                               | Kadencja 2014–2018                                               | Kadencja 2018–2024                                               | Kadencja 2024-2029                                               |
| ---------------------------------------------------------------- | ---------------------------------------------------------------- | ---------------------------------------------------------------- | ---------------------------------------------------------------- | ---------------------------------------------------------------- | ---------------------------------------------------------------- | ---------------------------------------------------------------- |
| Liga Polskich Rodzin                                             | 5                                                                | –                                                                | –                                                                | –                                                                | –                                                                | –                                                                |
| Sojusz Lewicy Demokratycznej                                     | 9 (SLD-UP)                                                       | 4 (LiD)                                                          | 4                                                                | –                                                                | –                                                                | –                                                                |
| Polskie Stronnictwo Ludowe                                       | 1                                                                | –                                                                | –                                                                | –                                                                | –                                                                | –                                                                |
| Społeczny Komitet Prawicy Zamojskiej                             | 2                                                                | –                                                                | –                                                                | –                                                                | –                                                                | –                                                                |
| Prawo i Samorządność                                             | 2                                                                | –                                                                | –                                                                | –                                                                | –                                                                | –                                                                |
| Ruch Grodzki                                                     | 1                                                                | –                                                                | –                                                                | –                                                                | –                                                                | –                                                                |
| KWW Marcina Zamoyskiego                                          | 3                                                                | 5                                                                | 5                                                                | 5                                                                | –                                                                | –                                                                |
| Prawo i Sprawiedliwość                                           | –                                                                | 8                                                                | 8                                                                | 10                                                               | 9                                                                | 8                                                                |
| Platforma Obywatelska                                            | –                                                                | 5                                                                | 6                                                                | 4                                                                | –                                                                | –                                                                |
| Forum Zamojskie                                                  | –                                                                | 1                                                                | –                                                                | –                                                                | –                                                                | –                                                                |
| KWW Jerzego Nizioła                                              | –                                                                | –                                                                | –                                                                | 4                                                                | –                                                                | –                                                                |
| KWW Andrzeja Wnuka                                               | –                                                                | –                                                                | –                                                                | –                                                                | 4                                                                | 3                                                                |
| KWW Marty Pfeifer                                                | –                                                                | –                                                                | –                                                                | –                                                                | 4                                                                | –                                                                |
| Zamojska Koalicja Obywatelska                                    | –                                                                | –                                                                | –                                                                | –                                                                | 6                                                                | –                                                                |
| Koalicja Obywatelska                                             | –                                                                | –                                                                | –                                                                | –                                                                | –                                                                | 6                                                                |
| KWW Rafała Zwolaka                                               | –                                                                | –                                                                | –                                                                | –                                                                | –                                                                | 6                                                                |

Organem wykonawczym w Zamościu jest prezydent miasta, mimo iż liczba ludności nie przekracza 100 tys. – jest to związane z poprzednim statutem miasta (i miastami posiadającymi historycznie przyjęte nazewnictwo). Obecnie funkcję tę pełni Rafał Zwolak, który w wyborach samorządowych w 2024 roku wygrał z poprzednim prezydentem Andrzejem Wnukiem.

### Dzielnice i osiedla Zamościa
Zamość podzielony jest oficjalnie na 16 dzielnic o statusie osiedli, czyli na jednostki pomocnicze miasta (I–XVI). W granicach niektórych jednostek znajduje się kilka osiedli mieszkaniowych (o tej samej nazwie bądź innej; 1–26), nieposiadających statusu jednostki pomocniczej.
| jednostki pomocnicze miasta      | osiedla mieszkaniowe |
| -------------------------------- | --- |
| I. Osiedle Janowice              | 6. osiedle Janowice Duże |
| II. Osiedle Karolówka            | 1. osiedle Błonie, 5. osiedle Heweliusza, 7. osiedle Karolówka                                                                    |
| III. Osiedle Kilińskiego         | 9. osiedle Kilińskiego, 12. Koszary, 13. osiedle Królów Polskich                                                                  |
| IV. Osiedle Majdan               | osiedle Majdan |
| V. Osiedle Nowe Miasto           | 15. osiedle Młyńska |
| VI. Osiedle Orzeszkowej-Reymonta | 16. osiedle Orzeszkowej, 20. osiedle Reymonta, 22. osiedle Wiejska                                                                |
| VII. Osiedle Partyzantów         | 8. osiedle Kiepury, 11. osiedle Konopnickiej                                                                                      |
| VIII. Osiedle Planty             | osiedle Planty |
| IX. Osiedle Powiatowa            | 3. osiedle Brzozowa, 4. osiedle Energetyk, 18. osiedle Powiatowa, 24. osiedle Wojska Polskiego                                    |
| X. Osiedle Promyk                | 19. osiedle Promyk, 23. osiedle Wiśniowa                                                                                          |
| XI. Osiedle Rataja               | osiedle Rataja |
| XII. Osiedle Słoneczny Stok      | osiedle Słoneczny Stok |
| XIII. Osiedle Stare Miasto       | 17. osiedle Podgroble |
| XIV. Osiedle Świętego Piątka     | osiedle Świętego Piątka, 10. osiedle Kompozytorów, 21. osiedle Świerkowa Aleja                                                    |
| XV. Osiedle Zamczysko            | osiedle Zamczysko |
| XVI. Osiedle Jana Zamoyskiego    | 2. osiedle Bohaterów Monte Cassino, 11. osiedle Konopnickiej, 14. osiedle Małe Ciche, 25. osiedle Zakole, 26. osiedle Zamoyskiego |

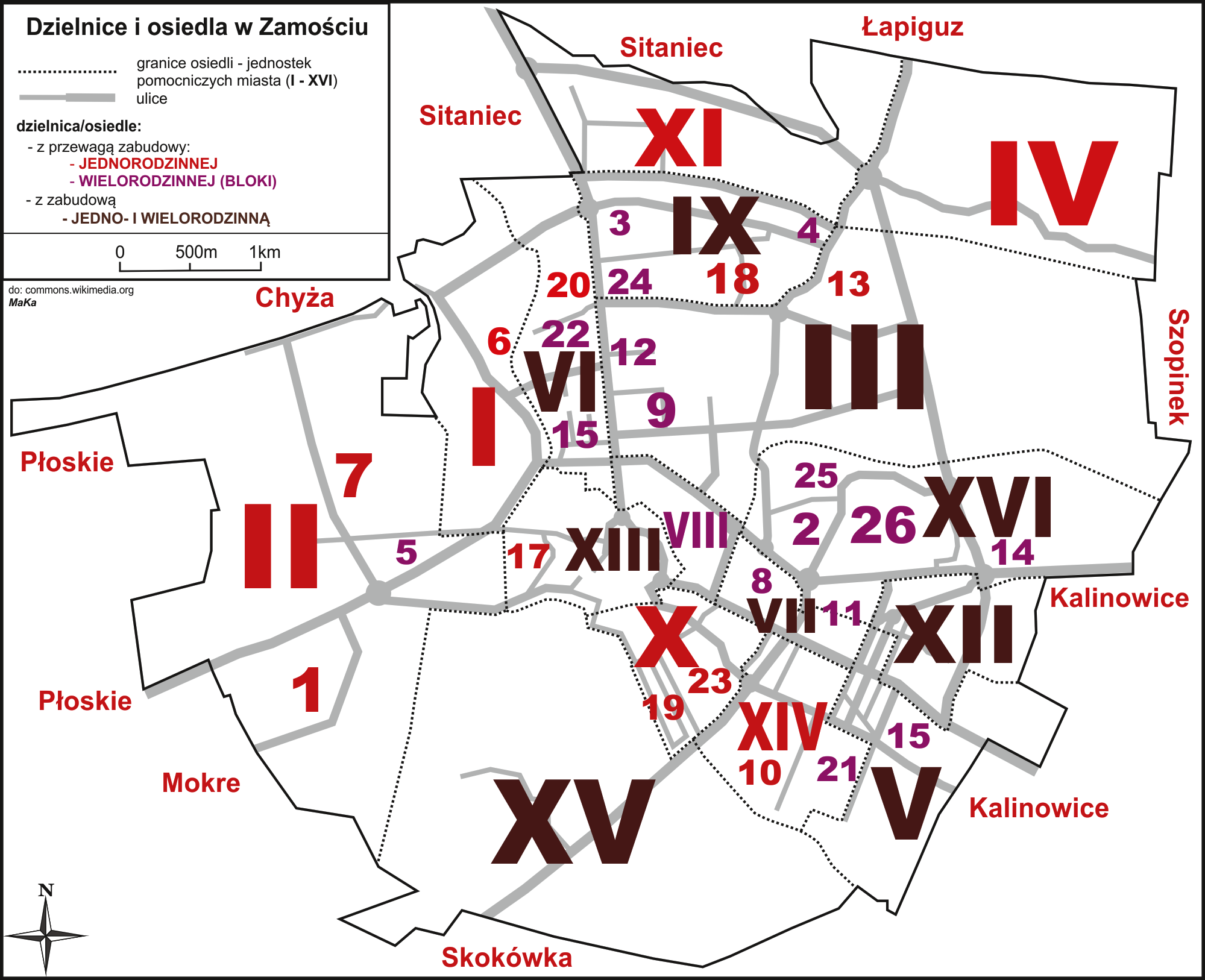
Plan Zamościa z podziałem na dzielnice i osiedla

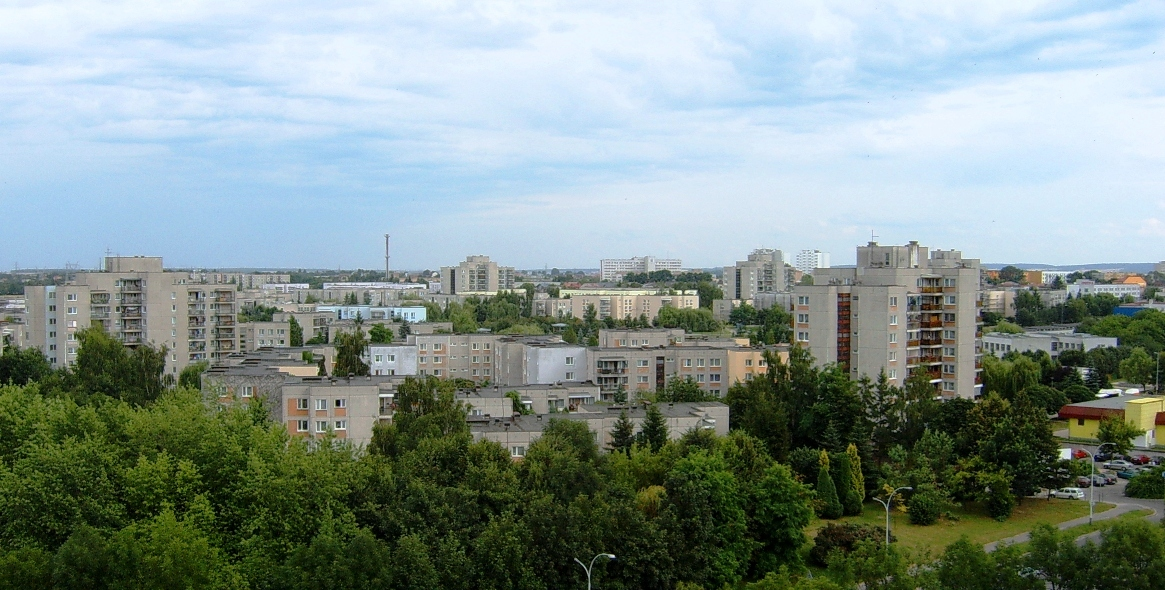
Osiedle J. Zamoyskiego na Nowym Mieście w Zamościu

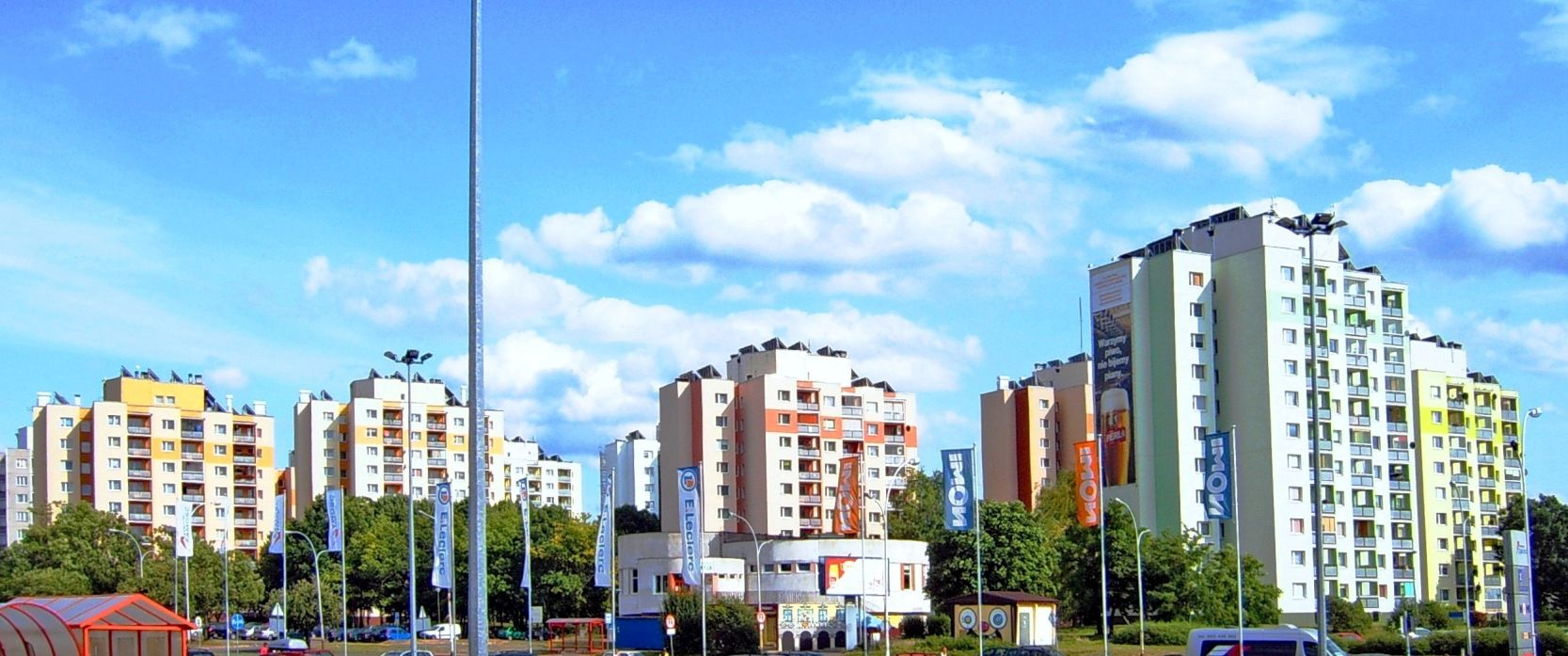
Bloki przy ul. S. Wyszyńskiego w Zamościu (Osiedle Jana Zamoyskiego)

Południowo-wschodni, dość rozległy fragment Zamościa, jest powszechnie określany przez mieszkańców jako Nowe Miasto, stanowiące niejako odrębną dzielnicę czy też część miasta. Jednak obejmuje ono nie tylko jednostkę o tej samej nazwie – Osiedle Nowe Miasto – ale także graniczące z nią i pobliskie Osiedla Świętego Piątka, Partyzantów, Słoneczny Stok i Zamoyskiego.
Do podmiejskich osiedli z zabudową jednorodzinną można zaliczyć niektóre, sąsiednie wsie, o charakterze miejsko-wiejskim (strefa podmiejska, suburbia), jakie bardziej przypominają fragment miasta aniżeli typową wieś. Są to m.in.: Skokówka, Kalinowice, fragmenty wsi Mokre, Płoskie oraz Sitaniec.

## Demografia
Okres szczególnie szybkiego, dynamicznego wzrostu liczby mieszkańców to przełom lat 70. i 80. XX wieku, kiedy to Zamość uzyskał status miasta wojewódzkiego.
Do 1982 roku przyrost naturalny rósł i wynosił 15,46‰, aby w kolejnych latach zacząć stopniowo maleć do 1,69‰ w 2004 roku.
Największą liczbę ludności Zamość odnotował 30 czerwca 1999 - 68 349 mieszkańców. Według stanu z 31 grudnia 1999 roku faktyczna liczba mieszkańców miasta spadła o ponad 1000 w porównaniu z danymi opublikowanymi pół roku wcześniej, mimo dodatniego przyrostu rzeczywistego. Od tego roku ujemne jest również saldo migracji (-4; zanotowane po raz pierwszy od lat 50. XX wieku), jakie nasilało się w kolejnych latach, a od 2002 roku decydujące o ujemnym przyroście rzeczywistym, mimo stale dodatniego przyrostu naturalnego. Po wspomnianym spadku w 1999 roku liczba zamościan stale się waha, ale nieznacznie, na zbliżonym poziomie (ok. 64–67 tys.).
Do takiej sytuacji prowadziło wiele czynników, wśród których można wymienić opuszczanie miasta głównie przez ludzi młodych, m.in. w poszukiwaniu lepszego miejsca pracy. Jest to jednak związane również z licznymi przeprowadzkami mieszkańców miasta do podmiejskich wsi (suburbanizacja), gdzie obecnie powstaje dużo nowych domów jednorodzinnych.
Wśród ogółu zatrudnionej ludności większość pracuje tu w usługach – 72,1% (z niewielką przewagą usług rynkowych), natomiast w przemyśle i budownictwie ok. 19,4%; pozostałe 8,5% to zatrudnieni w rolnictwie i leśnictwie.
- Struktura demograficzna mieszkańców Zamościa według danych z 31 grudnia 2018[63]:

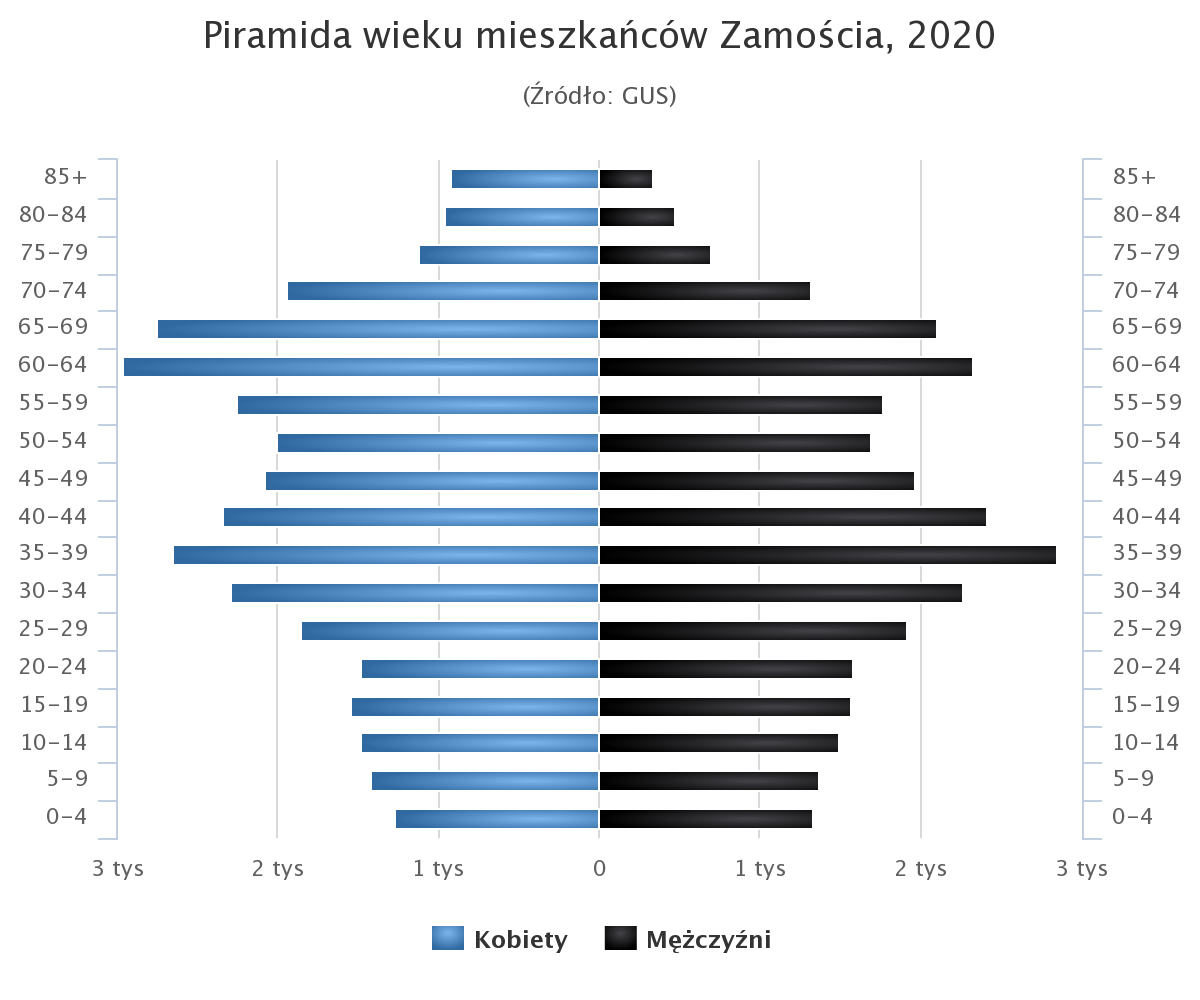
Piramida wieku mieszkańców Zamościa w 2020 roku

| Opis                                | Ogółem | Ogółem | Kobiety | Kobiety | Mężczyźni | Mężczyźni |
| ----------------------------------- | ------ | ------ | ------- | ------- | --------- | --------- |
| Jednostka                           | osób   | %      | osób    | %       | osób      | %         |
| Populacja                           | 63 813 | 100    | 33 757  | 52,9    | 30 056    | 47,1      |
| Wiek przedprodukcyjny (0–17 lat)    | 10 403 | 16,3   | 5145    | 8,06    | 5258      | 8,24      |
| Wiek produkcyjny (18–65 lat)        | 38 832 | 60,85  | 18 512  | 29,01   | 20 320    | 31,84     |
| Wiek poprodukcyjny (powyżej 65 lat) | 14 578 | 22,84  | 10 100  | 15,83   | 4478      | 7,02      |

## Edukacja

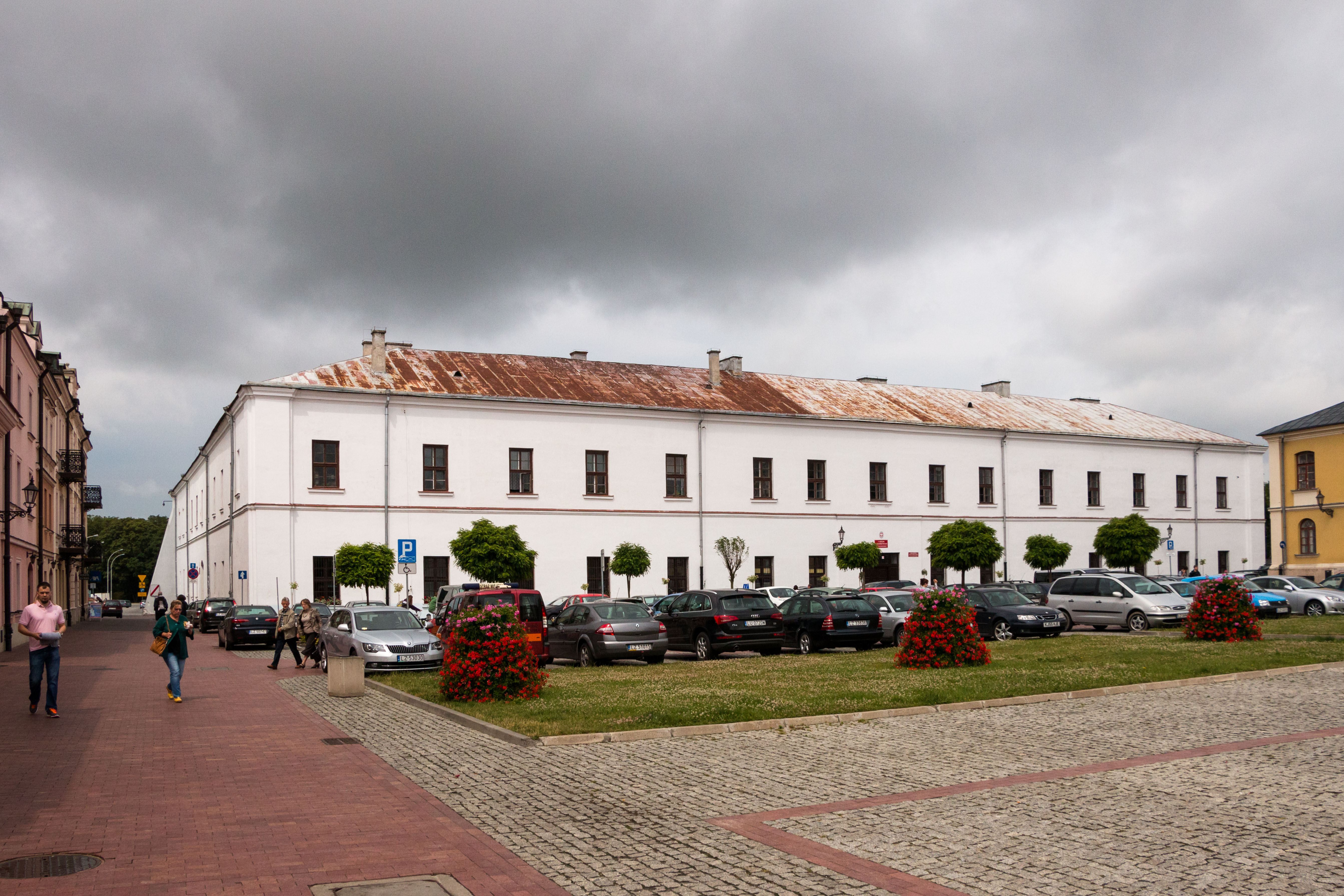
I LO im. J. Zamoyskiego w budynku dawnej Akademii Zamojskiej

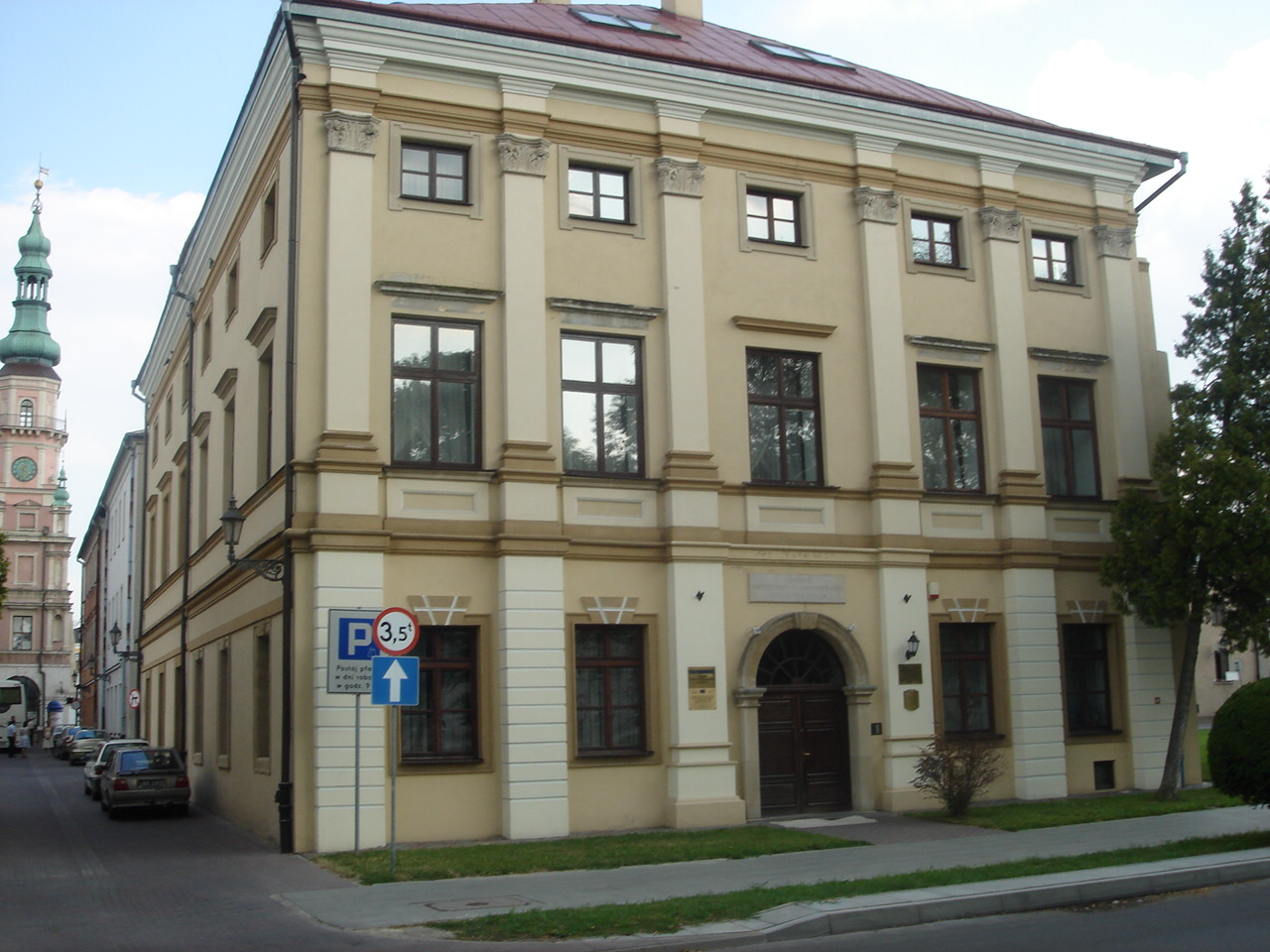
Dawne seminarium duchowne, obecnie Wyższe Szkoła Zarządzania i Administracji

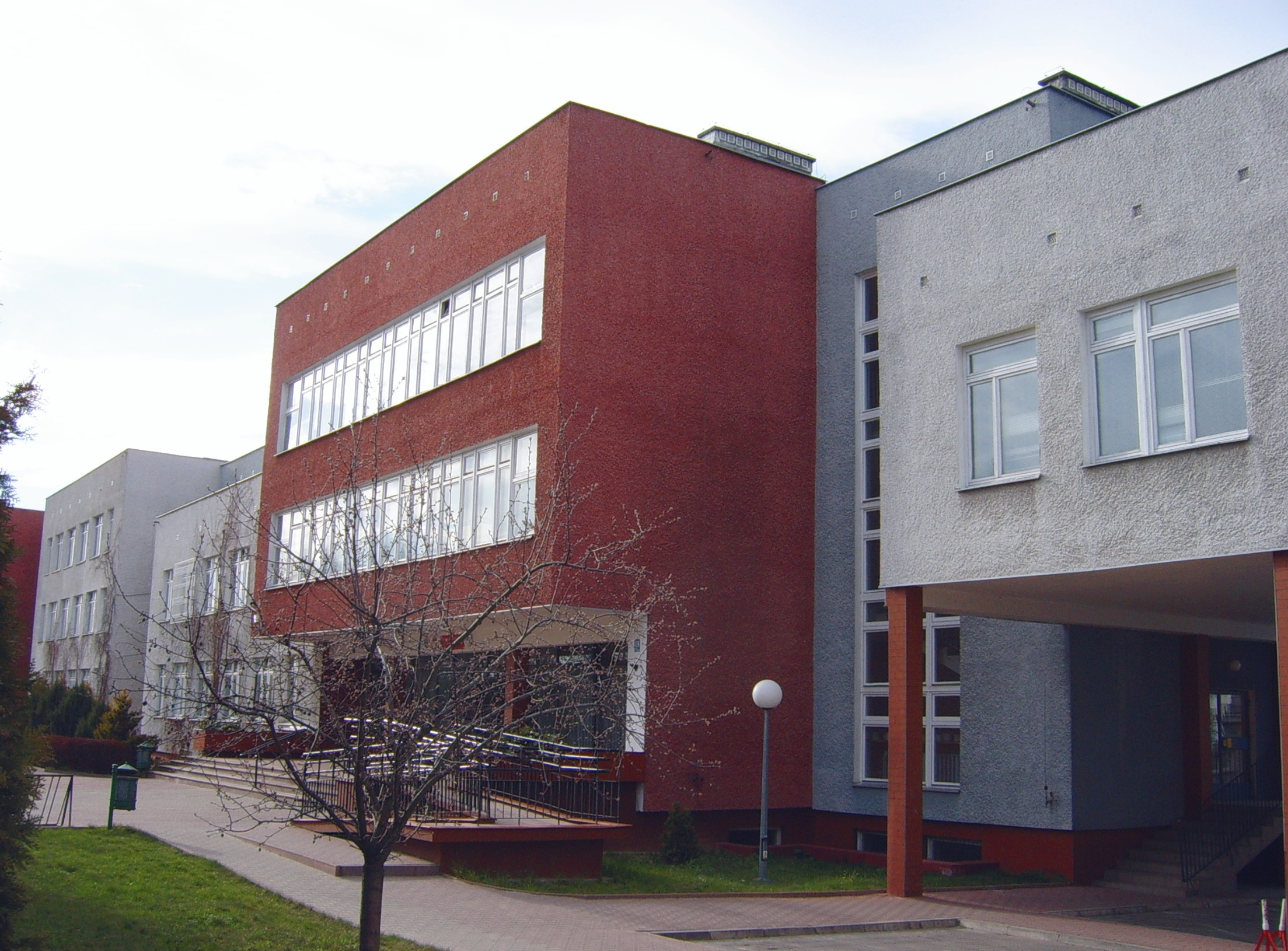
III Liceum Ogólnokształcące im. C.K.Norwida

Podobnie jak kultura, oświata również stanowiła jedną z głównych funkcji miasta już po kilku latach od jego założenia – w 1594 roku założyciel miasta utworzył tu trzecią w Polsce szkołę wyższą, Akademię Zamojską, otwartą rok później. Pomimo jej niefortunnego losu, obecnie Zamość jest jednym z ośrodków edukacyjnych w województwie, o czym świadczą 3 szkoły wyższe – 1 publiczna i 2 prywatne (działające od lat 90. XX wieku):
- Akademia Zamojska (do 2019 roku nazwa: Państwowa Wyższa Szkoła Zawodowa),
- Wyższa Szkoła Humanistyczno-Ekonomiczna im. Jana Zamoyskiego,
- Wyższa Szkoła Zarządzania i Administracji.

Dawniej funkcjonowały tu inne uczelnie publiczne, jednak z powodu zbyt małej liczby kandydatów i studentów zakończyły działalność:
- Uniwersytet Przyrodniczy w Lublinie (1980–2015, siedziba Wydziału Nauk Rolniczych, w ostatnich latach Wydziału Biogospodarki, utworzonego na bazie już znacznie wcześniej działającego tu Instytutu Nauk Rolniczych),
- Nauczycielskie Kolegium Języków Obcych (1990–2014, dawniej Zespół Kolegiów Nauczycielskich).

Uczelnie te kształcą obecnie około 2300 studentów zarówno na kierunkach technicznych, jak i humanistycznych.
Rozwinięta jest także sieć szkół ponadpodstawowych (przed likwidacją gimnazjów w 2019 roku "ponadgimnazjalnych"), którą tworzą:
- licea ogólnokształcące:
  - publiczne: 3 samodzielne (I LO im. J. Zamoyskiego, II LO im. M. Konopnickiej, III LO im. C.K. Norwida) oraz 3 wchodzące w skład innych szkół ponadgimnazjalnych (IV LO w ZSP nr 3, V LO w ZSP nr 4, LO w Centrum Kształcenia Zawodowego i Ustawicznego);
  - niepubliczne: Społeczne LO, Prywatne LO, LO ZDZ, LO-Centrum Szkół Mundurowych;
- liceum plastyczne: LP im. B. Morando;
- szkoły ponadpodstawowe (obejmujące technika, szkoły zawodowe):
  - publiczne: Zespoły Szkół Ponadpodstawowych nr 1 („ekonomik”), nr 2 („mechanik”), nr 3 („elektryk”), nr 4 („budowlanka”) i nr 5 („rolnicza”), CKZiU, Centrum Kształcenia Praktycznego;
  - niepubliczne: ZDZ, Centrum Szkół Technicznych, Technikum „Lider”, Rzemieślnicza ZSZ.

Znajduje się tu również 10 szkół podstawowych: 9 publicznych (nr: 2, 3, 4, 6, 7, 8, 9, 10 i Katolicka) oraz 1 niepubliczna (Społeczna SP). Przed zmianą w systemie edukacji z 2017 roku (likwidacja gimnazjów) w Zamościu funkcjonowało 10 gimnazjów: 8 publicznych (od nr 1 do 7 i Katolickie) oraz 2 niepubliczne (CKZiU i Społeczne).
Wśród pozostałych szkół funkcjonują takie jak m.in. szkoły artystyczne (wspomniane Liceum Plastyczne oraz Państwowa Szkoła Muzyczna I i II stopnia im. K. Szymanowskiego), szkoły specjalne (Specjalny Ośrodek Szkolno-Wychowawczy kształcący od szkoły podstawowej po zawodową), a także wiele innych, w tym policealnych: Centrum Kształcenia Zawodowego i Ustawicznego, Medyczne Studium Zawodowe, czy Zakład Doskonalenia Zawodowego.

## Sport

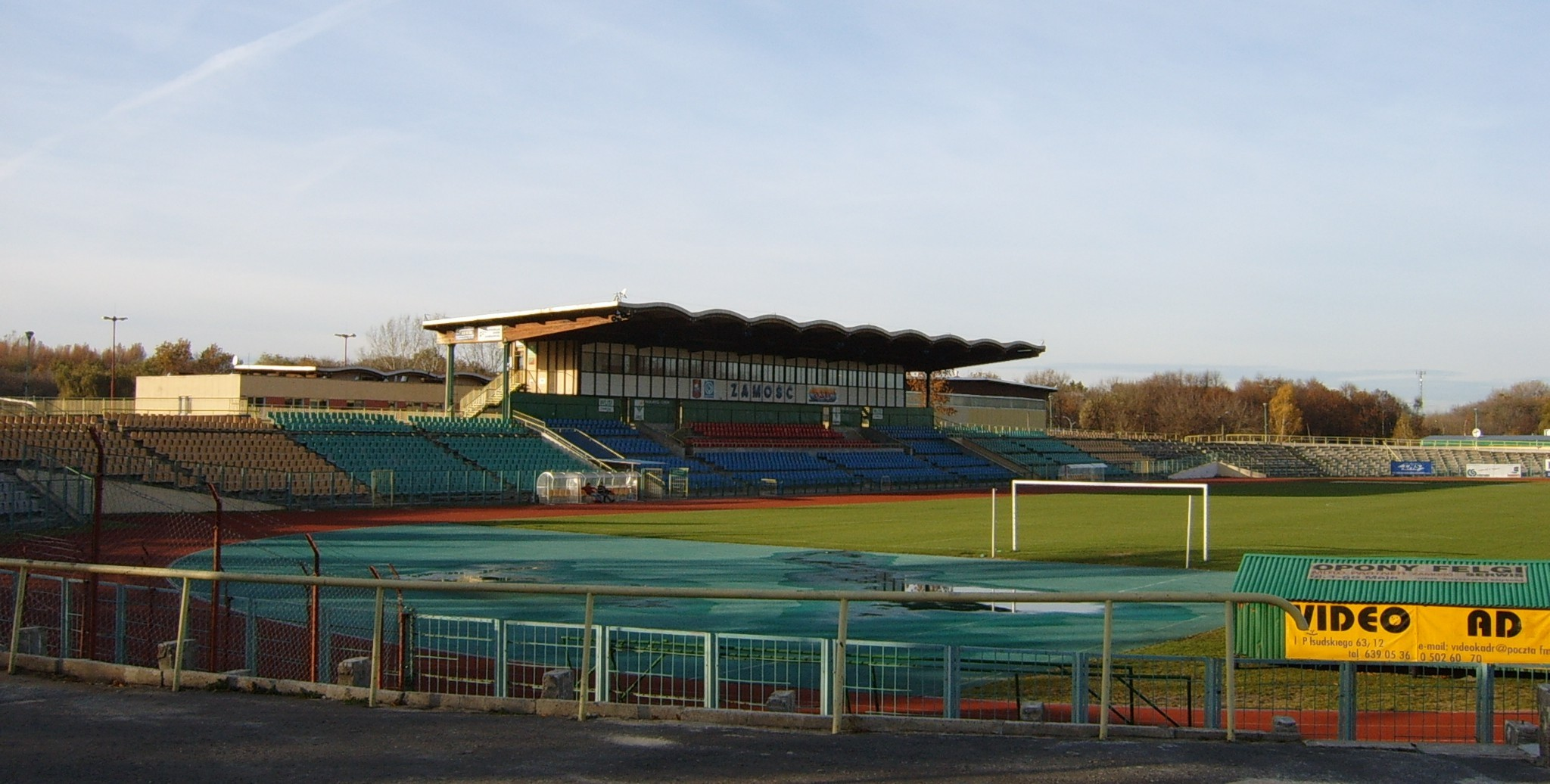
Stadion w Ośrodku Sportu i Rekreacji

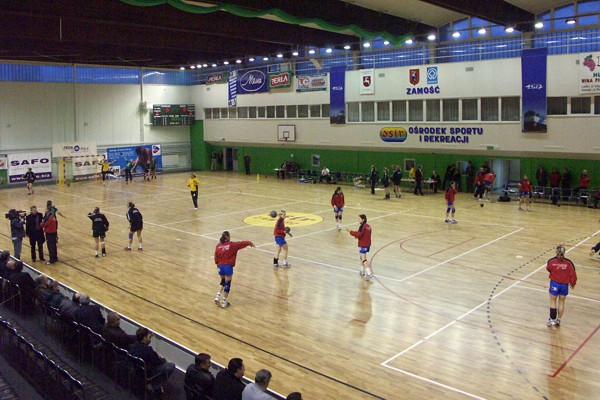
Hala sportowa w Ośrodku Sportu i Rekreacji

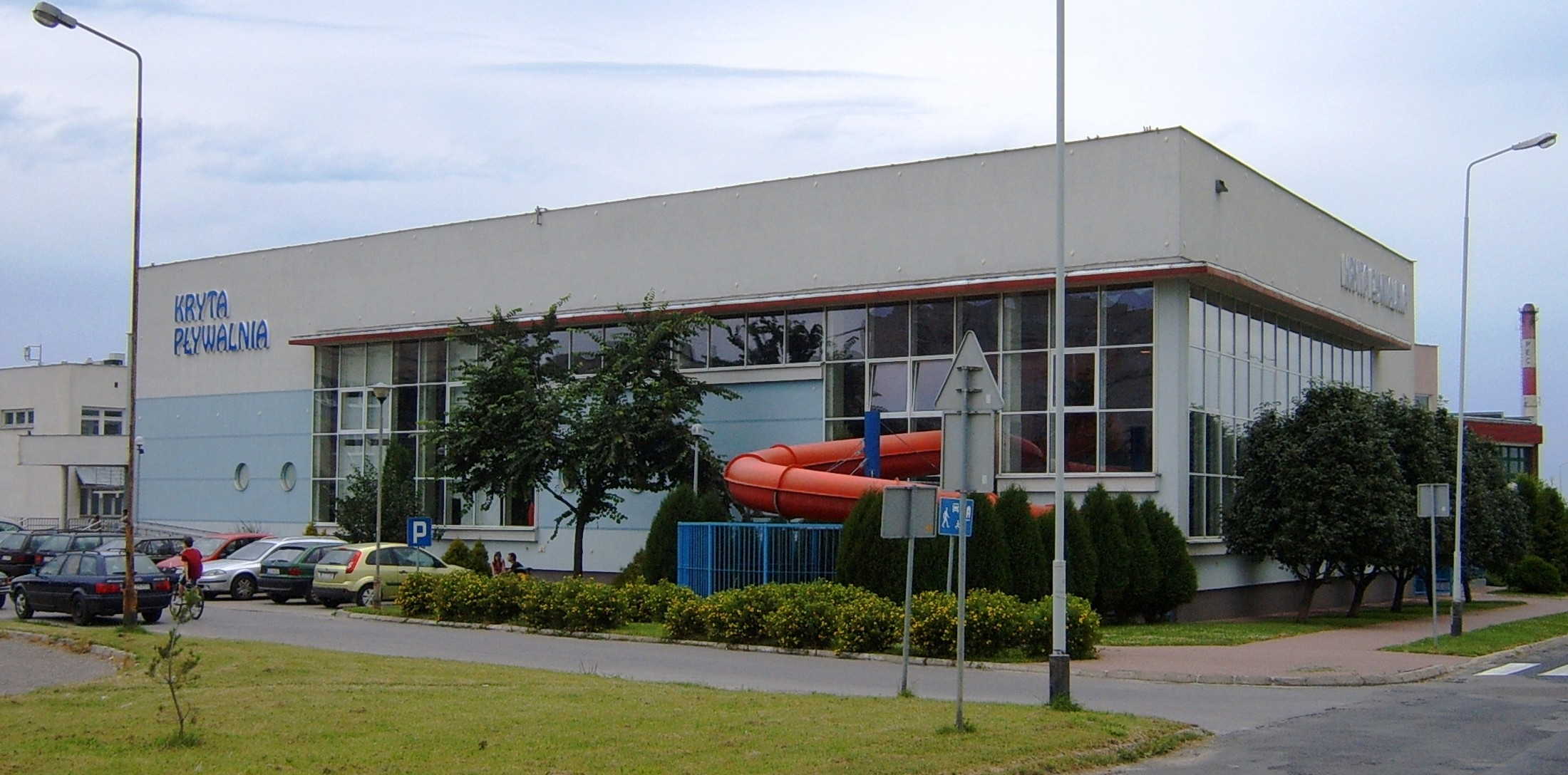
Kryta pływalnia

### Kluby sportowe
W Zamościu działają liczne kluby sportowe różnych dyscyplin. Najpopularniejsze z nich to m.in. KS Agros z zawodnikami lekkiej atletyki, kolarstwa, łucznictwa, podnoszenia ciężarów, zapasów i sumo. Klub Tenisowy Return oraz szczypiorniści MKS Padwa Zamość. Do 2010 roku w rozgrywkach ligowych piłki nożnej brał udział założony w 1934 r. KS Hetman Zamość, jaki obecnie zmaga się z problemami finansowo-organizacyjnymi. Inną drużyną w tej dyscyplinie sportu, grającą w IV lidze, jest AMSPN Hetman Zamość, wywodzący się spośród zespołów młodzieżowych. 
W przeszłości istniał również klub piłkarski "KS Technik Zamość", grający w III lidze w 1953 roku oraz w Pucharze Polski w sezonie 1952.
Klub w 1968 roku połączył się z Hetmanem.

Miejscowe kluby innych dyscyplin to także bokserski zespół ASB Hetman, oraz kluby walk karate – Zamojski Klub Karate Tradycyjnego oraz ZKK Kyokushin.
Wśród zespołów szkolnych i młodzieżowych popularne są m.in. UKS Duet (tenis ziemny), UKS III LO Zamość (siatkówka juniorów), UKS Kiko (badminton) czy UKS Orka (pływanie).

### Obiekty sportowe
Najwięcej obiektów sportowych znajduje się w Ośrodku Sportu i Rekreacji przy ul. Królowej Jadwigi (w pobliżu Starego Miasta). Są tam dostępne: stadion z nową bieżnią (odbywają się tu m.in. mecze Hetmana Zamość), hale sportowe (duża i mniejsza), strzelnica dla łuczników, siłownia oraz baza noclegowa. Do niedawna ośrodek posiadał także odkryte baseny, w miejscu których powstało nowe boisko, przeznaczone dla wielu dyscyplin (m.in. tenis). W jego pobliżu planowane jest także utworzenie nowego basenu oraz boisk.
Wśród innych, większych i odpowiednio zagospodarowanych obiektów sportowych na terenie Zamościa, dostępne są boiska: w pobliżu OSiR-u przy ul. Królowej Jadwigi i przy Parku Miejskim oraz na zachód od Rotundy, gdzie znajduje się dodatkowo strzelnica.
W mieście nie brakuje kortów tenisowych; obok parku mieszczą się korty Klubu Tenisowego „Return”, a niedaleko OSiR-u (przy ul. Królowej Jadwigi) w ośrodku „Duet”. W ośrodku tym dostępny jest również niewielki kryty basen, ale wśród kąpielisk i pływalni większe wymiary posiada kryta pływalnia (przy ul. J. Zamoyskiego) z pełnowymiarowym basenem sportowym (25 m długości) i innymi obiektami. W okresie wakacji dodatkowe kąpielisko czynne jest w zalewie miejskim z wypożyczalnią pływającego sprzętu wodnego.
Miasto posiada także 3 popularne wśród młodzieży skateparki, położone przy osiedlach nad rzeką Łabuńką (os. Orzeszkowej i os. Promyk) i na terenie Szkoły Podstawowej nr 2 (os. Słoneczny Stok).
Dodatkowymi obiektami, lepiej wyposażonymi i wykorzystywanymi do zawodów oraz zajęć pozaszkolnych, dysponują ponadto niektóre szkoły; są to m.in. hale sportowe (III LO, Zespół Szkół Ponadgimnazjalnych nr 5), boiska (szkoły podstawowe nr 4 i 6) czy odkryte korty tenisowe (III LO). Liczne są także siłownie.

### Zawody sportowe
Z działalnością zamojskich klubów związane są także różne zawody i imprezy sportowe, organizowane w Zamościu. Jedną z większych jest m.in. Bieg Pamięci Dzieci Zamojszczyzny, składający się z czterech etapów (trzy poza Zamościem: Zamość – Zwierzyniec, Zwierzyniec – Krasnobród, Krasnobród – Zamość oraz jeden w Zamościu). Często odbywają się tu inne zawody lekkoatletyczne, zwłaszcza dzieci i młodzieży, popularne są także odbywające się co roku pokazy i imprezy związane ze sztukami walki, turnieje tenisowe oraz Memoriał im. Jerzego Suchodoła w boksie.

## Gospodarka
Pod koniec lipca 2012 liczba zarejestrowanych bezrobotnych w Zamościu obejmowała ok. 4,4 tys. mieszkańców, co stanowi stopę bezrobocia na poziomie 14,3% do aktywnych zawodowo.
W 2009 r. ustanowiono podstrefę Zamość – Specjalnej Strefy Ekonomicznej Euro-Park Mielec, która obejmuje 3 kompleksy o łącznej powierzchni 53,53 ha. Na terenie podstrefy znajdują się zakłady produkujące m.in. blachodachówki, pokrycia dachowe; ponadto firma zajmującą się produkcją energii elektrycznej z biomasy oraz prowadząca usługi logistyczne. Przedsiębiorcy podejmujący działalność gospodarczą na terenie podstrefy ekonomicznej mogą skorzystać ze zwolnienia z części podatku dochodowego CIT lub części dwuletnich kosztów pracy.

### Przemysł

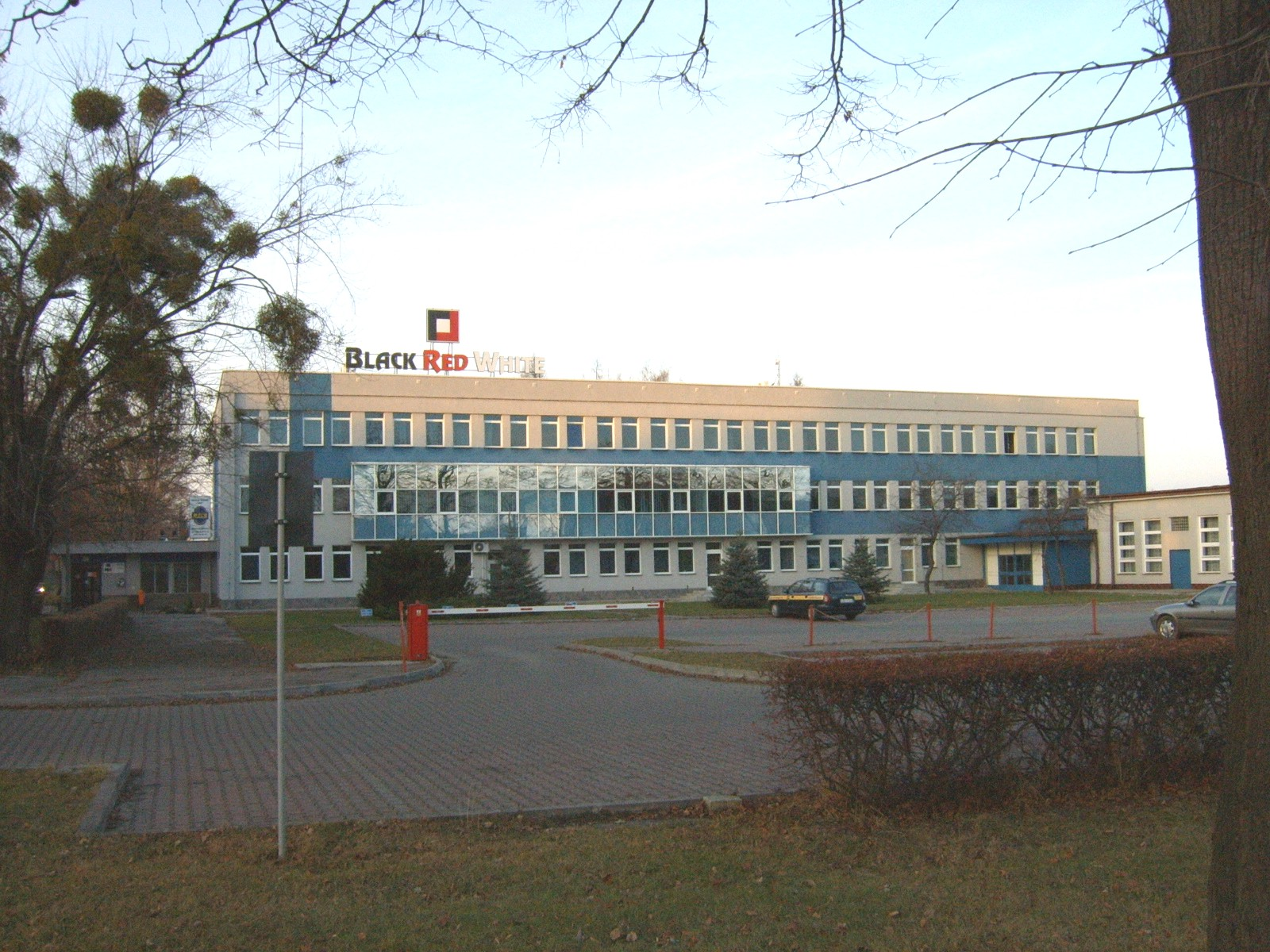
Fabryka mebli „Black Red White”

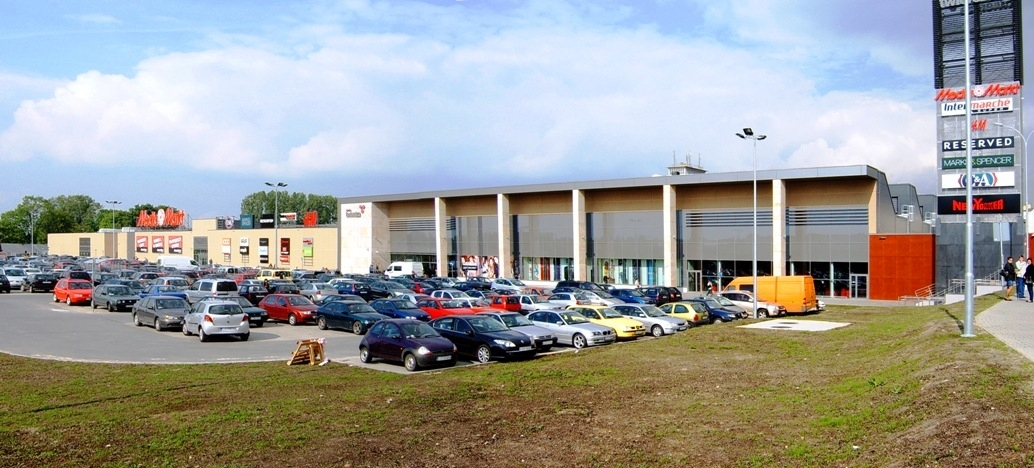
Centrum handlowe „Galeria Twierdza”

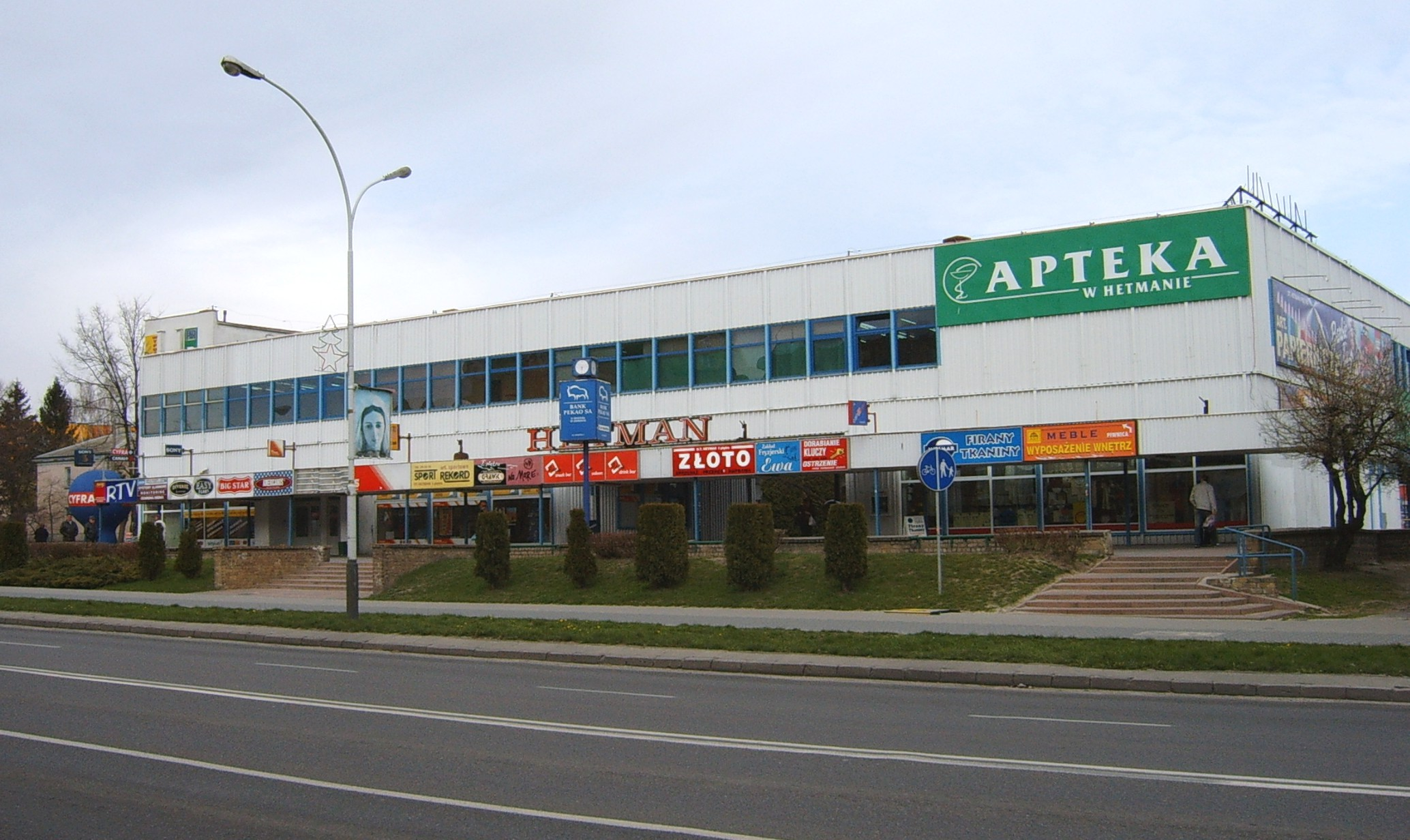
Dom handlowy „Hetman”

Dominują tu liczne małe i średnie przedsiębiorstwa, ale działa także kilka większych zakładów produkcyjnych, wśród których większość to przedsiębiorstwa i zakłady przemysłu spożywczego, co jest związane z dominacją rolnictwa w tym regionie. Są to m.in. Zamojskie Zakłady Zbożowe (jeden z największych zakładów w mieście), wytwórnia pasz „Agri Plus”, chłodnia „Mors”, oraz zakład Okręgowej Spółdzielni Mleczarskiej Krasnystaw (w miejscu dawnej Zamojskiej Spółdzielni Mleczarskiej). Miasto stanowi jednocześnie ośrodek obsługi dla rolnictwa, jest miejscem skupu różnych produktów rolnych.
Oprócz tego działają tu zakłady przemysłu metalowo-drzewnego, wśród których największy, zajmujący tereny dawnych Zamojskich Fabryk Mebli, to fabryka Black Red White. Przemysł metalowy obejmuje mniejsze firmy prowadzące działalność produkcyjną, takie jak Spomasz Zamość SA, SipMot oraz Stalprodukt (dawny Metalplast).

### Usługi
Większe firmy w Zamościu, prowadzące działalność w zakresie usług, to PKP Linia Hutnicza Szerokotorowa Sp. z o.o., operator kolejowy jedynego szerokiego toru poza obszarem d. ZSRR oraz Zamojska Korporacja Energetyczna SA, zajmująca się dystrybucją energii w 11 powiatach województw lubelskiego i podkarpackiego, od Włodawy po Przemyśl.
Wśród usług rozwinięta jest tu sieć handlowa, którą tworzą hipermarkety (Carrefour, Castorama, Kaufland) oraz liczne supermarkety i markety (Aldik, Biedronka, E.Leclerc, Intermarché, Jysk, Lidl, Stokrotka, PSS Społem „Lux”). Czynne są tu ponadto centra handlowe (CH E. Leclerc, CH Galeria Revia Park, CH Galeria Twierdza, CH City Market Hrubieszowska, CH City Market Sadowa, CH Lwowska) i kilka większych domów handlowych (DH Agora, DH Hetman, DH Łukasz, DH Sezam, DH Tomasz).
Nadal działają tu targowiska, m.in. na Nowym Rynku (os. Nowe Miasto) i na osiedlu Orzeszkowej.
Wiele specjalistycznych sklepów, m.in. znanych marek (obuwie, odzież, perfumerie), poza centrami i domami handlowymi, czynnych jest zwłaszcza na Starym Mieście. Wśród obiektów usługowych dostępne są tu liczne banki (szczególnie przy ul. Partyzantów, łączącej Stare i Nowe Miasto) oraz inne placówki z usługami finansowymi.
W gospodarce Zamościa znaczenie odgrywa także turystyka, jaka rozwinęła się po wpisaniu zamojskiego Starego Miasta na listę światowego dziedzictwa Kultury UNESCO, z czym związana jest działalność licznych obiektów usługowych koniecznych dla takiej gałęzi gospodarki (m.in. biura podróży i turystyczne, obiekty noclegowe i gastronomiczne). Istotną rolę w rozwoju gospodarki miasta odgrywa także jego położenie blisko wschodniej granicy Unii Europejskiej.

### Gospodarka komunalna
Główne ujęcie wody dostarczanej w mieście znajduje się przy ul. Kruczej, na terenie bazy miejskiego Przedsiębiorstwa Gospodarki Komunalnej (os. Janowice), którego działalność obejmuje także funkcjonowanie mechaniczno-biologicznej oczyszczalni ścieków, z podwyższonym usuwaniem biogenów (al. 1 Maja, os. Janowice). Z kolei śmieci wywożone są z miasta na składowisko odpadów w miejscowości Kolonia Dębowiec (na północ od Zamościa). Prowadzone jest tu także odpowiednie gospodarowanie odpadami – na osiedlach rozmieszczone są pojemniki na odpady różnego rodzaju (papier, szkło, tworzywa sztuczne, aluminium), wykorzystywane do recyklingu. W przypadku ciepła, jego głównym dostawcą jest Ciepłownia „Szopinek”, położona przy wschodniej granicy miasta (ul. Hrubieszowska, os. Kilińskiego).

## Bezpieczeństwo

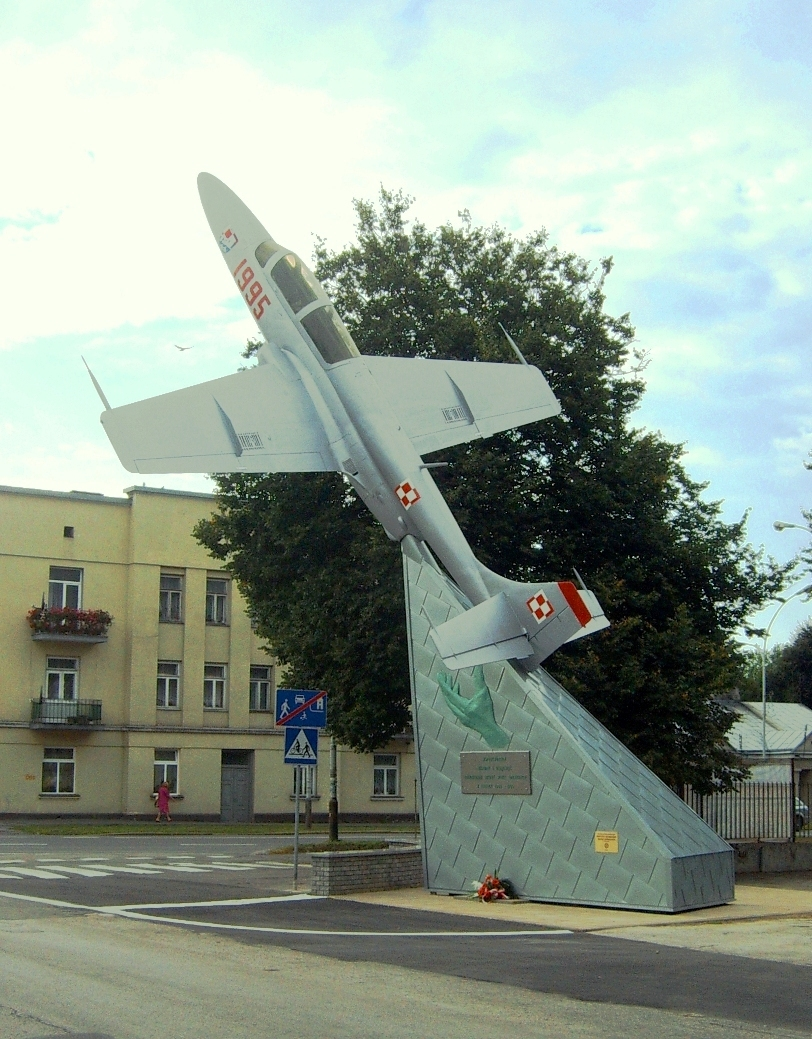
TS-11 Iskra przy dawnym, głównym wjeździe do jednostki wojskowej

### Ochrona zdrowia
W Zamościu czynne są dwa szpitale. Zamojski Szpital Niepubliczny, powszechnie nazywany „starym szpitalem”, do niedawna był publicznym ośrodkiem opieki zdrowotnej, przekształcony w prężnie działający ośrodek, którego właścicielem jest miasto. Drugi to Szpital Wojewódzki im. Jana Pawła II, tzw. „nowy szpital”, znacznie większy, o statusie wojewódzkim, jaki działalność rozpoczął na początku lat 90. XX wieku. Funkcjonuje tu także Stacja Pogotowia Ratunkowego (ul. Starowiejska, os. Kilińskiego) oraz liczne przychodnie i apteki zapewniające mieszkańcom miasta i okolic opiekę zdrowotną.

### Służby mundurowe
O bezpieczeństwo i porządek w mieście dbają określone jednostki organizacyjne. Mieści się tu Komenda Miejska Policji z dzielnicowymi dla dwunastu rejonów miasta, Komenda Miejska Państwowej Straży Pożarnej wraz z Jednostką Ratowniczo-Gaśniczą oraz odpowiedzialna za porządek publiczny Straż Miejska z komisariatem w ratuszu.

### Jednostki wojskowe

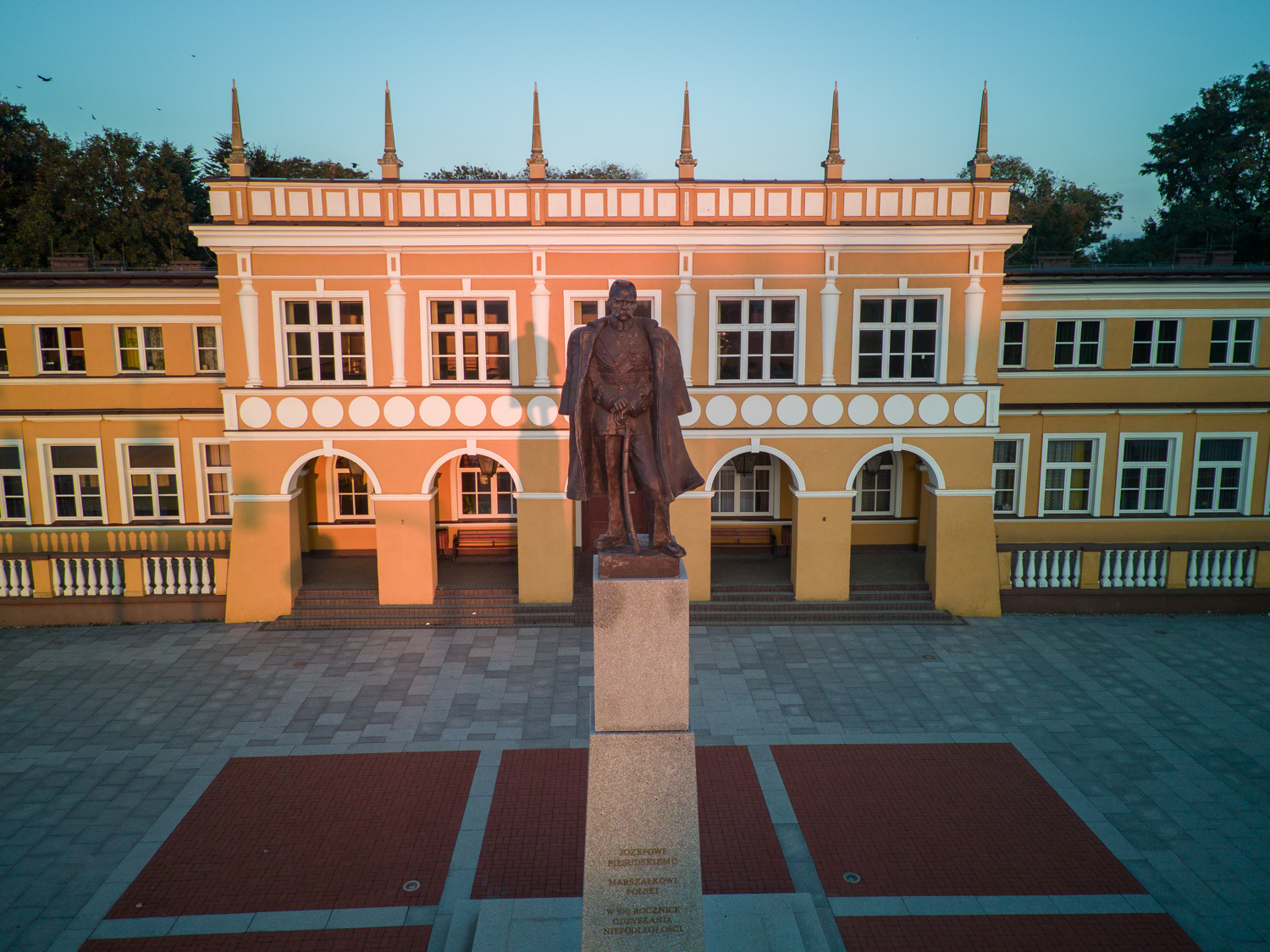
Pomnik Józefa Piłsudskiego w Zamościu [https://tiastudio.pl/ Zdjęcie z drona

W Zamościu funkcjonuje 3 Batalion Zmechanizowany, który jest podporządkowany 1 Brygadzie Pancernej w Wesołej (w obrębie Śląskiego Okręgu Wojskowego). Do 1995 roku była to Techniczna Szkoła Wojsk Lotniczych, następnie przekształcona w 3 Zamojską Brygadę (wcześniej Batalion) Obrony Terytorialnej, a od 2011 roku działa jako obecna jednostka. Położona jest na terenie, gdzie na początku XX wieku powstały koszary ówczesnych wojsk rosyjskich. Obecnie fragment koszar (z zabudową mieszkalną, usługową i zielenią), pomiędzy zamkniętym obszarem jednostki a ulicą J. Piłsudskiego, znajduje się już w posiadaniu miasta Zamość. O dawnej szkole lotniczej przypomina ustawiony dziobem do góry, przy głównym wjeździe do Koszar, samolot TS-11 Iskra. Przy ulicy J. Piłsudskiego znajduje się plac z okazałym pomnikiem Józefa Piłsudskiego, który został odsłonięty 5 listopada 2018 roku w ramach obchodów 100-lecia odzyskania niepodległości. Pomnik ma wysokość ok. 2,6 m, waży ponad 700 kg, a został wykonany z brązu przez Marka Maślańca.
Zamość jest również od 2017 roku miejscem dyslokacji 25 Batalionu Lekkiej Piechoty Wojsk Obrony Terytorialnej z 2 Lubelskiej Brygady OT imienia mjr. Hieronima Dekutowskiego "Zapory".

## Transport

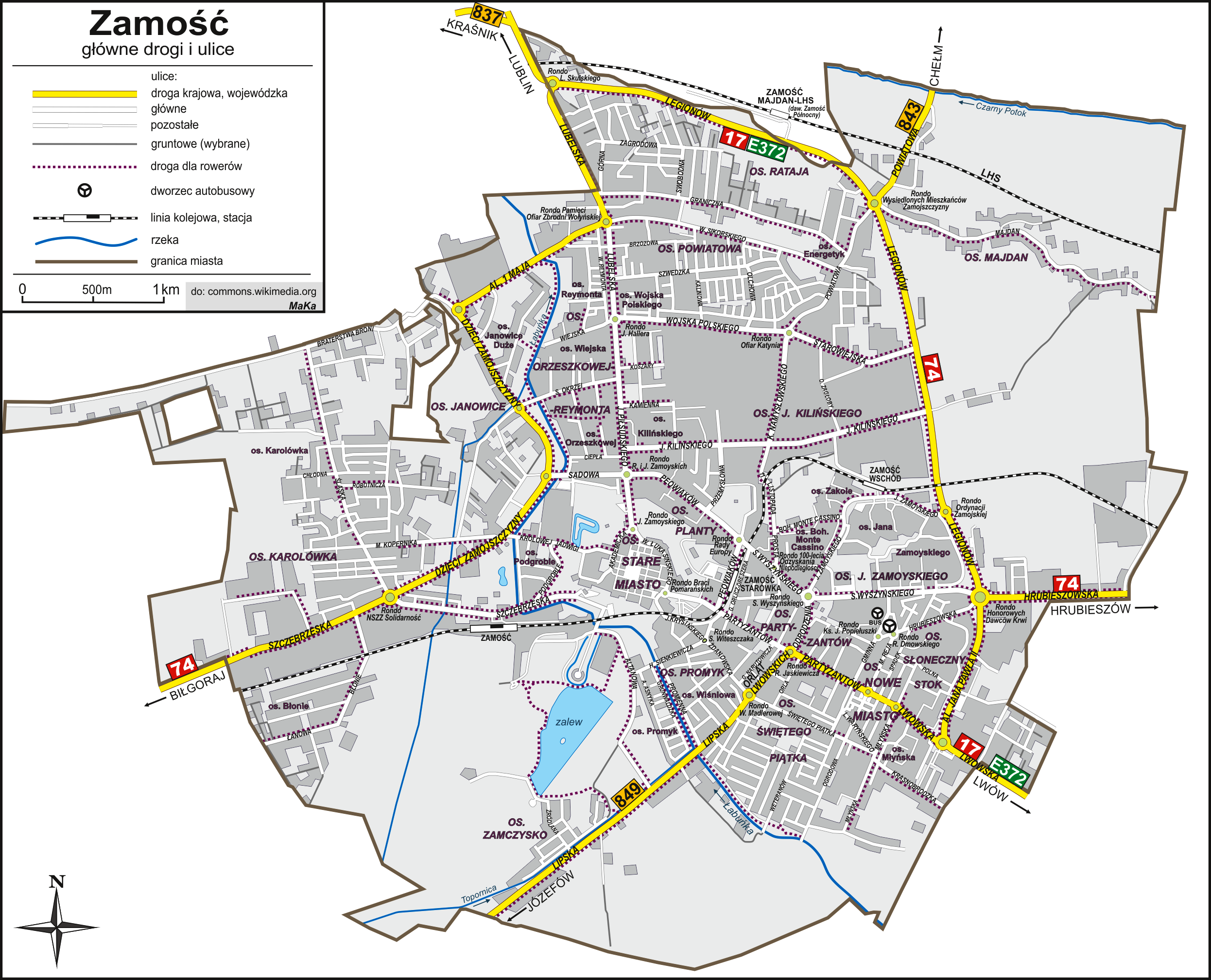
Główne drogi i ulice Zamościa

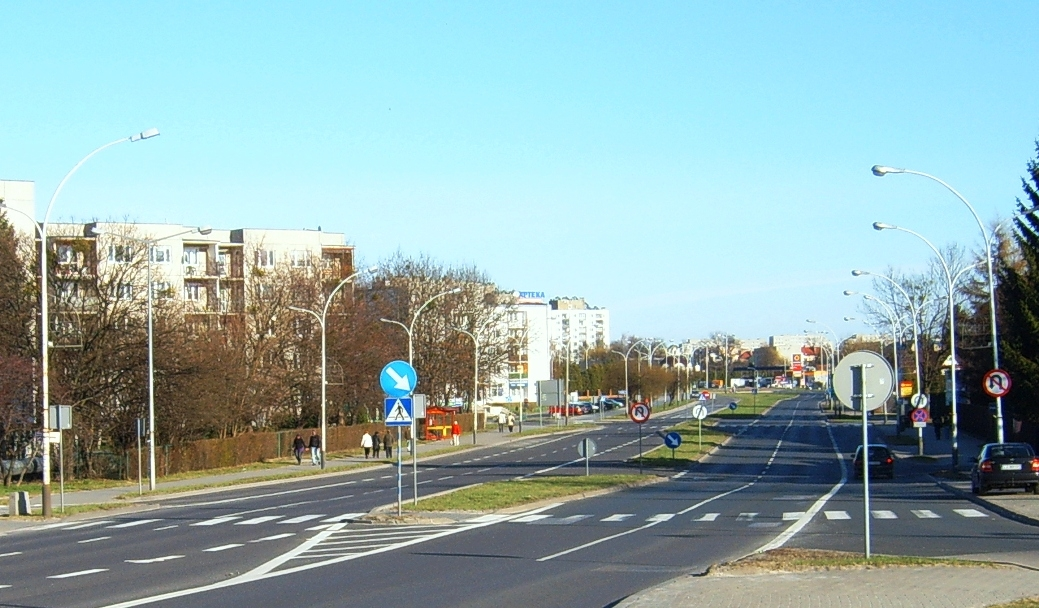
Ulica S. Wyszyńskiego

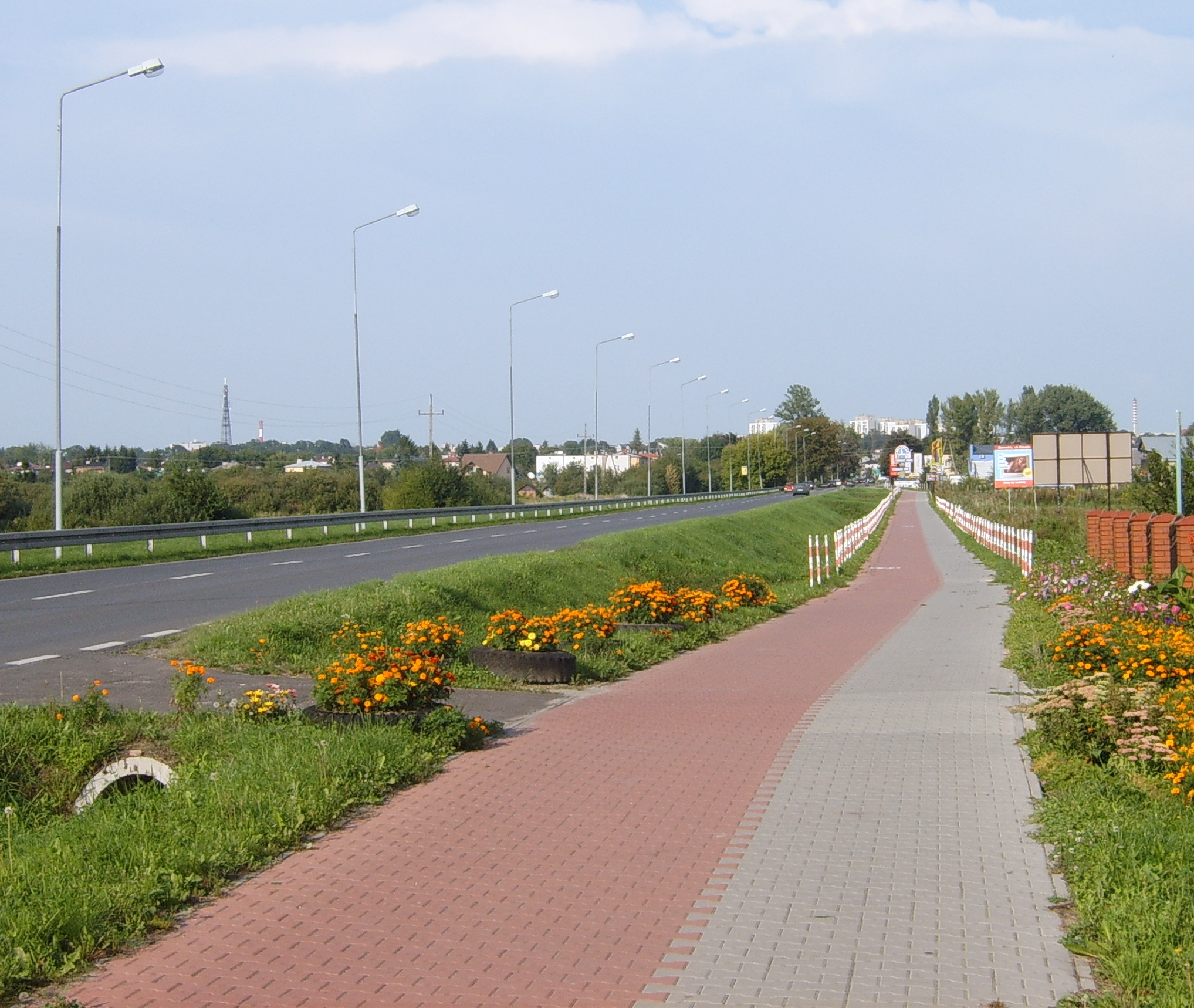
Droga rowerowa (po lewej) przy ul. Lipskiej

### Drogi
Zamość stanowi węzeł drogowy o znaczeniu krajowym w województwie lubelskim. Przebiegają tędy dwie drogi krajowe:
- 17E372  Warszawa – Lublin – Zamość – Tomaszów Lub. – Hrebenne (przejście graniczne) i dalej do Lwowa; stanowi część korytarza Via Intermare z Gdańska (Morze Bałtyckie) przez Warszawę – Lwów do Odessy (Morze Czarne);
- 74 Wieluń – Kielce – Kraśnik – Zamość – Hrubieszów – Zosin (przejście graniczne); część dawnego Traktu Królewskiego z Pragi i Krakowa do Kijowa.

Ponadto z Zamościa wychodzą 3 drogi wojewódzkie:
- 837 Zamość (Sitaniec) – Żółkiewka – Piaski
- 843 Zamość – Skierbieszów – Chełm
- 849 Zamość – Józefów – Wola Obszańska

Miasto posiada trzy obwodnice:
- Obwodnica Hetmańska – główna, biegnąca przy jego północnej i wschodniej granicy (ul. Legionów i al. Jana Pawła II), dzięki czemu możliwy jest w miarę szybki i bezproblemowy przejazd przez miasto, przeznaczony zwłaszcza dla ruchu tranzytowego.
- Obwodnica Zachodnia – biegnie po zachodniej stronie miasta, gdzie przejazd poza centrum umożliwiają ulice Dzieci Zamojszczyzny i al. 1 Maja.
- Obwodnica Śródmiejska – biegnie przez miasto z zachodu na wschód, omijając jego ścisłe centrum ulicami: Dzieci Zamojszczyzny, Sadowa, Peowiaków i S. Wyszyńskiego.

Projektowane są także:
- S17E372  Nowa północno-wschodnia obwodnica, która ominie Zamość i inne miejscowości w ramach budowy drogi ekspresowej S17.[74]

W pobliżu będą cztery węzły drogowe:
- Zamość Sitaniec
- Zamość Północ (Skierbieszów)
- Zamość Wschód (Hrubieszów) – węzeł ten będzie bardziej rozbudowany od pozostałych dwóch ze względu na krzyżowanie się z ważną drogą krajową nr 74
- Zamość Południe (Tomaszów Lubelski)
- 74 Nowa Zachodnia Obwodnica Zamościa, która ominie Zamość od zachodu. Połączy drogę krajową numer 74 w okolicach wiaduktu w Miejscowości Zawada[75], z węzłem drogi ekspresowej nr S17 w Sitańcu. Skrzyżuje się z Drogą Wojewódzką nr 837 i będzie miała długość około 19 kilometrów.

Z ruchem drogowym związane są także liczne stacje paliw, m.in. Lotos (2), PKN Orlen (3), Shell, Circle K (2), których brakuje na ostatnim oddanym do ruchu odcinku Obwodnicy Hetmańskiej (od ul. Lubelskiej do ul. Starowiejskiej), jednak w najbliższym czasie można spodziewać się zmiany tej sytuacji w związku z aktywizacją gospodarczą tych terenów.
W mieście dostępne są ponadto drogi rowerowe (chodniki pieszo-rowerowe, drogi dla rowerów), przede wszystkim wzdłuż niektórych głównych ulic miasta, ale również na osiedlach. Ich długość wzrasta, co jest obecnie związane również z remontami ulic, pozwalając tym sposobem na bezpieczniejsze poruszanie się rowerem po mieście. Władze miasta planują także wybudowanie obwodnicy południowej jednak nie jest ona priorytetem miasta na ten moment

### Transport kolejowy

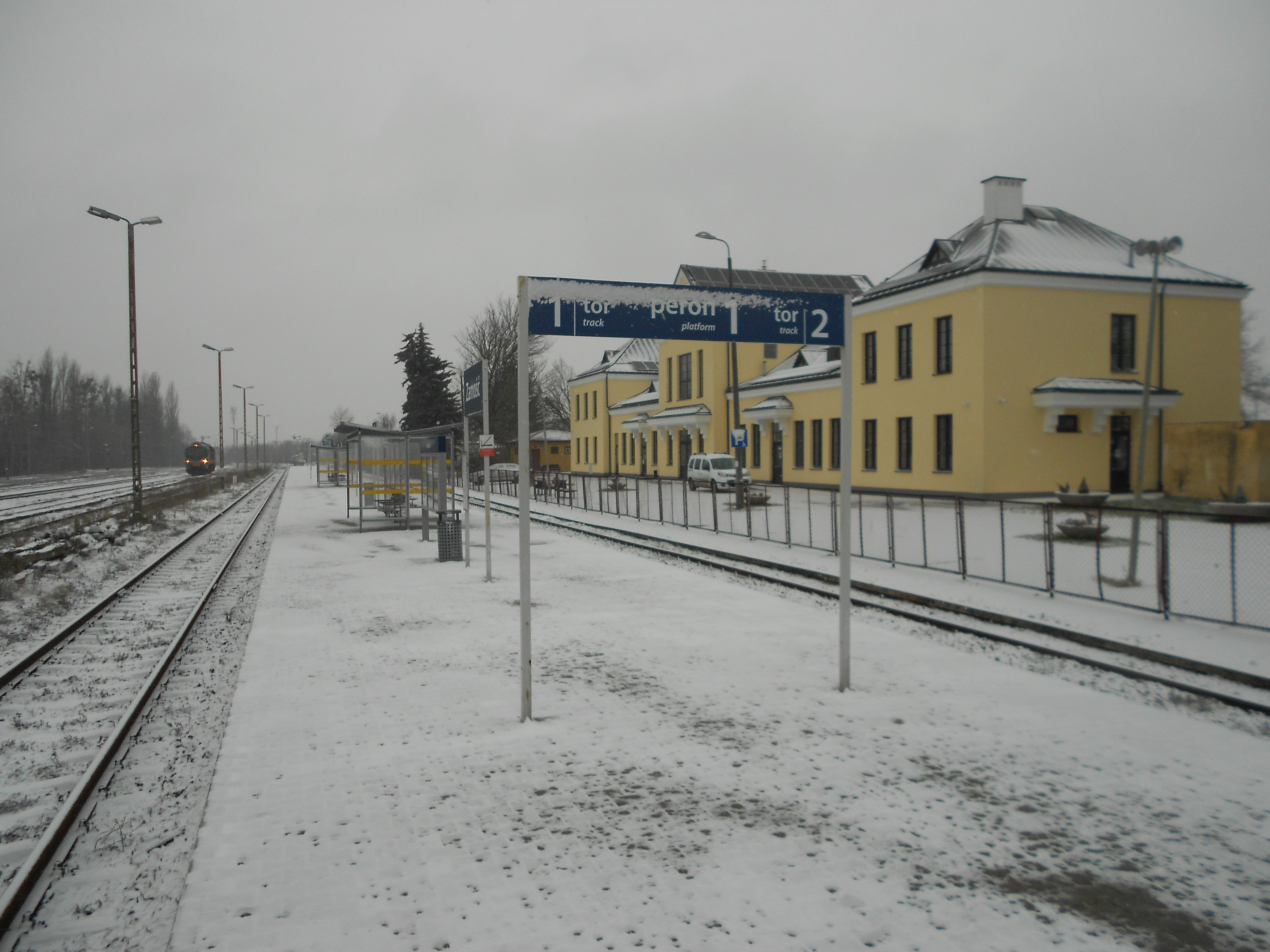
Stacja kolejowa Zamość

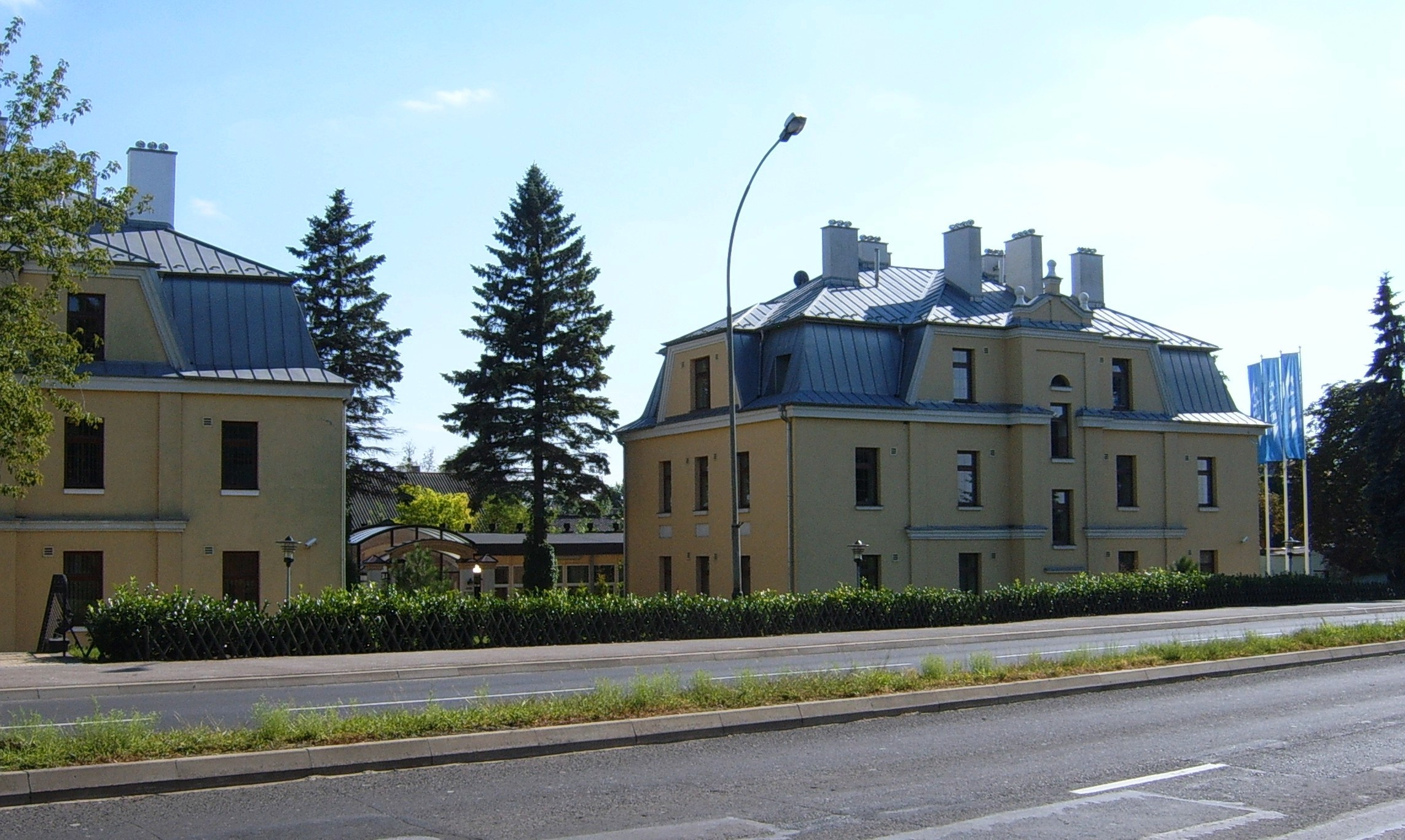
LHS – siedziba spółki w Zamościu

Przez Zamość przebiegają dwie linie kolejowe:
- 72 normalnotorowa: Zawada – Zamość – Hrubieszów Miasto; posiada znaczenie drugorzędne, prowadzi ruch osobowy (odcinek Zawada – Zamość Wschód) i towarowy. Od stacji Zawada inne linie kolejowe biegną: na północ w kierunku miejscowości Rejowiec oraz na południe do Bełżca, od której w Zwierzyńcu odbiega linia na zachód do Biłgoraja.
- 65 Linia Hutnicza Szerokotorowa (siedziba spółki obsługującej linię mieści się w Zamościu): Hrubieszów Towarowy – Sławków Południowy; posiada znaczenie krajowe, omija miasto od północy obwodnicą, prowadzi ruch towarowy (zapewnia zaopatrzenie „Huty Katowice” w rudę żelaza z Zagłębia Krzyworoskiego na Ukrainie).

Do niedawna równolegle do toru LHS biegła linia kolejowa nr 83 (Zawada – Jarosławiec), rozebrana w latach 1999–2003 na odcinku między stacją Zamość Bortatycze a posterunkiem Jarosławiec. W 2004 roku rozebrano łącznicę kolejową, przebiegającą od wschodu między os. Majdan a Ciepłownią Szopinek.
W układzie torowym Zamościa funkcjonują lub funkcjonowały następujące stacje i przystanki:
- stacja kolejowa Zamość – obsługująca ruch osobowy i towarowy;
- stacja towarowa Zamość Bortatycze – znajduje się na terenie miejscowości Wysokie, w pobliżu granicy miasta, na północnej obwodnicy kolejowej. Obsługuje obie szerokości torów. Na stacji istnieje zaplecze techniczne kolei: lokomotywownia LHS i lokomotywownia PKP Cargo.
- przystanek osobowy Zamość Starówka;
- przystanek osobowy Zamość Wschód;
- stacja osobowa Zamość Północny (nieczynna) – znajduje się tuż poza granicą miasta (ul. Legionów), na terenie gminy Zamość (Sitaniec). Stacja ta nigdy nie została ukończona, w planach miała przejąć rolę głównej stacji dla miasta Zamościa. Do końca lat 90. XX w. obsługiwała szerokotorowe pociągi pasażerskie (połączenia Olkusza ze Lwowem, Moskwą, Charkowem, Magnitogorskiem i Kowlem).

Powyższe stacje i przystanki wraz z węzłową stacją w Zawadzie, przystankiem osobowym w Mokrem i posterunkiem odgałęźnym Jarosławiec tworzą Węzeł Zamość.
Przed I wojną światową z Zamościa wychodziły gospodarcze kolejki wąskotorowe do cukrowni w Nieledwi (od 1905) oraz w Klemensowie (od 1907), natomiast podczas I wojny światowej, w latach 1915–1916 na terenie miasta znajdowała się stacja Zamość Wąskotorowy położona na linii Bełżec-Trawniki, przeznaczonej dla celów militarnych.

### Transport zbiorowy

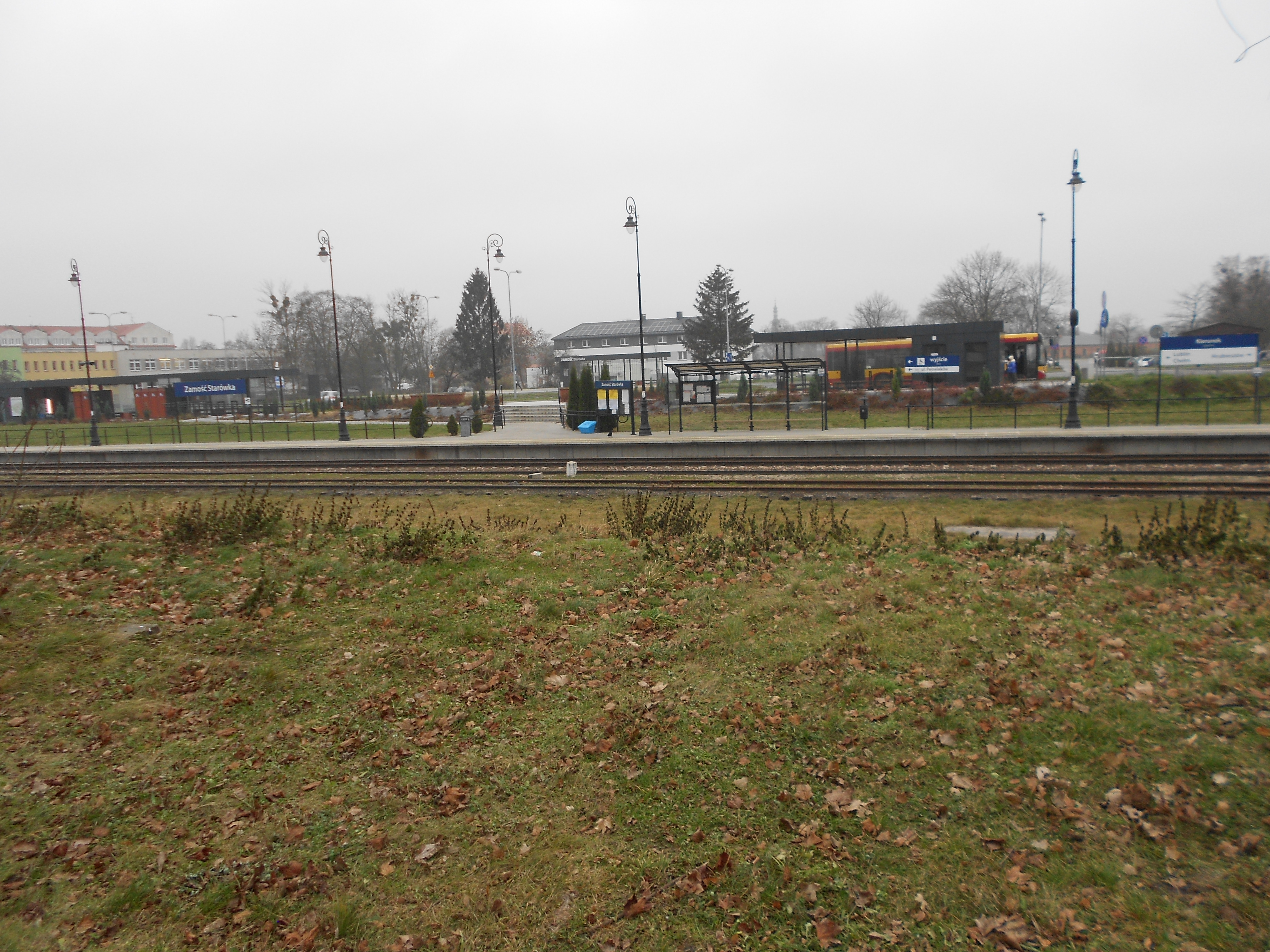
Węzeł przesiadkowy Zamość Starówka

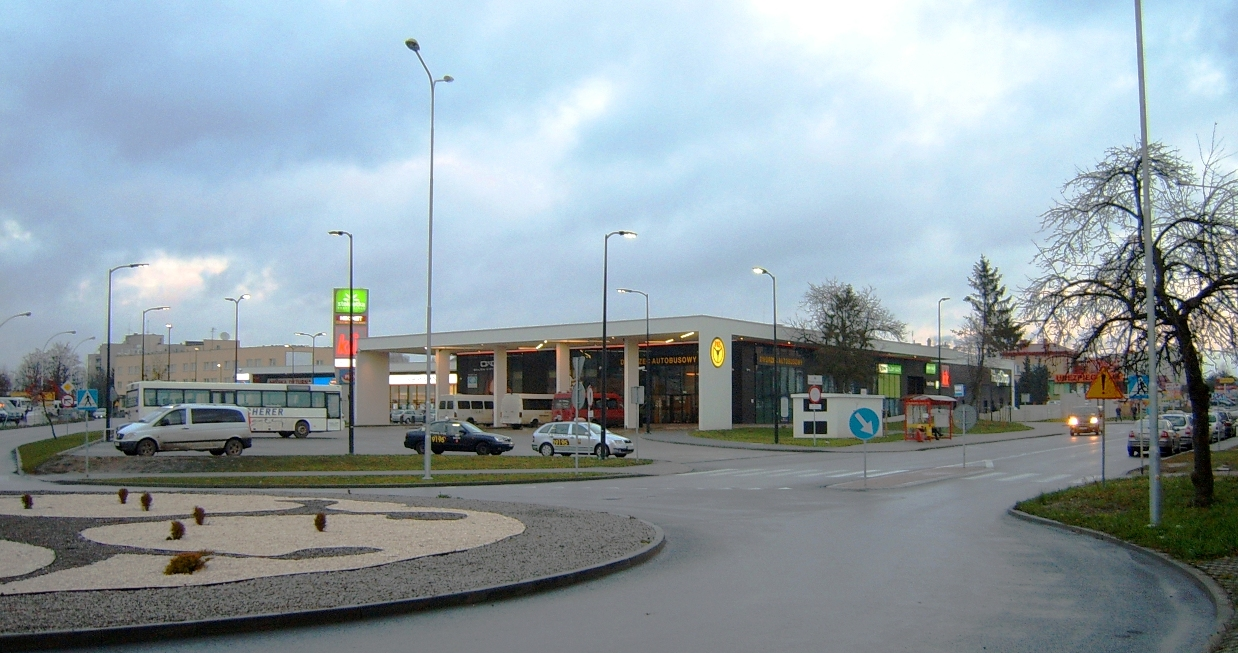
Zintegrowane Centrum Komunikacyjne – dworzec autobusowy i City Market Hrubieszowska

Zamość ma połączenia autobusowe (przewoźników prywatnych) i kolejowe, zapewniające bezpośredni dojazd do miast w kraju oraz za granicą, a także do pobliskich miejscowości wypoczynkowych na Roztoczu (jak Józefów, Krasnobród, Susiec, Zwierzyniec). Od 2014 r. przywrócono kursowanie z Zamościa pociągów pospiesznych do Wrocławia, od 2017 r. do Hrubieszowa, a od czerwca 2019 r. do Warszawy. W czerwcu 2015 r. uruchomiono dwa przystanki kolejowe: Zamość Starówka (ul. Peowiaków) i Zamość Wschód (ul. Jana Zamoyskiego).
Funkcjonuje tu również komunikacja miejska (Miejski Zakład Komunikacji), która obsługuje 25 linii, w tym linie podmiejskie.
Obecnie miasto zaczęło myśleć o budowie linii tramwajowej, która łączyłaby osiedle Karolówka z Kalinowicami. Zamość może stać się pierwszym w Polsce posiadaczem autonomicznych tramwajów oraz nowym najmniejszym polskim miastem posiadającym własnysystem tramwajowy (wypierając 89-tysięczny Grudziądz w woj. kujawsko-pomorskim).

### Transport lotniczy
W miejscowości Mokre znajduje się lotnisko Zamość-Mokre. Jest to lotnisko sportowe Aeroklubu Ziemi Zamojskiej, w którym można skorzystać z lotów turystycznych m.in. nad Zamościem. Obecnie samorządy miasta, gminy i powiatu współpracują nad jego rozbudową dla ruchu pasażerskiego, dla mniejszych samolotów. W 2014 przy ul. Aleje Jana Pawła II oddano do użytku sanitarne lądowisko Zamość-Szpital.

## Współpraca międzynarodowa
Miasta i gminy partnerskie:

- Bardejów
- Cassino
- Fountain Hills
- Loughborough
- Łuck
- Schwäbisch Hall
- Sighișoara
- Weimar
- Żółkiew

## Honorowi obywatele Zamościa[84]
- Jan Andreasik
- Helmut Becker
- Karl Friedrich Binder
- Eugeniusz Goliński
- Jadwiga Harczuk-Muszyńska
- Jan Paweł II
- Kazimierz Kaleta
- Franciszek Kamiński
- Kazimierz Kubala
- Maria Lorentz
- Jan Machulski
- Edward Moskal
- Jadwiga Muszyńska
- Józef Przytuła
- Józef Topornicki
- Lech Wałęsa
- Jan Ptaszyn Wróblewski
- Jan Tomasz Zamoyski
- 9 Pułk Piechoty Legionów[85]